# Wallenstein

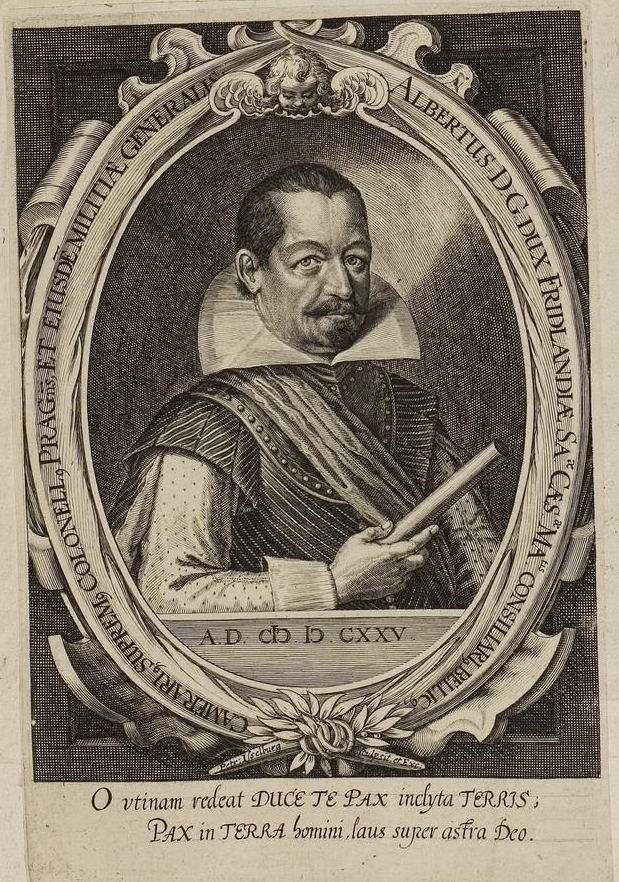
Wallenstein – Albrecht von Waldstein

Wallenstein, eigentlich Albrecht Wenzel Eusebius von Waldstein (tschechisch Albrecht Václav Eusebius z Valdštejna; * 24. September 1583 in Hermanitz an der Elbe, Königgrätzer Kreis; † 25. Februar 1634 in Eger, Elbogener Kreis), war ein böhmischer Feldherr, Generalissimus und Ständepolitiker. Zudem war er Herzog von Friedland, Sagan und Glogau, von 1628 bis 1631 als Albrecht VIII. Herzog zu Mecklenburg, Fürst zu Wenden, Graf von Schwerin, Herr von Rostock, Herr von Stargard.
Im Dreißigjährigen Krieg kämpfte er für den Kaiser im Bündnis mit der Katholischen Liga gegen protestantische Fürsten sowie die ausländischen Kronen Dänemark und Schweden. Ab 1625 war er zweimal Oberbefehlshaber. 1634 fiel er in Ungnade und wurde von kaisertreuen Offizieren ermordet.

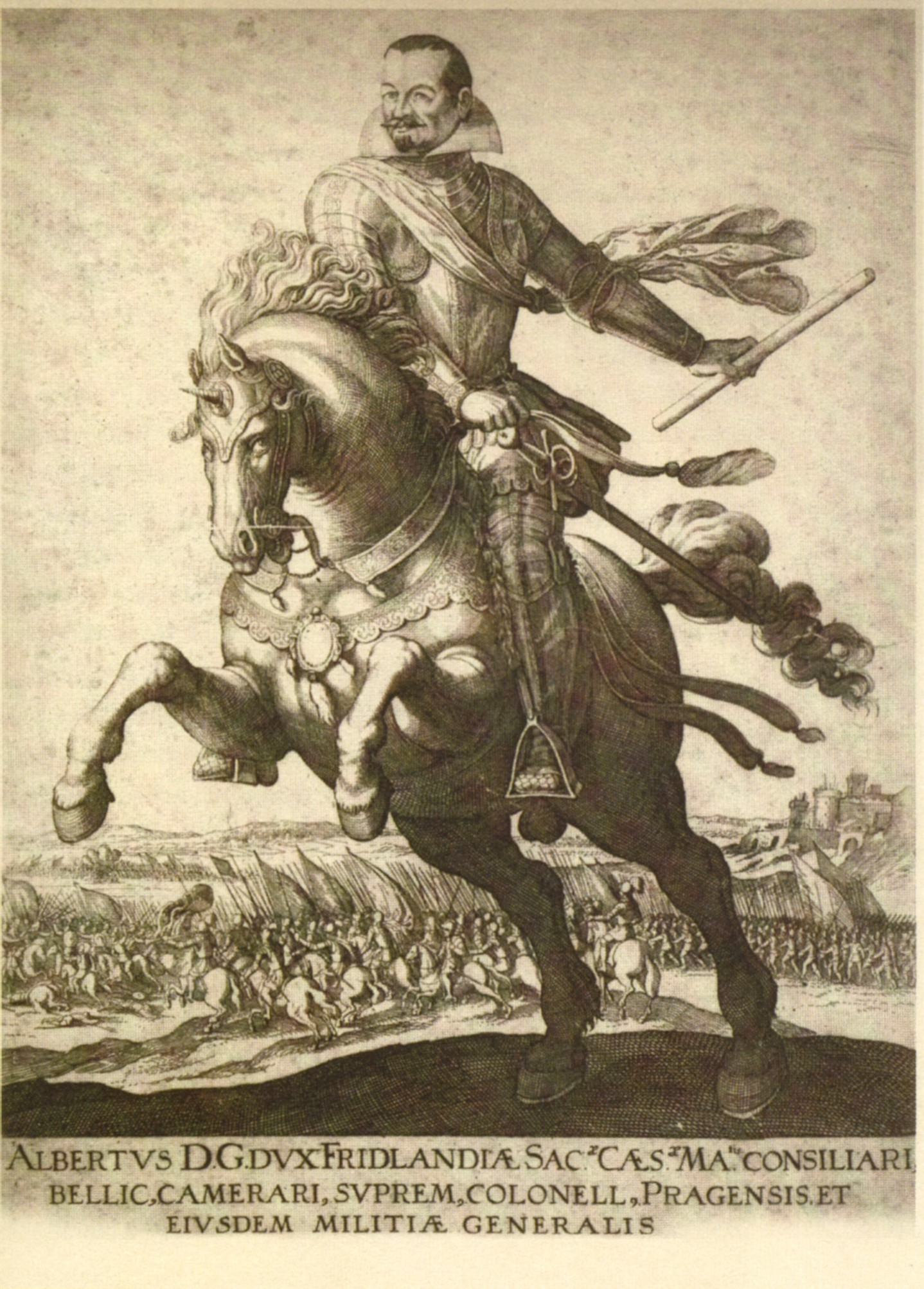
Wallenstein: Herzog von Friedland, kaiserlicher Kriegsrat und Kämmerer, Allerhöchster Obrist von Prag und ebensolcher General. Kupferstich 1625/28

## Leben

### Jugend

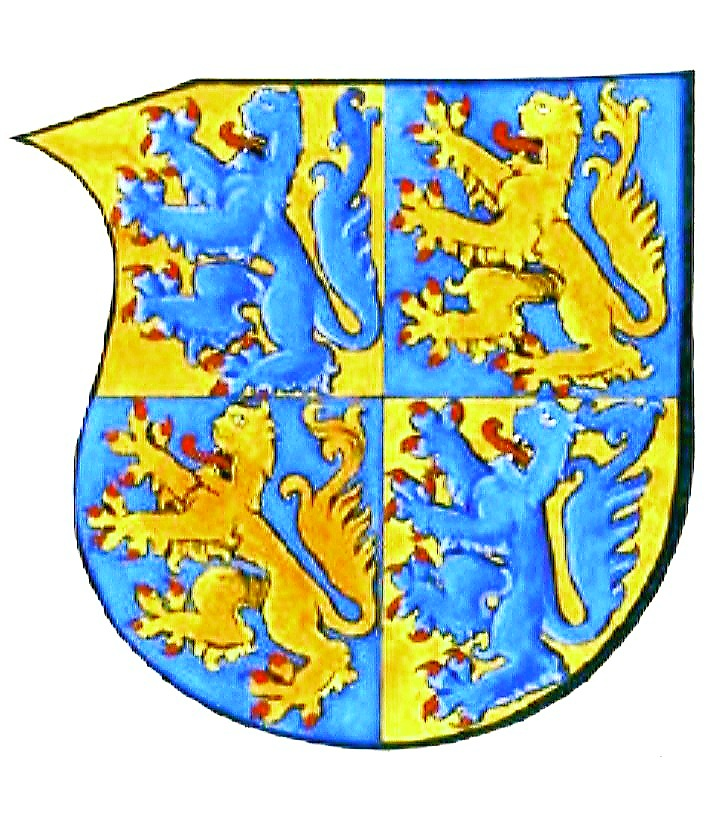
Wappen der Herren von Wallenstein. (Blasonierung: „Geviert von Gold und Blau, in 1 und 4 ein rotbezungter, rotbewehrter blauer Löwe, in 2 und 3 ein rotbezungter, rotbewehrter goldener Löwe“.) Es stammt aus der Zeit, als Heinrich Felix von Waldstein († 1537) und sein Sohn Wilhelm die Burg Valdštejn in Besitz hatten. Die anderen Mitglieder des Geschlechts führten dann einander zugewandte Löwen im Wappen.

Albrecht Wenzel Eusebius, genannt Wallenstein, wurde am 24. September 1583 in Hermanitz an der Elbe geboren. Er entstammte dem alten böhmischen Herrengeschlecht von Waldstein. Wallensteins Großvater, Georg von Waldstein, hatte 1536 in seiner Grundherrschaft den evangelisch-protestantischen Glauben eingeführt und sich 1546 dem Fürstenaufstand gegen Kaiser Karl V. angeschlossen. Wallensteins Vater Wilhelm IV. Freiherr von Waldstein (aus dem Hause Horzicz-Arnau) auf Hermanitz, königlich böhmischer Hauptmann des Königgrätzer Kreises, 1595 verstorben, war mit Margaretha Freiin Smirziczky von Smirzicz (1555–1593) verehelicht.
Als fünfter Sohn hatte der Vater Wilhelm nur ein kleines Erbe erhalten; seine Ehefrau Freiin Margaretha von Smiřický stammte aus ebenso altem Adel wie die Wallensteins. Von ihren sieben Kindern überlebten die beiden Töchter und der jüngste Sohn Albrecht Wenzel Eusebius. Zwar war Hermanitz nur eine kleine Grundherrschaft, dass aber die Familie finanziell in bedrängten Verhältnissen lebte, soll wie vieles bei Wallenstein eine Legende aus späterer Zeit sein. Seinen Hauslehrer Johann Graf ernannte Wallenstein später zu seinem Kammersekretär, und er wurde in den erblichen Adelsstand erhoben.
Da Wallensteins Mutter am 22. Juli 1593, sein Vater am 25. Februar 1595 verstarb, wurde Albrecht im Alter von elf Jahren Vollwaise. Das Erbe, die Grundherrschaft Hermanitz und ein größeres Vermögen an Geld, Silber und Schmuck, fiel zu gleichen Teilen an ihn und seine zwei Schwestern. Sein testamentarischer Vormund Heinrich Slavata von Chlum und Koschumberg, ein Schwager seiner Mutter, nahm Albrecht zu sich auf Schloss Koschumberg und ließ ihn zusammen mit seinem eigenen Sohn von Böhmischen Brüdern erziehen. Wallenstein erlernte, neben seiner tschechischen Muttersprache, auch Deutsch, Latein und Italienisch. Im Herbst 1597 schickte Heinrich Slavata ihn zur weiteren Erziehung in die evangelische Lateinschule in Goldberg im Herzogtum Liegnitz, und im Hochsommer 1599 an die protestantische Akademie in Altdorf, die Wallenstein schon im April 1600 wieder verlassen musste, nachdem er mehrfach durch Gewalttaten aufgefallen war und zuletzt seinen Diener in einem Anfall von Raserei halb totgeschlagen hatte. Inzwischen war sein Vormund gestorben, und Wallenstein begab sich nun bis 1602 auf eine Grand Tour, von der Näheres nicht überliefert ist. Er studierte anscheinend an den Universitäten Padua und Bologna, da er anschließend über eine umfassende Bildung und Kenntnisse der italienischen Sprache verfügte.

### In Diensten verschiedener Herren
In der zweiten Hälfte des Jahres 1602 trat Wallenstein als Schildknappe in die Dienste des Markgrafen Karl von Burgau. Auf Schloss Ambras bei Innsbruck blieb er nicht ganz zwei Jahre. In diesen Jahren trat Wallenstein zum Katholizismus über, was ein nicht ungewöhnlicher und recht häufig praktizierter Vorgang war. Wann genau die Konversion stattfand, ist unklar. Quellen sprechen vom Jahr 1602 oder vom Herbst 1606. Im Jahr 1602 soll Wallenstein der Legende nach in einer Mußestunde am Fenster des Schlosses Ambras gestanden haben und eingeschlafen sein. Er stürzte hinunter und überlebte den Sturz ohne jeglichen Schaden. Der Historiograph Graf Franz Christoph von Khevenhüller berichtet, dass dieses wundersame Ereignis Wallenstein zum Übertritt bewogen haben soll, weil er glaubte, die Jungfrau Maria habe ihn gerettet. Für 1602 spricht auch, dass er in diesem Jahr der Kirche von Heřmanice eine Glocke spendete, die zwei Sprüche in tschechischer Sprache trägt, die zwar in den katholischen Bibeln, aber nicht in den Bibeln der Böhmischen Bruderschaft enthalten waren. Zudem ist die Glocke mit Abbildungen der Mutter Gottes und Maria Magdalenas geschmückt. Für einen Anhänger des protestantischen Glaubens mit seiner Bilder- und Marienfeindlichkeit wären diese Darstellungen sehr ungewöhnlich gewesen.
Anfang Juli 1604 wurde Wallenstein auf Empfehlung seines Vetters, des kaiserlichen Oberstallmeisters Adam von Waldstein, Fähnrich in einem Regiment kaiserlich-böhmischer Fußknechte, das auf Befehl Kaiser Rudolfs II. nach Ungarn zog. Das Heer, das 1604 gegen die aufständischen ungarischen Protestanten aufbrach, wurde von Generalleutnant Georg Basta kommandiert. Bei diesem Feldzug unter dem Befehlshaber Basta lernte Wallenstein die Taktik der siebenbürgischen leichten Reiterei kennen und beobachtete den damals 45 Jahre alten Kommandeur der kaiserlichen Artillerie, Oberst Graf von Tilly. Der Feldzug endete durch einen frühen Wintereinbruch vorzeitig, und das Heer zog sich in die Winterquartiere nördlich von Kaschau in Oberungarn zurück. Wallenstein wurde zum Hauptmann befördert und bei Kämpfen in der Nähe von Kaschau schwer an der Hand verletzt.
Die Winterquartiere waren miserabel und die Verpflegung schlecht, daher entschloss sich General Basta, eine Delegation nach Prag zu schicken, um Geld und Verpflegung einzufordern. Wallenstein wurde als Vertreter der böhmischen Fußknechte ausgewählt und akzeptierte trotz seiner schlecht heilenden Verwundung. Der beschwerlichen Reise durch die Hohe Tatra und Schlesien war kein Erfolg beschieden, das Heer hungerte weiter und löste sich allmählich auf. Wallenstein blieb den Winter über in Prag und erkrankte aufgrund der Strapazen und der Verwundung an der Ungarischen Krankheit, einer Art Fleckfieber. Anfang 1605 entschlossen sich die böhmischen Stände, die Regimenter unter General Basta aufzulösen. Sie ernannten Wallenstein am 4. Februar 1605 zum Abdankungskommissar.
Nach der Demobilisierung der böhmischen Truppen wurde Wallenstein von den böhmischen Ständen zum Obristen eines Regiments deutscher Fußtruppen ernannt. Der durch Matthias, den Bruder Kaiser Rudolfs, erzwungene Frieden mit den Ungarn beendete Wallensteins erste militärische Karriere abrupt. Vermutlich wollte er diese fortsetzen und bat Kaiser Rudolf um ein Empfehlungsschreiben für den Statthalter der spanischen Niederlande, Erzherzog Albrecht von Österreich, das er auch erhielt. Warum er sich dann anders entschied und im April 1607 in die Dienste Erzherzog Matthias’ als Kämmerer trat, ist nicht bekannt.
Das Jahr 1607 über blieb Wallenstein am erzherzoglichen Hof in Wien. Es ist nicht bekannt, dass er sich an den Vorbereitungen Matthias’ zum Feldzug gegen seinen Bruder in Prag beteiligt hätte. 1608 zog Matthias nach Prag und zwang Rudolf, auf die Krone Ungarns und den Besitz Österreichs zu verzichten. Rudolf, dem die Kaiserkrone und das Königreich Böhmen verblieb, musste im berühmten Majestätsbrief vom 9. Juli 1609 die Religionsfreiheit garantieren. Er soll hierzu durch ein Heer der böhmischen Stände unter Heinrich Matthias von Thurn gezwungen worden sein. Wallenstein befand sich im Gefolge des Erzherzog Matthias, trat aber nicht weiter in Erscheinung.

### Keplers Horoskop

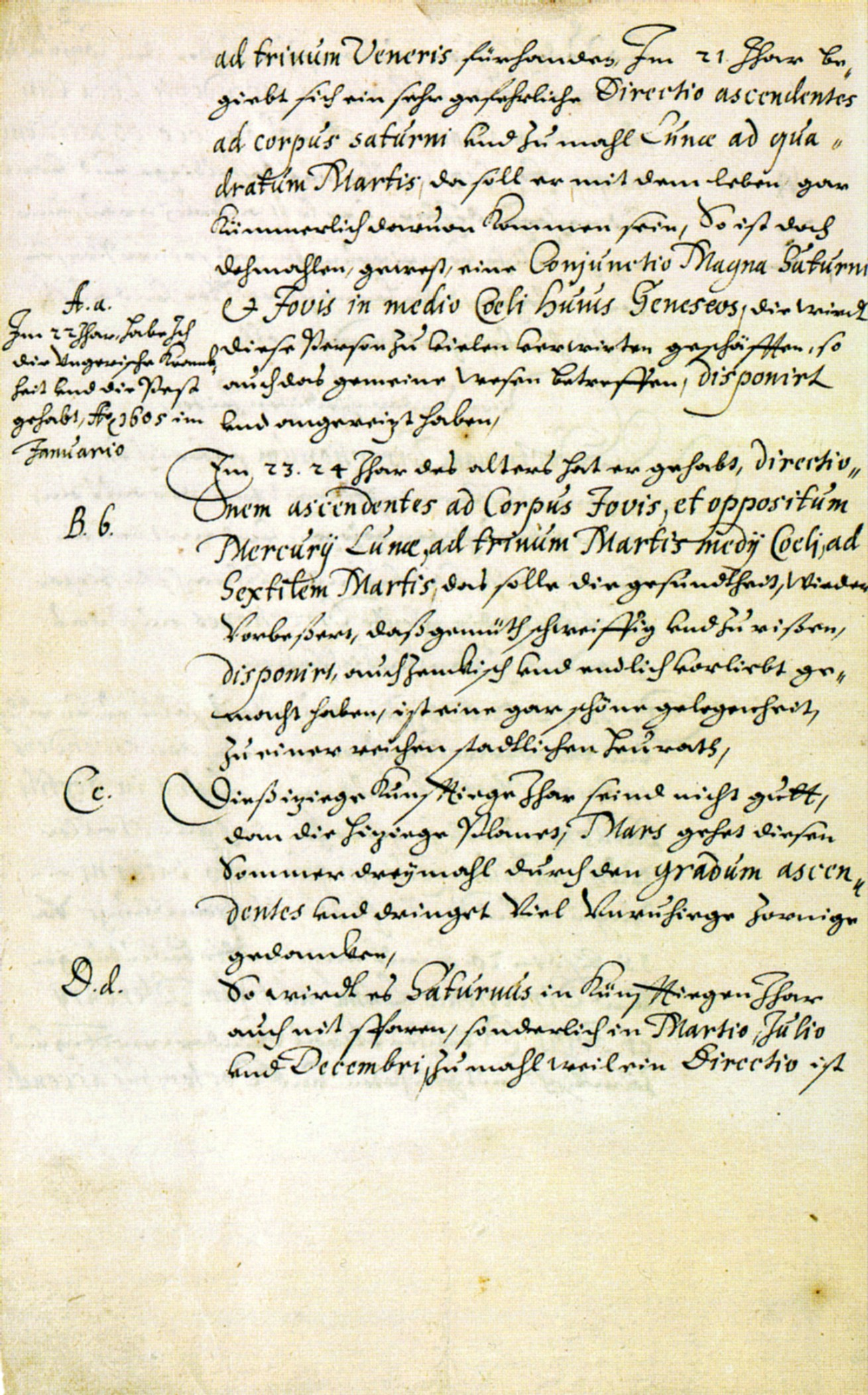
Ausschnitt aus dem ersten Horoskop für Wallenstein von Johannes Kepler, die Randbemerkungen stammen von Wallenstein

Während des Aufenthaltes in Prag ließ sich Wallenstein von dem kaiserlichen Hofmathematiker Johannes Kepler sein erstes Horoskop ausstellen. Dies war in jener Zeit üblich, und jeder, der auf sich hielt, besaß ein solches. Wallenstein erhielt keinen direkten Zugang zu Kepler auf dem Hradschin und bat einen Bekannten um Vermittlung. Der Hofmathematikus kam dem Wunsch nach. Für das Horoskop brauchte er nur den genauen Geburtstermin. Aus dem Namen und dem bisherigen Werdegang des unbedeutenden jungen Mannes konnte er nicht viel Verwertbares entnommen haben. Umso erstaunlicher ist die genaue Charakterzeichnung, die das Schriftstück enthält. Nach einer kurzen Warnung, nicht allein auf die Sterne zu vertrauen, schrieb Kepler, dass sein Klient:

„ein wachendes, aufgemuntertes, emsiges, unruhiges Gemüt habe, allerhand Neuerungen begierig, dem gemeines menschliches Wesen und Händel nicht gefallen, sondern der nach neuen, unversuchten, oder doch sonst seltsamen Mitteln trachte, doch viel mehr in Gedanken habe, als er äußerlich sehen und spüret lassen.“

Das Horoskop charakterisiert Wallenstein als einen Menschen mit großem Ehrgeiz und Machtstreben. Gefährliche Feinde würden ihm erscheinen, er werde jedoch meist siegen. Sein Leben sei zwischen dem elften und dreizehnten Lebensjahr sehr unruhig gewesen, danach sei es aber wesentlich ruhiger verlaufen. Für das 21. Lebensjahr beschrieb Kepler eine gefährliche Krankheit, für das 33. eine stattliche Heirat mit einer nicht allzu schönen Frau, die jedoch reich an Herrschaften, Gebäuden und Vieh sei. Zum Schluss sagte er weniger angenehme Dinge voraus. Die ungünstige Stellung von Saturn und Jupiter würde bewirken, dass Wallenstein ein besonderer Aberglaube nachgesagt werde und er zum Rädelsführer einer maleconten, also unzufriedenen, Rotte werden würde.
Wallenstein war stark beeindruckt, insbesondere von der Ankündigung der Heirat, die allerdings sieben Jahre früher stattfand. Den besonderen Eindruck belegen auch die zahlreichen Randnotizen, mit denen er jahrelang akribisch die Vorhersagen mit den realen Ereignissen verglich. Als das erste Horoskop 1625 endete, ließ Wallenstein Kepler in Linz um eine Fortsetzung ersuchen. Die neue Prophezeiung enthielt eine ernsthafte, wenn auch nicht näher ausgeführte Warnung für den Beginn des Jahres 1634.

### Magnat in Mähren
Bereits 1608 hatte der Regens des Jesuitenkonvikts in Olmütz, Veit Pachta von Rayhofen, der einen großen Einfluss auf Wallenstein besaß, eine Heirat mit der Witwe des Arkleb Prusinowsky von Witschkow, Lukretia von Witschkow geborene Nickeß von Landeck (1582–1614), auf Settein und Luckow vermittelt, weil er befürchtete, dass ihr riesiges Vermögen andernfalls in die Hände eines protestantischen Gatten fallen würde. Die Hochzeit fand im Mai 1609 statt. In der älteren Literatur wird, wie in Keplers Horoskop, immer wieder erwähnt, Lukrezia sei betagt und hässlich gewesen. Über ihr Aussehen ist nichts bekannt, jedoch haben Untersuchungen des Schädels der sterblichen Überreste ergeben, dass sie nur unwesentlich älter als Wallenstein gewesen sein kann.
Das gewaltige Vermögen der Lukretia, verwitwete Prusinowsky von Witschkow, wird auf etwa 400.000 Gulden geschätzt und schuf die wirtschaftliche Basis für den Aufstieg Wallensteins. Ein Jahr nach der Hochzeit wurde Wallenstein Miteigentümer der mährischen Grundherrschaften Settein, Rimnitz und Luckow und zählte damit zu den größten mährischen Grundbesitzern. Am 11. November 1610 verkaufte Wallenstein das elterliche Gut in Hermanitz und begann, das Leben eines mährischen Magnaten zu führen. Bei der Leitung der Güter, die vorrangig im Hradischer Kreis im südlichen Mähren lagen, verfuhr Wallenstein genauso wie später bei seinen Herzogtümern. Er interessierte sich für jeden Vorgang auf seinen Gütern, beschränkte den Frondienst seiner Bauern, ein für diese Zeit unvergleichlicher Vorgang, erlaubte den Holzeinschlag in den Wäldern und hob das Fischereiverbot auf. Wallenstein wusste schon zu dieser Zeit, dass sich die Produktivität und damit das Einkommen seiner Güter enorm erhöhte, wenn er die Lebensbedingungen seiner Untertanen verbesserte. Ein Zusammenhang, den nur wenige Adlige und Gutsherren der Zeit verstanden. Wallenstein begann mit der Rekatholisierung seiner Untertanen, wie es Pater Veit Pachta von ihm erwartete und deutlich genug vor der Heirat ausgesprochen hatte. Versuchte er anfangs die Bekehrung durch Zwang, so ersetzte er diesen später durch weltliche Anreize, da ihn sein Schwager Karl der Ältere von Zierotin, der Landeshauptmann von Mähren, um etwas größere Milde bat.
Dieses Vorgehen hob sein Ansehen bei den meist protestantischen mährischen Ständen, und sie ernannten den Katholiken Wallenstein 1610 zum Musterungskommissar und beauftragten ihn, ein Regiment von Musketieren zu werben, das die mährische Grenze gegen das Passauer Kriegsvolk schützen sollte. Dieses Kriegsvolk hatte Kaiser Rudolf gegen seinen Bruder Matthias geworben, um die erst einige Jahre zuvor abgetretenen Länder mit Gewalt zurückzugewinnen. Der schlechte Ruf der Passauer, mehr Bande als Kriegsvolk, und die Vermutung, dass der Kaiser die Passauer auch gegen die böhmischen Stände einsetzen werde, veranlassten diese, ebenfalls Truppen aufzustellen und Matthias um Hilfe zu bitten. Matthias entsandte daraufhin 8.000 Mann nach Böhmen. Nachdem die Passauer wieder aus Prag vertrieben waren, baten die böhmischen Stände Matthias, die böhmische Königskrone anzunehmen, da Rudolf zu alt und zu schwach sei. Rudolf musste die Abdankung unterschreiben. Gemeinsam mit Matthias zog auch Wallenstein im März 1611 in seiner Eigenschaft als Kämmerer des neuen böhmischen Königs in Prag ein.
Nach dem Tod Rudolfs und der Wahl seines Bruders Matthias zum neuen Kaiser im Mai 1612 wurde Wallenstein kaiserlicher Kämmerer. In Mähren wurde er 1612 in einen Ausschuss für Rechtsstreitigkeiten gewählt, entwickelte aber sonst keinerlei Aktivitäten auf politischem Gebiet. Er fiel nur durch seinen Reichtum, seine Prachtentfaltung und seinen Prunk auf. Denn im Gegensatz zum Hof des Kaisers, der immer in Geldschwierigkeiten steckte und riesige Schulden aufhäufte, schien Wallenstein keine Finanzsorgen zu kennen. Seine Kasse schien immer gut gefüllt zu sein, und er kam in regelmäßigen Abständen mit einem Aufwand nach Wien, der den Zeitgenossen ins Auge stach. Den Beobachtern war die Quelle seines Reichtums unerklärlich und nicht ganz geheuer. Die aufwendigen Auftritte entsprachen aber Wallensteins Naturell und dem barocken Zeitgeist. Und sie verschafften ihm Reputation bei Hofe.
Am 23. März 1614 starb Wallensteins Frau Lukretia. Er ließ sie mit großem Pomp in der Wallfahrtskirche von Stiep in der Herrschaft Luckow beisetzen und gründete dort 1616 ihr zu Ehren ein Kartäuserkloster, dem er das Dorf Stiep und 30.000 Gulden in bar schenkte. Zugleich brach er das Testament von Lukretias Onkel Wenzel Nickeß von Landeck, der seiner Nichte Luckow als lebenslangen Besitz vermacht hatte, jedoch im Falle ihres Todes ihren Bruder Wilhelm von Witschkow auf Bistritz und in dessen Nachfolge den Ältesten des Geschlechts der Prusinowitz von Witschkow als Erben eingesetzt hatte.
Insgesamt war Wallenstein in diesen Jahren des heraufziehenden Krieges nichts anderes als ein normaler mährischer Adliger, der höchstens durch seinen ungewöhnlichen Reichtum auffiel. Ansonsten aber schienen ihm seine Güter und sein Seelenheil am wichtigsten gewesen zu sein. Von der in der Empfehlung für Matthias angesprochenen großen Karriere, die Wallenstein machen wolle, ist bei dem 31-Jährigen nichts zu sehen. Da er faktisch am Rande des allgemeinen Interesses lebte, ist auch deshalb die Quellenlage aus diesen Jahren sehr dünn.
1615 wurde er von den mährischen Ständen zum Obristen eines Regiments Fußvolk ernannt, kurz nachdem er eine schwere Krankheit überwunden hatte, wie er selbst später am Rande des Keplerschen Horoskopes vermerkte. Diese Krankheit dürfte eine Folge seines starken Weingenusses gewesen sein, ebenso wie sein späteres Gichtleiden. Der Obristenposten stand faktisch nur auf dem Papier, und seine Ernennung war kein Resultat besonderer militärischer Befähigung, sondern zeigte seine finanziellen Möglichkeiten, da er dieses Regiment im Kriegsfalle auf eigene Kosten hätte aufstellen müssen. Zudem war die Ernennung wohl ein Zeichen für seine Zurückhaltung in politischen und religiösen Fragen. Im selben Jahr nahm er zwei weitere Kämmererposten an. Am 28. September 1615 ernannten ihn Erzherzog Ferdinand von Innerösterreich und wenig später Erzherzog Maximilian von Vorderösterreich zu ihren Kammerherren. Was genau der Hintergrund der Ernennungen war, ist unbekannt, ändert aber nichts an der Tatsache, dass Wallenstein in diesen Jahren ein unbeschriebenes Blatt war, reich, aber ohne Profil.

### Beginn der militärischen Karriere

#### Friauler Krieg
Die erste Chance, sich auf militärischem Gebiet hervorzutun, kam für Wallenstein, als sich Erzherzog Ferdinand, der spätere Kaiser Ferdinand II., 1615 in den Friauler Krieg gegen die im Mittelmeer vorherrschende Seemacht Venedig verwickeln ließ. Im Februar 1617 wurden die militärische und finanzielle Lage und die Versorgung der Truppen so schlecht, dass Ferdinand zum äußersten Mittel griff und an seine Stände und Vasallen appellierte, ihm auf eigene Kosten Truppen zu senden. Nur Wallenstein kam dem Hilfegesuch nach.
Sofort nach Eintreffen des Hilfeersuchens antwortete Wallenstein dem Erzherzog und warb in aller Eile eine kleine Armee an: zwei Kompanien schwerer Reiterei, insgesamt 180 Kürassiere und eine Abteilung von 80 Musketieren. Die Truppe wurde makellos ausgerüstet und bewaffnet und im Mai 1617 mit Wallenstein an der Spitze auf den 700 km langen Weg nach Friaul gebracht. Auf einem Zwischenstopp in der erzherzöglichen Residenz Graz traf er vermutlich erstmals auf Johann Ulrich von Eggenberg. Der kaiserliche Hofkammerpräsident wurde später ein enger Freund und der größte Förderer Wallensteins. In der ersten Julihälfte traf Wallenstein mit seiner Truppe im Feldlager vor dem von den Venezianern belagerten Gradisca ein.
Da die Besatzung Gradiscas am Verhungern war, entschloss sich der Befehlshaber der erzherzöglichen Truppen, Heinrich von Dampierre, nach der Ankunft der wallensteinischen Kürassiere einen Angriff auf die venezianischen Besatzer zu wagen. Am 13. Juli 1617 gelang es durch einen Angriff der von Wallenstein angeführten Kürassiere, einen gewaltigen Wagenzug mit Proviant in die Festung zu transportieren und alle Verletzten und Kranken in Sicherheit zu bringen. Nach einem zweiten Angriff am 22. September, der ebenfalls von Wallenstein angeführt wurde, willigte Venedig in einen Frieden ein. Ferdinand erinnerte sich noch später an die Hilfeleistungen seines Kämmerers. Nicht nur, dass Wallenstein Truppen geworben, sondern dass er diese auch selbst nach Friaul und in den Kampf geführt hatte, beeindruckte Ferdinand.
Deshalb beauftragte Ferdinand Wallenstein noch im gleichen Jahr, einen neuen Artikelbrief, eine Art Gesetzbuch für die Söldnertruppen, zu entwerfen. Das Wallensteinische Reutter Recht wurde später für das gesamte kaiserliche Heer verbindlich und erst 1642 durch ein neues Kriegsrecht ersetzt.

#### Prager Fenstersturz
Die konfessionellen und politischen Auseinandersetzungen in Böhmen gingen unterdessen unvermindert weiter. So gelang es Kaiser Matthias 1617, den entschiedenen Katholiken Ferdinand als seinen Nachfolger zum böhmischen König krönen zu lassen. Die böhmischen Stände stimmten der Wahl Ferdinands nur widerwillig zu, denn dieser hasste den Majestätsbrief und tat alles, um Böhmen zu rekatholisieren. Nur ein Jahr später schritten die evangelischen Stände Böhmens deshalb zur offenen Rebellion. Ausdruck dessen war der Prager Fenstersturz vom 23. Mai 1618.

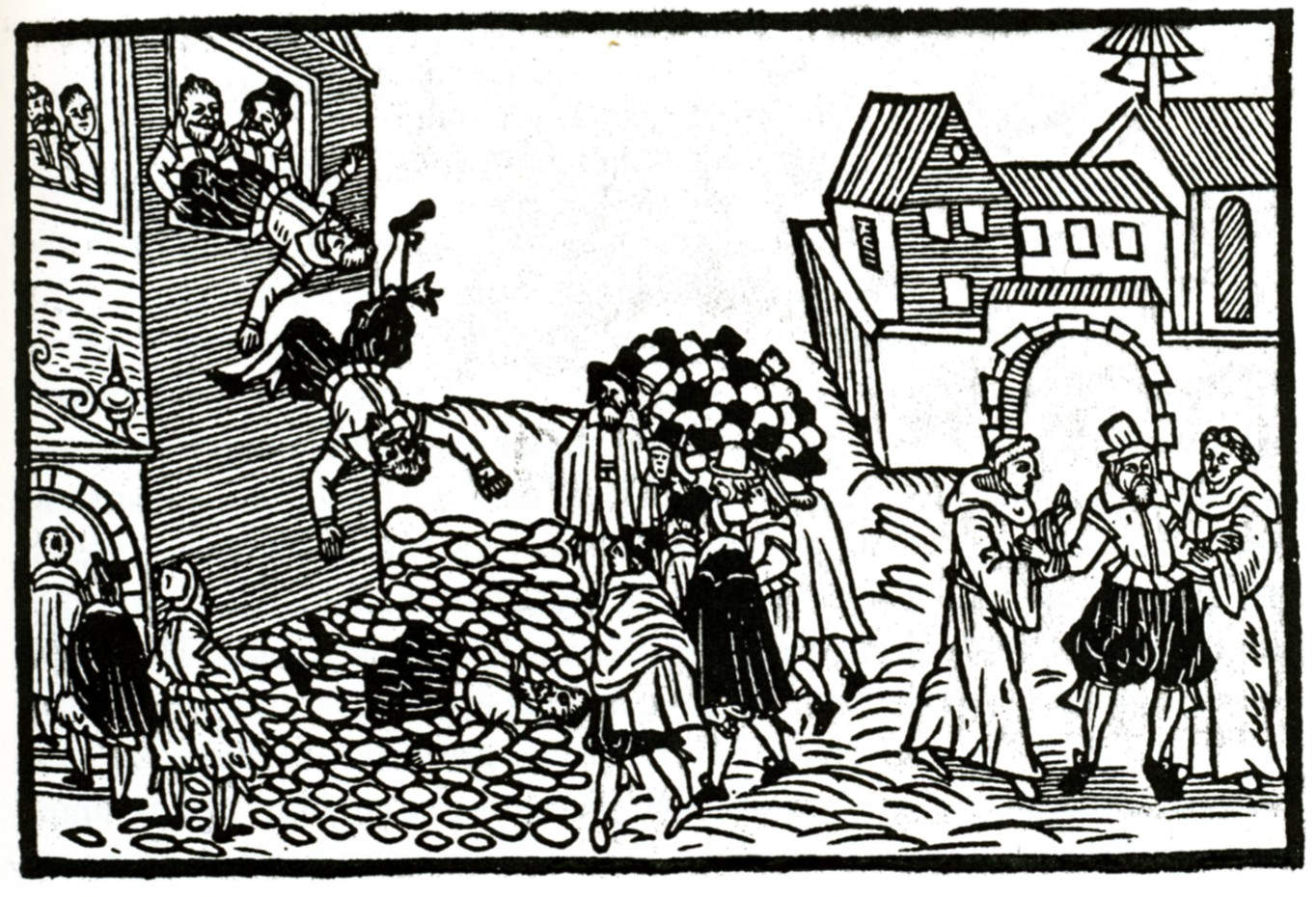
Der Prager Fenstersturz auf einem zeitgenössischen Holzschnitt, 1618

Einen Tag später bildeten die böhmischen Stände eine provisorische Regierung von 30 Direktoren. Graf Heinrich Matthias von Thurn wurde zum Generalleutnant ernannt und sollte die Landesverteidigung organisieren. Mitte Juni hatte Thurn 4.000 Mann beisammen und zog nach Süden in Richtung Wien. Die mährischen Stände unter Kardinal Franz Seraph von Dietrichstein, dem Landeshauptmann Karl von Žerotin und dem Fürsten Karl von Liechtenstein blieben vorerst strikt neutral, organisierten aber ebenfalls die Landesverteidigung. Alle Obristen, darunter Wallenstein, wurden in ihren Ämtern bestätigt und beauftragt, Truppen zu werben.
Wallenstein hielt vom böhmischen Aufstand nichts, seine Loyalität galt Ferdinand, trotzdem hielt er sich an seine Bestallungsurkunde und warb ein Regiment Musketiere mit 3.000 Mann an. Standort des Regiments war Iglau, im Dezember 1618 wurden sechs Fähnlein nach Olmütz verlegt.
Als Ferdinand im August 1618 als Stellvertreter des Kaisers den mährischen Landtag besuchte, bot ihm Wallenstein an, auf eigene Kosten für 40.000 Gulden ein Kürassierregiment gegen Böhmen zu werben. Wallenstein hatte sich 20.000 Gulden geliehen und 20.000 der eigenen Schatulle entnommen. Im Herbst reiste er nach Wien, wurde zum kaiserlichen Obristen ernannt und zu den Werbungen ermächtigt. Wallenstein war nun also gleichzeitig mährisch-ständischer und kaiserlicher Oberst. Im März 1619 war sein in den Niederlanden geworbenes Regiment abmarschbereit. Kurz darauf warb Wallenstein noch etwa 300 Arkebusiere und kehrte Anfang April nach Olmütz zurück. Kaiser Matthias war kurz zuvor am 20. März 1619 gestorben.
Bis zum 20. April 1619 hatten sich die mährischen Stände noch nicht entschieden, ob sie am böhmischen Aufstand teilnehmen sollten. Mehrere Gespräche böhmischer Abgesandter mit Žerotin konnten diesen nicht umstimmen, auf die böhmische Seite zu treten. Deshalb überschritt zwei Tage später ein böhmisches Heer unter von Thurn die mährische Grenze, um die mährischen Stände zu zwingen, Farbe zu bekennen. Der Befehlshaber der mährischen Truppen, Kardinal von Dietrichstein, ließ sich nicht zu einer entschlossenen Gegenwehr bewegen, so dass von Thurn auf keinen Widerstand traf und von der Bevölkerung enthusiastisch empfangen wurde. Bis Ende April war fast ganz Mähren in seiner Hand, und die mährischen Stände wollten sich auf einem Landtag in Brünn am 2. Mai dem Aufstand anschließen. Der als kaisertreu bekannte Wallenstein aber dachte trotz Einladung nicht daran, den Landtag zu besuchen, da er fest mit seiner Verhaftung rechnete.
Zusammen mit dem Obristen des mährischen Heeres, Georg Březnický von Náchod, versuchte Wallenstein, sein mährisches Regiment nach Wien zu bringen, um es dem Einfluss der böhmischen Aufständischen zu entziehen und mit der kaiserlichen Armee zu vereinigen. Von Náchods Regiment widersetzte sich jedoch dem Plan, und dieser musste fliehen. Auch Wallenstein konnte nur durch Tötung eines Oberstwachtmeisters verhindern, dass sein Regiment meuterte. Da er wusste, dass sich die Kasse der mährischen Stände in Olmütz befand, entschloss er sich, diese mitzunehmen, und zwang am 30. April den Steuereinnehmer, das Geld herauszugeben:

„Abends zwischen 9 und 10 Uhr ist der Obrist Wallenstein zum Steuereinnehmer gekommen, hat die Schlüssel zur Kasse begehrt und endlich mit bloßem Degen und Androhung des Henkens abgenötigt und 96.000 Reichstaler aus der Kasse genommen und noch in der derselben Nacht in Begleitung eines Fähnleins Soldaten damit von dannen gezogen.“

Wallenstein brachte das Geld und die im Rentamt vorgefundenen Waffen nach Wien, das er am 5. Mai erreichte. Dabei verlor er fast die Hälfte seines Regiments. Die Soldaten gingen entweder zu den Rebellen über oder desertierten. Das Geld wurde dem Kaiser übergeben, der es im Wiener Landhaus deponierte und später an die mährischen Stände zurückgab. Die Aktion Wallensteins rief bei den mährischen Ständen große Verärgerung hervor und stärkte die Partei, die für ein Bündnis mit Böhmen eintrat.
Wallenstein hatte auf unmissverständliche Art und Weise deutlich gemacht, dass er auf der Seite Ferdinands stand. Ob er durch den Abzug seines Regiments gegenüber den mährischen Ständen eidbrüchig war und Verrat geübt hatte, wurde später heftig diskutiert. Nach Ansicht Hellmut Diwalds stand den mährischen Ständen zwar das Recht zu, eigene Truppen zu werben und zu unterhalten. Dies schloss aber nicht das Recht ein, Bündnisse gegen den Souverän zu schließen und diese Truppen gegen ihn einzusetzen, da das ständische Recht durch den König bestätigt werden musste. Wenn also einem Soldat befohlen wurde, gegen seinen obersten Herrn in den Krieg zu ziehen, so konnte er sich von seinem Eid gegenüber den Ständen entbunden fühlen. Genau dies tat Wallenstein.
Wallenstein wurde von den mährischen Ständen am 11. Mai 1619 für immer des Landes verwiesen. Er verlor alle seine Güter und weiteren Besitztümer in Mähren. Von nun an war er kein reicher Magnat mehr, sondern ein vermeintlich mittelloser Söldner in kaiserlichen Diensten.

#### Schlacht am Weißen Berg
Anfang Mai 1619 zog Wallenstein seinem in Flandern geworbenem Regiment entgegen und traf dieses in Passau. Das Regiment unter Oberstleutnant Peter Lamotte (von Frintropp) mit 1.300 Kürassieren wurde von ihm sofort nach Südböhmen weitergesendet, wo der kaiserliche General Charles de Bucquoy dringend auf Verstärkungen wartete. Zusammen mit anderen Truppen stand ihm ein Heer von rund 6.500 Mann zur Verfügung.

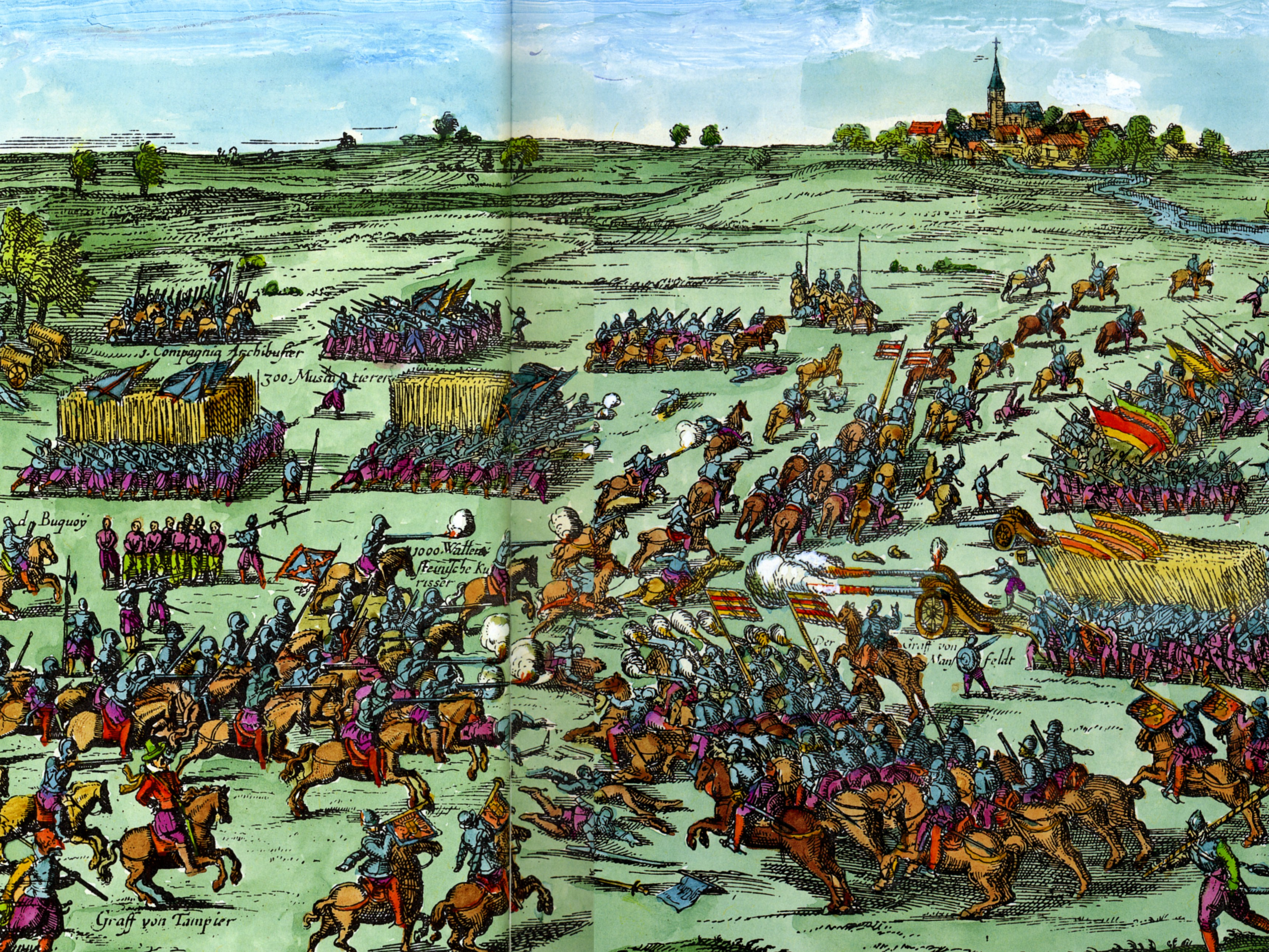
Darstellung der Schlacht bei Záblat aus den Hogenbergschen Geschichtsblättern, um 1630, deutlich erkennbar im Vordergrund die Wallensteinischen Kürassiere

Am 10. Juni 1619 kam es bei dem Dörfchen Záblat zum Kampf (siehe Schlacht bei Sablat) gegen die Truppen des Söldnerführers in böhmischen Diensten Graf Ernst von Mansfeld, der die Truppen Bucquoys zerschlagen sollte. Wallenstein führte seine Kürassiere selbst ins Gefecht und es gelang, die Truppen Mansfelds komplett aufzureiben. Mansfeld musste Hals über Kopf fliehen. Die kaiserlichen Truppen erbeuteten Gold im Wert von rund 100.000 Gulden und 300 Wagen mit Proviant. Diese Schlacht stellte den Wendepunkt im Böhmischen Krieg dar, auch wenn der größte Teil der böhmischen Truppen unter von Thurn in Mähren stand und immer noch Wien bedrohte. Denn am 31. Mai hatte von Thurn die österreichische Grenze überschritten und stand am 5. Juni in den östlichen Vororten Wiens. Nach wenigen Tagen musste er aber wieder abziehen, da er nicht die erforderliche Artillerie hatte, um Wien zu belagern, und die Stadt ihm nicht wie erhofft die Tore geöffnet hatte. Das Theatrum Europaeum bilanzierte die Schlacht folgendermaßen:

„Und obwohl dieser Sieg in Ansehung der Anzahl des Mansfeldischen Kriegsvolks nicht sonderlich groß schien, so war er doch Ihrer Majestät König Ferdinand sehr nützlich. Der Graf Thurn gab die Belagerung der Stadt Wien auf und mußte wieder nach Böhmen ziehen. Der Sieg hat auch Ihrer Majestät Erhebung zum Römischen Kaiser Vorschub getan.“

Um sich gegen den zu erwartenden Einmarsch der kaiserlichen Truppen abzusichern, schlossen die Stände der böhmischen Kronländer mit der Böhmischen Konföderation ein Schutz- und Trutzbündnis ab. Im Anschluss wurde Ferdinand II. durch den Generallandtag aller böhmischen Länder des Throns für verlustig erklärt. Am 16. August traten auch die Stände Ober- und Niederösterreichs dem antihabsburgischen Bündnis bei. Der Erzbischof und Kurfürst von Köln, der Wittelsbacher Ferdinand von Bayern, äußerte zu den Vorgängen in Böhmen fast prophetisch:

„Sollte es so sein, daß die Böhmen im Begriffe ständen, Ferdinand abzusetzen und einen Gegenkönig zu wählen, so möge man sich nur gleich auf einen zwanzig-, dreißig- oder vierzigjährigen Krieg gefaßt machen.“

Die Stände der böhmischen Länder schritten nun gemäß den Regeln der Konföderation zur gemeinsamen Wahl eines neuen Königs. Am 26. August fiel der siebenbürgische Fürst Gábor Bethlen verabredungsgemäß mit seinem Heer ins habsburgische Oberungarn ein, und am gleichen Tag wurde Kurfürst Friedrich V. von der Pfalz, ein Calvinist, mit den Stimmen aller in der Böhmischen Konföderation zusammengeschlossenen Länder zum König von Böhmen gewählt. Die Wahl Ferdinands II. zum Kaiser zwei Tage später konnte Friedrich jedoch angesichts der katholischen Mehrheit im Kurgremium nicht verhindern. Auch die Stimmen der protestantischen Kurfürsten aus Sachsen und Brandenburg gingen an den Habsburger, und selbst Friedrich V. schloss sich zuletzt dieser Mehrheit an, um Einstimmigkeit bei der Kaiserwahl zu erreichen. Genau zum Wahltag in Frankfurt traf dort aber aus Prag die Nachricht von der Wahl Friedrichs V. zum König von Böhmen ein.
Gábor Bethlen gelang es innerhalb von sechs Wochen, die Gebiete nördlich der Donau zu erobern. Am 14. Oktober 1619 nahm er Preßburg und kam bis auf 30 km an Wien heran. Die böhmischen Rebellen wurden während dieses Herbstes durch die siebenbürgischen Angriffe stark entlastet, unternahmen aber nichts, um ihr marodes, schlecht bezahltes und ausgerüstetes Heer zu verbessern.
Um Wien zu schützen, musste Bucquoy den Plan, Prag anzugreifen, aufgeben. Er brach am 19. September 1619 in Richtung Süden auf. Im Heer befand sich weiterhin Wallenstein mit seinem Reiterregiment. Bereits Anfang August hatte Wallenstein mit weiteren Werbungen in den spanischen Niederlanden begonnen, 700 Kürassiere und Arkebusiere. Woher Wallenstein das für die Werbungen notwendige Geld nahm, ist unklar. Die Schuldsumme Ferdinands bei ihm belief sich jedenfalls zu diesem Zeitpunkt bereits auf über 80.000 Rheinische Gulden.
Am 24. Oktober trafen das kaiserliche Heer, rund 20.000 Mann, und das vereinigte böhmisch-mährisch-siebenbürgische Heer, etwa 35.000 Mann, aufeinander. Bucquoy beschloss, seine Truppen über die Donau nach Wien zurückzunehmen. Wallenstein gelang es dabei mit seinen Kürassieren, den Übergang des Heeres und des riesigen Trosses gegen die heftigen Angriffe Gábor Bethlens zu sichern und anschließend die Brücke abzubrechen. Wien war vorerst gesichert. Endgültig zogen sich Bethlen und von Thurn erst zurück, als der polnische König und Schwager Ferdinands, Sigismund III., Hilfe sandte.
Anfang Januar 1620 wurde Wallenstein wieder zur Werbung neuer Truppen in den spanischen Niederlanden ermächtigt. Die Werbungen musste Wallenstein ebenfalls aus eigener Tasche vorstrecken, erneut etwa 80.000 Gulden. Das angeworbene Doppelregiment Kavallerie, 1.500 Kürassiere und 500 Arkebusiere, traf bereits im Februar beim kaiserlichen Heer ein. Nach mehreren Gefechten mit böhmischen Truppen, an denen auch Wallenstein und seine Regimenter beteiligt waren, wurde Wallenstein im Juli 1620 bettlägerig, die Krankheit, die ihn auch die späteren Jahre plagen sollte, begann zunehmend heftiger zu werden. Über diese Krankheit notierte Wallenstein auf dem Keplerschen Horoskop:

„Anno 1620 in Julio bin ich uf den Tod krank gewest, und die Krankheit vermein ich, daß ich mirs mit drincken causirt hab.“

Zur gleichen Zeit überschritt am 23. Juli 1620 Maximilian I. mit 25.000 Mann des Heeres der Katholischen Liga die Grenze von Bayern nach Österreich, um zuerst die protestantischen Stände der Erblande des Kaisers zu unterwerfen. Nachdem Maximilian diese in Linz besiegt hatte, vereinigte er sich mit dem kaiserlichen Heer und überschritt am 26. September die böhmische Grenze. Kurz darauf, am 5. Oktober, fiel Johann Georg, der Kurfürst von Sachsen, von Norden her in Böhmen ein. Bei Rokitzan traf Maximilian auf das bunt zusammengewürfelte, schlecht bezahlte, mangelhaft ausgerüstete und kurz vor einer Meuterei stehende Heer Friedrichs, das etwa 15.000 Mann umfasste. Nach einer Reihe folgenloser Scharmützel zog Friedrich am 5. November seine Armee in Richtung Prag zurück, die kaiserlichen Truppen folgten. Am Abend des 7. Novembers hielt Friedrichs Heer nur wenige Meilen vor Prag und bezog Stellung auf dem Gipfel des Weißen Berges. Am Morgen des 8. Novembers wurde es dort in der Schlacht am Weißen Berg vernichtend geschlagen.
Wallenstein erhielt den Auftrag, mit einer Sonderabteilung den Nordwesten Böhmens zu besetzen. Seine eigenen Regimenter verblieben unter de la Motte und Torquato Conti bei der Hauptstreitmacht. Nach der Besetzung Launs folgten alle Städte Nord- und Nordwestböhmens, so Schlan, Leitmeritz, Aussig, Brüx, Komotau und Kaaden. Alle Städte mussten den Treueeid auf den Kaiser schwören. Sein Hauptquartier richtete Wallenstein in Laun ein. Frischgeworbene Söldner bildeten die Besatzung der Städte, da Wallensteins eigene Truppen dafür nicht ausgereicht hätten. Für die Werbung der Truppen wurden den Städten Kontributionen auferlegt. Im Dezember 1620 verlegte Wallenstein sein Hauptquartier nach Prag. Faktisch war er damit Militärbefehlshaber von Nordböhmen.
Landesverweser und Statthalter in Böhmen war Karl von Liechtenstein. Wallenstein blieb auch weiterhin General Bucquoy unterstellt und warb neue Regimenter für die kaiserliche Armee. Anfang 1621 wurde Wallenstein zum Mitglied des Hofkriegsrates in Wien ernannt. Wallenstein reiste aber nicht nach Wien, sondern ließ sich entschuldigen und blieb in Prag. In der ersten Hälfte des Jahres 1621 wurden seine Vollmachten ständig erweitert, so dass praktisch keinerlei Entscheidungen mehr ohne ihn getroffen werden konnten.

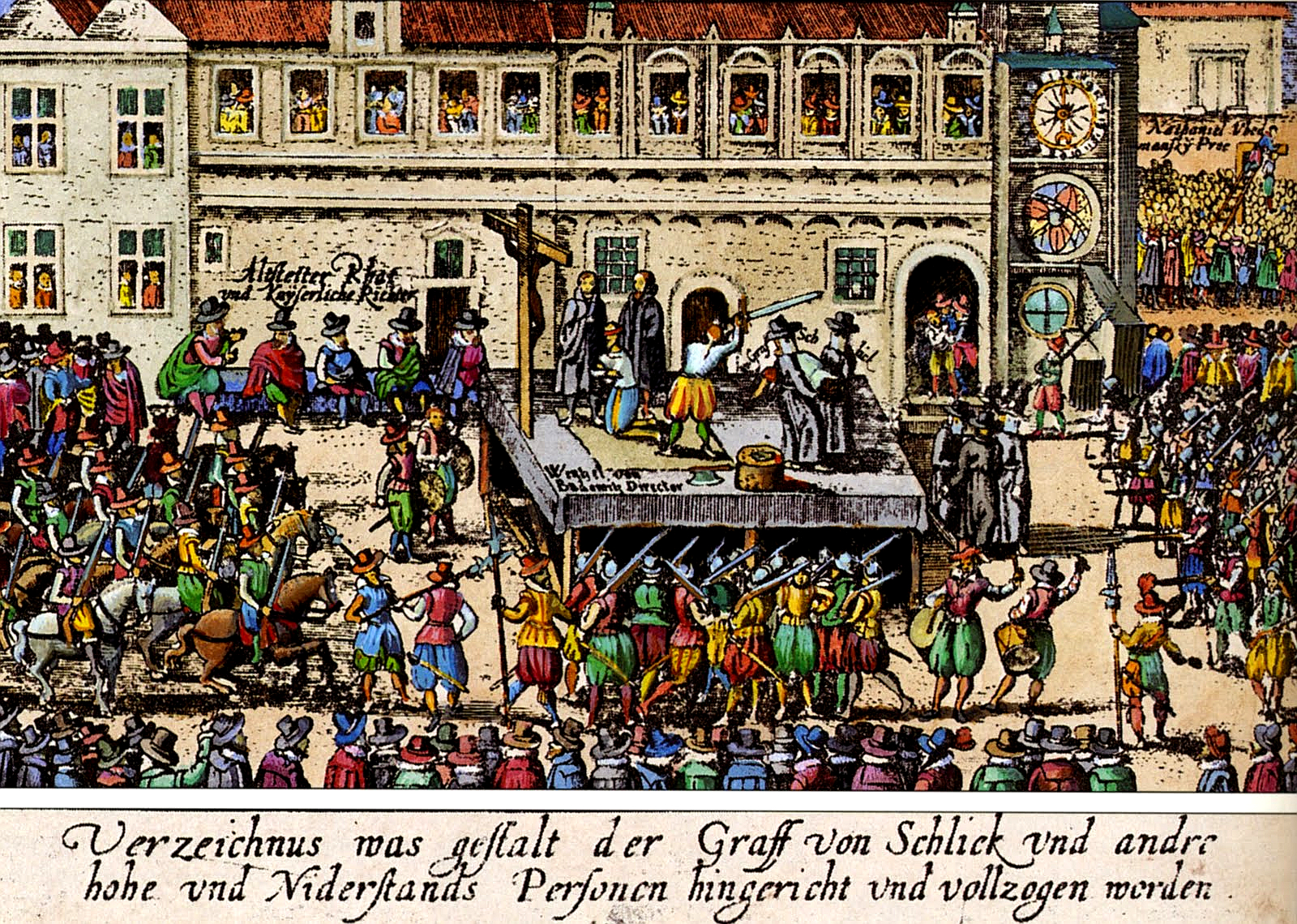
Die Hinrichtung der böhmischen Rebellen auf einem zeitgenössischen Flugblatt

Als Sofortmaßnahme gegen die besiegten Aufständischen wurden die entflohenen Direktoren geächtet und deren Güter eingezogen. Viele an der Rebellion Beteiligte waren nicht geflohen, da sie mit milden Strafen rechneten, Ferdinand ließ jedoch ein Exempel statuieren: 45 protestantischen Adligen wurde der Prozess gemacht. Wegen Rebellion, Landfriedensbruch und Beleidigung der kaiserlichen Majestät wurden 27 von ihnen zum Tode verurteilt, 18 zu Gefängnis und körperlicher Züchtigung. Die Güter der Angeklagten wurden eingezogen und der kaiserlichen Vermögensverwaltung übergeben. Am 16. Mai bestätigte Ferdinand das Urteil, und am 21. Juni wurde die Hinrichtung vor dem Altstädter Rathaus in Prag in einem viereinhalbstündigen Spektakel durchgeführt. Wallenstein wohnte der Hinrichtung bei, und seine Soldaten sicherten den Exekutionsplatz und die Stadt, um Unruhen zu vermeiden. Die Köpfe von zwölf Hingerichteten und die rechte Hand des Grafen Joachim Andreas von Schlick, eines der wichtigsten Führer des Aufstandes, wurden an den Altstädter Turm der Karlsbrücke genagelt, wo sie zur Abschreckung zehn Jahre lang blieben.
Neben den Hauptbeschuldigten wurden auch die anderen Aufständischen in Böhmen, Mähren, Schlesien, Ober- und Niederösterreich vollständig oder teilweise enteignet. Als Rebellen wurden alle angesehen, die beim Fenstersturz, bei der Abwahl Ferdinands, bei der Wahl Friedrichs und beim Feldzug der böhmischen Truppen nach Wien beteiligt gewesen waren. Der päpstliche Nuntius Carlo Carafa schätzte den Wert der konfiszierten Güter auf 40 Millionen Gulden. Kardinal Carafa vermerkte aber auch:

„Die Freigebigkeit von S. M., die üble Verwaltung, und anderes sind die Ursache, daß die Beschlagnahme für den ausstehenden Sold und zur Bezahlung anderer Verpflichtungen nicht ausreicht, vor allem gegenüber Bayern und Sachsen.“

Hauptursache hierfür war, dass die kaiserliche Vermögensverwaltung die Güter zu hastig verkaufte oder unter Wert verpfändete. Manche der Güter wurden als Belohnung für treue Dienste verschenkt, so an die Heerführer Bucquoy, Huerta Freiherr von Welhartitz, Baltazar de Marradas, an den Prager Erzbischof und an die Jesuiten.
Gegen ein neues Darlehen in Höhe von 85.000 Gulden überschrieb Ferdinand an Wallenstein die Grundherrschaften Friedland und Reichenberg als Pfand. Die Urkunde trägt das Datum der Hinrichtung auf dem Altstädter Ring. Ob dies Zufall oder perfide Absicht war, muss dahingestellt bleiben. Bis zu diesem Tag hatte Ferdinand bei Wallenstein Schulden für Werbungen und Kriegskosten in Höhe von 195.000 Gulden. Dafür wurden Wallenstein als Gegenleistung die Güter Jitschin, Böhmisch Aicha, Groß Skal, Semil und Horitz als Pfand übertragen.

### Prager Münzkonsortium
Von Juni bis August 1621 operierte Wallenstein mit einem kleinen Truppenaufgebot, wahrscheinlich nicht mehr als ein Regiment, in Mähren, um Markgraf Johann Georg von Brandenburg-Jägerndorf an einer Vereinigung mit den Truppen Gábor Bethlens zu hindern. Dies gelang allerdings nicht. Ende Juli vereinigten sich die beiden Heere bei Tyrnau, Wallenstein zog sich nach Ungarisch Hradisch zurück und warb neue Truppen. Bei einem Gefecht mit Bethlen war kurz zuvor General Bucquoy gefallen, und Wallenstein war damit faktisch Oberbefehlshaber in Mähren.
Als Hauptproblem sah Wallenstein die Verpflegung und Versorgung der Truppen an. Darüber konferierte er mit dem gegenreformatorisch gesinnten Kardinal Franz Seraph von Dietrichstein, der den Überlegungen Wallensteins nicht zustimmte. Das Protokoll der Unterredung enthält das früheste Zeugnis des Kontributionssystems Wallensteins, mit dem er neben einer militärischen eine sozio-ökonomische Komponente in die Kriegsführung einbrachte. Dietrichstein wollte den größten Teil des Unterhalts der Truppen aus Böhmen beziehen und verständlicherweise Mähren schonen; Wallenstein sah dieses jedoch als illusorisch an. Wallenstein argumentierte in einem Brief an den Kardinal wie folgt:

„Wird das Kriegsvolk nit schnellstens ordentliche Unterhaltung haben, so werden sie mit Unordnung aus den Quartieren auslaufen und nehmen, was sie werden bekommen und was ich ihnen nicht werde zu erwehren vermögen, dieweil sie allein von Wasser und Brot nit travaglieren können.“

Die Plünderungen würden zwangsläufig das bereits verwüstete Land endgültig ruinieren und die Disziplin der Truppe völlig untergraben. Eine Niederlage des kaiserlichen Heeres sei damit absehbar. Insofern müssten alle österreichischen Erblande zur Bezahlung der Truppen herangezogen werden. In der Zeit vor den stehenden Heeren war ein Desertieren nicht unüblich –

„zeitweise mitten im Gefecht.“

Wallenstein gelang es bis Oktober 1621, das kaiserliche Heer auf 18.000 Mann auszubauen. Das vereinigte Heer unter Gábor Bethlen hatte hingegen rund 30.000 Mann. Gábor Bethlen konnte zwar in dieser Zeit einige mährische Städte erobern, Wallenstein gelang es aber durch geschicktes Taktieren, ein Vorrücken Bethlens auf Wien zu verhindern, ohne eine Schlacht zu schlagen und Soldaten einzubüßen. Ende Dezember kam es zu einem Friedensvertrag mit dem Siebenbürger. Wallenstein wurde angesichts seines erfolgreichen Agierens zum Obristen von Prag ernannt. Ferdinand ernannte am 18. Januar 1622 Fürst von Liechtenstein zum mit unbeschränkten Vollmachten ausgestatteten zivilen Statthalter von Böhmen im Rang eines Vizekönigs und Wallenstein zum militärischen Gubernator des Königreichs Böhmen.
Am gleichen Tag wurde eine anfangs wenig beachtete Urkunde unterzeichnet. Es ist der Vertrag über die Einrichtung eines groß angelegten Münzkonsortiums. Vertragspartner waren einerseits die kaiserliche Hofkammer zu Wien, zuständig für alle finanziellen Dinge des Hofes, und andererseits der Prager Bankier niederländischer Herkunft Hans de Witte als Vertreter und Hauptgeschäftsführer des Konsortiums. Die weiteren Beteiligten wurden in dem Dokument nicht namentlich aufgeführt, aber in anderen Dokumenten erwähnt. Neben de Witte waren dies u. a. der kaiserliche Hofbankier Jacob Bassevi von Treuenberg, als Initiator Fürst Karl von Liechtenstein, der Sekretär der Böhmischen Kammer Paul Michna von Vacínov und Wallenstein. Dem Konsortium wurde für die Dauer von einem Jahr gegen die Zahlung von sechs Millionen Gulden das Münzprägerecht in Böhmen, Mähren und Niederösterreich verpachtet, beginnend mit dem 1. Februar 1622, was mit zum Höhepunkt der Kipper- und Wipperzeit führte.
Wöchentlich war die Summe von 115.000 Gulden an die Hofkammer zu bezahlen. Die Pachtsumme betrug das sechsfache der jährlichen Steuereinkünfte Böhmens. Während die Spitzenbeamten die Rechtsgrundlagen für das Geschäft schufen und absicherten, besorgten de Witte und Bassevi das Rohsilber und organisierten die Umprägung. Die Konsorten machten einen Umsatz von mindestens 42 Mio. Gulden, ihr Gewinn ist unbekannt.

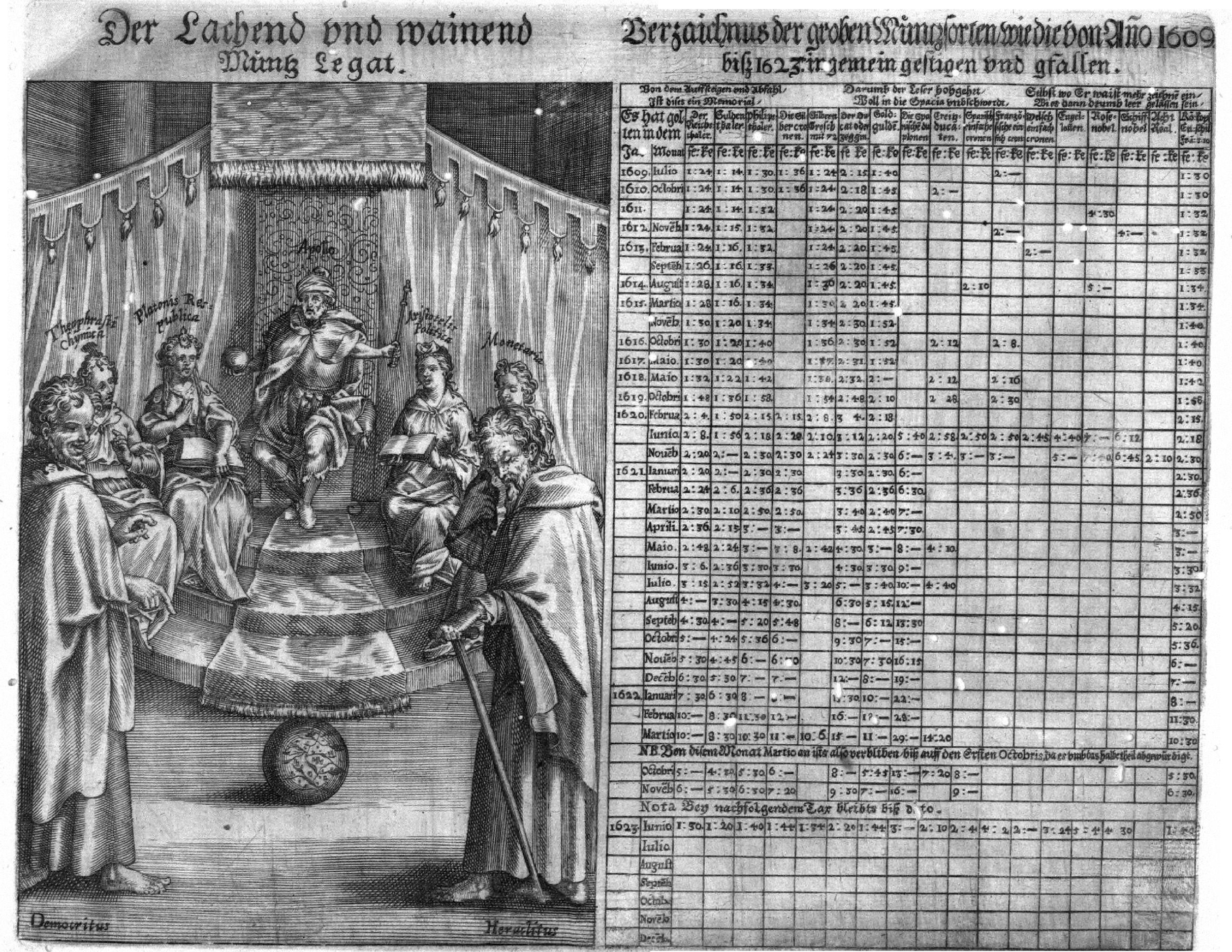
Der Lachend und wainend Müntz Legat: Zeitgenössische Flugschrift mit Valvationstabelle, die den Verfall verschiedener Währungen während der Kipper- und Wipperzeit zeigt

Bereits zu Zeiten der Herrschaft des „Winterkönigs“ war der Silbergehalt der Münzen verringert worden, um damit Geld für die Finanzierung des Krieges zu erhalten – die sogenannte „Münzverschlechterung“ streckte die Edelmetallvorräte der Münzprägestätten. Damit fuhr man nach dem Sieg des Kaisers auf der Gegenseite fort. Liechtenstein erhöhte die Silberproduktion stark und ließ mit Bassevi Silberbruch einschmelzen, um eine größere Menge an Silbermünzen prägen zu können, eine Praxis, die mit dem Münzkonsortium aufs Maximale ausgedehnt wurde. Silberhändler Bassevis und de Wittes reisten durch Mitteleuropa, um gegen mit Kupfer gestreckte Silbermünze vollwertiges Silber von der Bevölkerung in großem Stil aufzukaufen. Das erhöhte Geldaufkommen löste eine galoppierende Inflation aus, so dass die Geldprobleme des Kaisers damit nicht gelöst werden konnten, zumal man kaum Vorstellungen darüber hatte, wie eine Inflation entsteht und welche Auswirkungen eine solche auf die Wirtschaft eines Landes hat. Später fing Liechtenstein auch an, die Silbermenge pro Münze zu senken, gleichzeitig die Nominalwerte zu erhöhen. Diese Münzen wurden „lange Münzen“ genannt. Die Gewinnmöglichkeit für den Fiskus lag darin, dass der Preis des Silbers nicht so schnell stieg, wie die Münzen verschlechtert werden konnten. Für die Verpachtung der Prägerechte erhielt der Kaiser im Gegenzug wöchentlich garantierte Zahlungen von Seiten des Konsortiums. Das Geld wurde dringend für die Fortsetzung des Krieges im Reich benötigt. Das Kippen und Wippen der Kipper- und Wipperzeit wurde ab sofort gewissermaßen von Staats wegen betrieben und finanzierte den Krieg.
Der Pachtvertrag enthielt detaillierte Festlegungen, ohne die das Vorhaben nicht funktioniert hätte. Umlauf und Ausfuhr fremder Münzen wurde unter Androhung harter Strafen verboten. Alte hochwertige Münzen mussten zu einem festgelegten Preis beim Konsortium abgeliefert werden. Das Konsortium erhielt ein Monopol auf den Ankauf von Silber, egal ob aus Bergwerken oder Bruchsilber, zu festgelegten Preisen. Pro Mark Silber (ca. 230 g) sollten 79 Gulden geprägt werden. Ursprünglich waren pro Mark noch 19 Gulden geschlagen worden. Die Mitglieder wurden mit „langen Münzen“ aus der eigenen Produktion bezahlt. Aber entsprechend den tatsächlichen Machtverhältnissen und dem sozialen Status des Einliefernden war eine Mark eingeliefertes Silber nicht gleich viel wert. So erhielt Wallenstein für seine 5.000 Mark eingelieferten Silbers jeweils 123 Gulden, Fürst Liechtenstein jedoch 569 Gulden pro Mark. Den weitaus größten Teil des Silbers lieferte der calvinistische Bankier Hans de Witte mit 402.652 Mark ein, wofür er nur 78 Gulden pro Mark erhielt. Wallenstein war also nicht die treibende Kraft hinter dem Münzkonsortium, konnte aber viele für die spätere Zeit wichtige Geschäftskontakte knüpfen und profitierte auch von der Inflation. Insgesamt wurden 42 Millionen Gulden geprägt, wovon 30 Millionen in den ersten beiden Monaten ausgegeben wurden, was für die bereits durch den Krieg zerrütteten Wirtschaften faktisch den Ruin bedeutete.
Mit diesen Gewinnen erwarben Liechtenstein und weitere Consorten Ländereien, die von den besiegten böhmischen Aufständischen konfisziert worden waren. Karl hatte selbst das Gerichtsverfahren gegen die Anführer des Aufstands geleitet und am 21. Juni 1621 den Vorsitz bei der öffentlichen Hinrichtung von 27 Rebellen geführt (Prager Blutgericht). Außerdem übernahm er am selben 18. Januar, an dem der Konsortiumsvertrag unterzeichnet wurde, den Vorsitz der Confiscations-Commission, die für die Enteignung und den Verkauf der Rebellengüter zuständig war.
Schon im Frühjahr 1622 zeitigte die Münzmanipulation und Geldmengenausweitung inflationäre Wirkungen. Die steigenden Preise trugen zur grassierenden Wirtschafts- und Hungerkrise bei. Kaiser Ferdinand verzichtete im Frühjahr 1623 auf eine Verlängerung des Vertrags, nahm im Dezember eine massive Abwertung des Umlaufgeldes vor und sah sich gezwungen, den Staatsbankrott zu erklären.
Nach einem Jahr fand eine Währungsreform statt. Dies zeigt nach Ansicht von Golo Mann, wie stark während der Zeit des Konsortiums der Feingehalt des Guldens insgeheim verschlechtert worden war. Dies wurde notwendig, da dem Fiskus die wöchentlichen Zahlungen nicht mehr ausreichten und er nach weiteren Anleihen von de Witte verlangte. Zudem lief der Silberpreis der Inflation voraus und betrug am Ende 85 Gulden pro Mark und mehr. Rechnet man die Kosten und die Gewinne hinzu, so kann man erahnen, wie viele Gulden pro Mark geprägt werden mussten.
Die 1623 von der Wiener Hofkammer gegen Karl von Liechtenstein eingeleiteten Ermittlungen wegen dessen Beteiligung am betrügerischen Münzkonsortium blieben zunächst ergebnislos. Nach Karls Tod richtete sich jedoch ein Schadenersatzverfahren gegen seinen Sohn Karl Eusebius. 1655 zahlte Karl Eusebius auf dem Vergleichsweg eine Million Gulden an die Hofkammer und 1665 nochmals 275 000 Gulden. Die erst 1681 endgültig beendeten Prozesse dürften zur lange verzögerten Aufnahme des Hauses Liechtenstein in den Reichsfürstenrat beigetragen haben.
Nach einem Jahr übernahm Kaiser Ferdinand II. das Münzwesen wieder. Ab Sommer 1623 wurden Münzen mit dem alten Feingehalt ausgegeben, da die neuen fast keinerlei Wert mehr hatten, trotz Androhung der Todesstrafe von Händlern und Handwerkern nicht angenommen wurden und zu Meutereien unter den Söldnern geführt hatten, deren Lohn faktisch nichts wert war. Außerdem litt die böhmische Bevölkerung deswegen Hunger. Die „langen (= verlängerten) Münzen“ sollten zum Kurs von 8:1 gegen neues, nach altem Münzfuß geprägtes Geld getauscht werden. Über 40 Jahre dauerte die Nachgeschichte des Konsortiums, z. B. gab es heftige Streitigkeiten darüber, ob Darlehen, die mit dem Inflationsgeld aufgenommen wurden, auch wieder in voller Höhe mit dem neuen Gulden zurückzuzahlen seien.
Golo Mann schätzt den Gewinn Wallensteins auf insgesamt 20.000 Gulden. Die Mitgliedschaft im Konsortium ist also nicht die Quelle für den riesigen Reichtum Wallensteins. Eher dürfte ihm seine neue Bekanntschaft mit einem der wichtigsten Bankiers des Kaisers, Hans de Witte, und weitere Kreditaufnahmen ermöglicht haben, das zu kaufen, was ihn zu einem Landesherrn, zu einem Fürsten machen würde: Großgrundbesitz, der aufgrund der Konfiszierungen der Grundherrschaften der protestantischen böhmischen Stände ab Herbst 1622 sowie aufgrund der entstandenen Inflation in großer Menge weit unter Wert zum Verkauf stand. Ein langjähriger Gegner Wallensteins am Wiener und Prager Hof, sein Vetter Wilhelm Slavata, verfasste bereits 1624 eine 42 Punkte umfassende Anklageschrift gegen ihn, welche die Spekulationen um die Währungsreform zum Gegenstand hatte.

### Herzog von Friedland
(Siehe auch: Herzogtum Friedland)

Vereinigtes Wappen Waldstein-Friedland

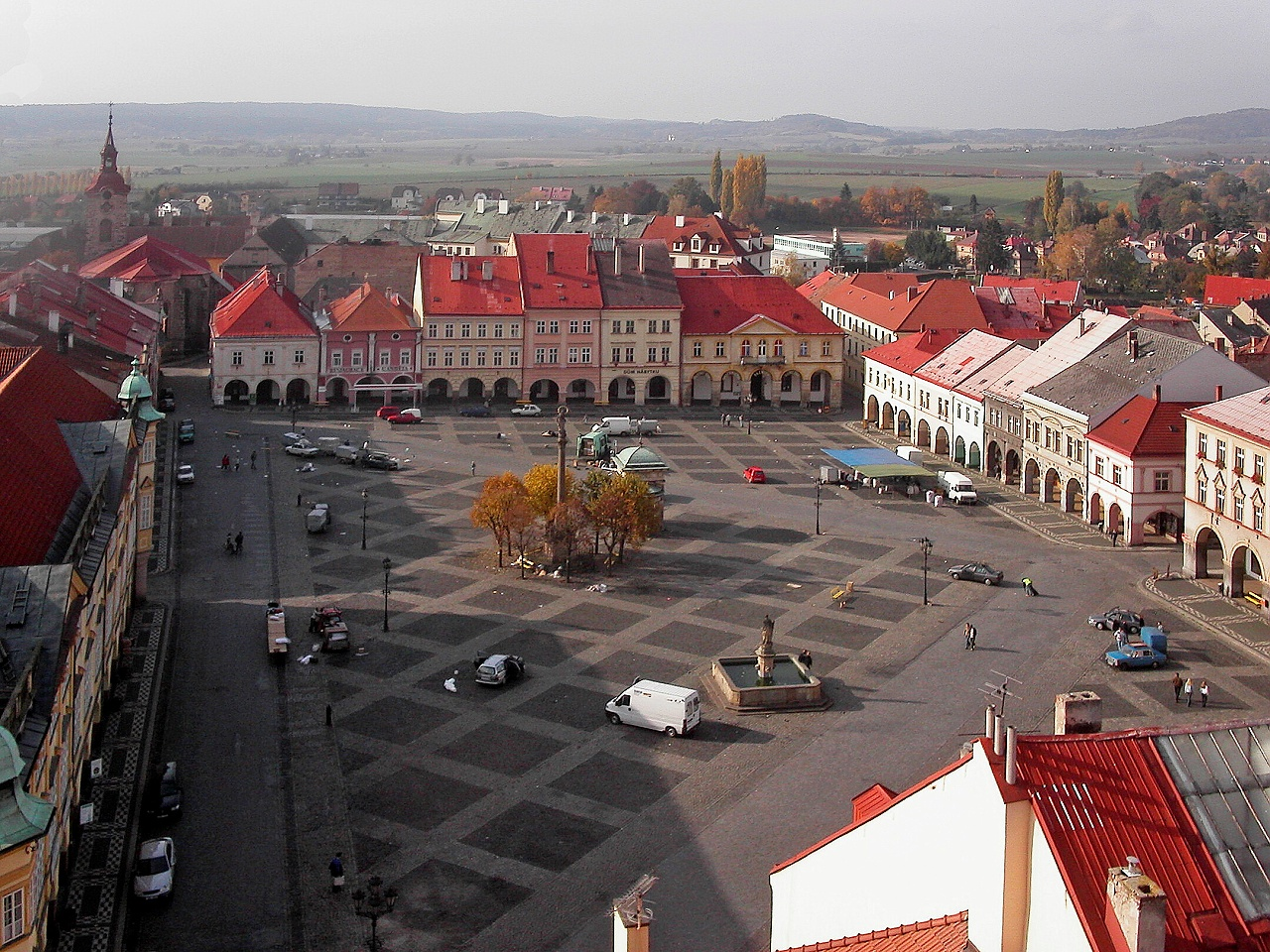
Der Wallenstein-Platz in Jičín (Gitschin), der Residenz des Herzogtums Friedland

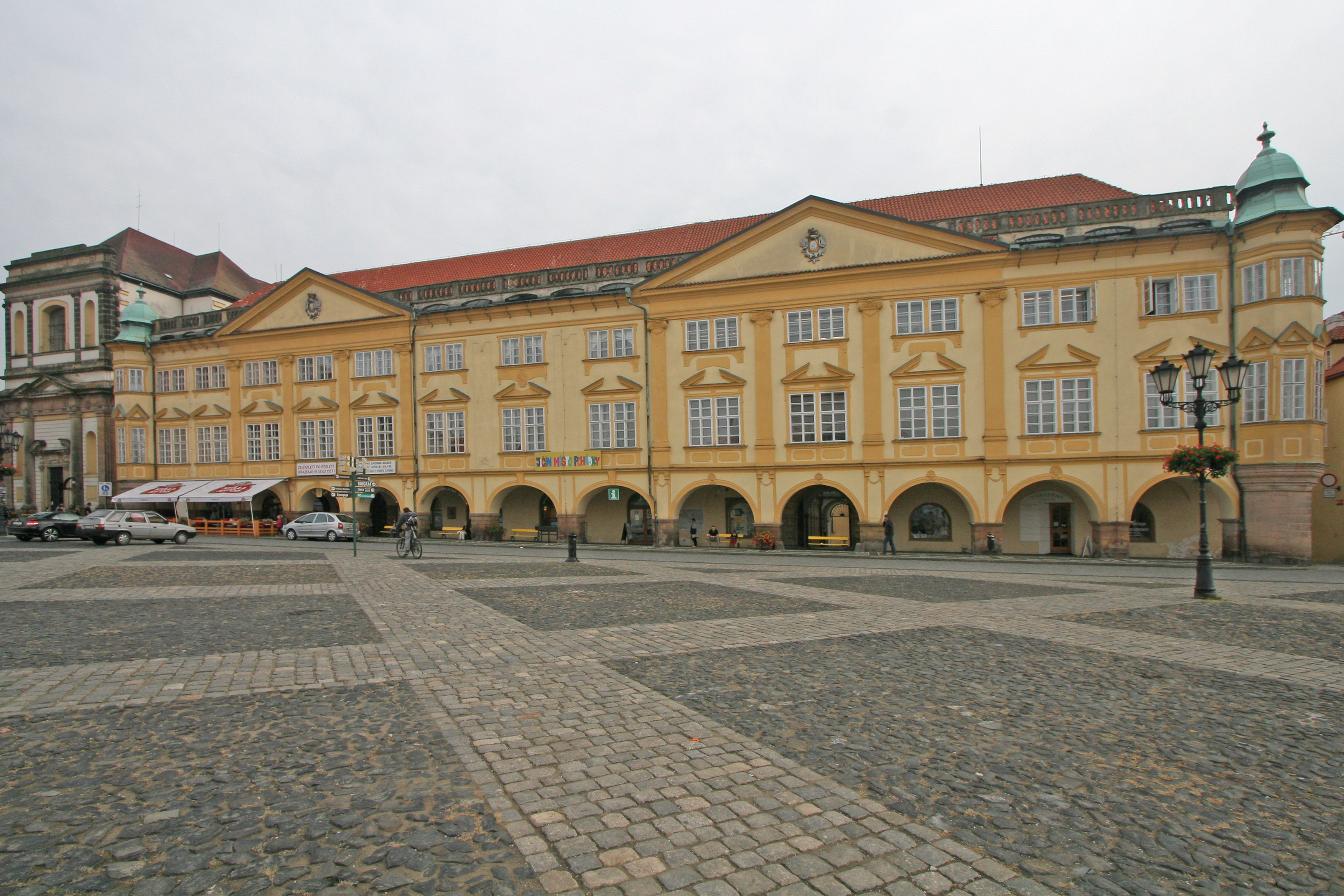
Wallensteins Gitschiner Stadtpalais

Anfangs versuchte die kaiserliche Verwaltung, die konfiszierten Güter selbst zu bewirtschaften und den Gewinn in die kaiserlichen Kassen fließen zu lassen. Es gelang jedoch nicht, auf diese Weise genügend Geld einzunehmen. Ab Herbst 1622 entschloss sich Ferdinand II. deshalb, die Güter zu verkaufen. Wallenstein gab daraufhin ein Kaufangebot für die Grundherrschaft Friedland ab, die ihm bereits verpachtet worden war und auf die er ein Vorkaufsrecht eingeräumt bekommen hatte. Karl von Liechtenstein setzte sich beim Kaiser dafür ein, dass Wallenstein die Grundherrschaft erwerben könne. Die Hofkammer verkaufte die Herrschaften Friedland und Reichenberg an Wallenstein als ewiges Erblehen und schließlich Fideikommiss. Wallenstein durfte seinem Namen von Friedland hinzufügen.
Wallenstein hat einen geringen Preis für die Herrschaften bezahlt, zumal das Geld in „langer Münze“ zu zahlen war. Die geforderte Summe war durch die Hofkammer festgelegt und durch Wallenstein bezahlt worden. Die Ursache für den geringen Preis liegt darin begründet, dass der Kaiser nach wie vor stark geldbedürftig war. Alleine für die Beteiligung Sachsens und Bayerns am böhmischen Krieg hatte Ferdinand II. Schulden in Höhen von knapp 20 Millionen Gulden angehäuft. Außerdem waren die Zahl der finanzkräftigen Interessenten im Vergleich zur Menge des verfügbaren Landes und somit auch der erzielbare Preis sehr gering. Hinzu kommt, dass die kaiserliche Regierung gegen die Preissteigerungen infolge der selbstausgelösten Inflation ankämpfte und somit bezüglich der geforderten Summe an der Fiktion der Gleichwertigkeit von altem und „langem“ Gulden festhielt.
Festzuhalten bleibt, dass Wallenstein die Chance, in Böhmen eine Landesherrschaft zu erwerben, nüchtern ergriff. Bis 1623 verkaufte er den größten Teil seiner mährischen Besitztümer und 1625 auch den Rest. Er kaufte und verkaufte nun zahlreiche Güter in Böhmen, teils um aus Preisdifferenzen Gewinn zu ziehen, teils um sich ein arrondiertes Territorium zusammenzustellen. Nach einigen Jahren besaß er ein geschlossenes Herrschaftsgebiet, das Herzogtum Friedland, das mit rund 9.000 km² zwischen Friedland im Norden und Neuenburg an der Elbe im Süden, zwischen Melnik im Westen und Arnau im Osten ein knappes Fünftel des Königreichs Böhmen umfasste. Bis Ende 1624 soll Wallenstein Güter im Werte von 4,6 Millionen erworben haben. Einen erheblichen Teil dieser Grundherrschaften verkaufte er aber nach kurzer Zeit wieder, und zwar mit erheblichen Gewinnen. Übrig bleibt demnach eine Summe von rund 1,86 Millionen Gulden, für die er Land in Böhmen erwarb.
Wallenstein baute sich also ein geschlossenes Großterritorium in Nordostböhmen auf. Dazu arbeitete er eng mit Karl von Liechtenstein zusammen, der den Wert der Güter enteigneter böhmischer Adliger zusammen mit der Hofkammer festlegte. Wallenstein profitierte also bei seinen Aufkäufen von der Inflation durch das Münzkonsortium. Außerdem erhielt er den Titel „Hoch- und Wohlgeboren“ sowie die Würde eines Hofpfalzgrafen mit den entsprechenden Rechten und Privilegien. Der Kaiser ernannte ihn schließlich zum erblichen Reichsfürsten von Friedland und begründete dies auch mit Wallensteins Diensten bei der Niederschlagung des böhmischen Aufstands. Wallenstein begann 1623 Gitschin durch die italienischen Architekten Andrea Spezza, Niccoló Sebregondi und Giovanni Pieroni zu seiner Residenz auszubauen. Wallenstein kümmerte sich bewusst um eine Katholisierung des Landes. Er siedelte Jesuiten und Kartäuser an und plante, einen Bischofssitz einzurichten – was ihm einen erheblichen Machtstatus auch innerhalb der Kirche gesichert hätte.
Wallenstein etablierte seine Herrschaft in Friedland mit dem Aufbau einer straffen Verwaltungsstruktur und baute die Wirtschaftsunternehmen des Landes, die größtenteils ihm selbst gehörten, zu einer effizienten und lukrativen Versorgungsproduktion für den Warenbedarf seiner Truppen aus. 1628 erließ er eine Wirtschaftsordnung, ließ Zollstationen an den Grenzen einrichten, Straßen bauen sowie Maße und Gewichte vereinheitlichen, Fachleute aus dem Ausland holen und jüdische Händler fördern. Ganz im Sinne des barocken Merkantilismus förderte er die Wirtschaft, um über ein Bevölkerungswachstum seine steuerlichen Einnahmen langfristig zu stärken.

### Isabella Herzogin von Friedland, geb. Gräfin Harrach

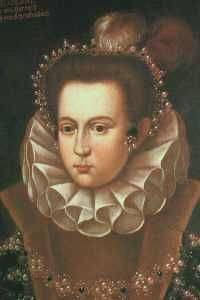
Isabella Katharina von Harrach (1601–1654), Wallensteins zweite Ehefrau

Der neue böhmische Grundbesitzer heiratete am 9. Juni 1623 erneut. Zu seiner zweiten Frau erwählte er die 22-jährige Isabella Katharina, eine Tochter des Reichsgrafen Karl von Harrach zu Rohrau, Freiherrn zu Prugg und Pürrhenstein, der kaiserlicher Minister, Berater und Mitglied des Hofkriegsrates war. Durch diese Heirat öffneten sich für Wallenstein alle Türen am Hofe. Neben den politischen Gründen für die Heirat muss es seitens Isabellas so etwas wie Liebe und Zuneigung zu Wallenstein gegeben haben, was Wallenstein wohl nicht unerwidert ließ. Dies belegen ihre zahlreichen Briefe an Wallenstein, in denen sie Sehnsucht und Freude über ein zukünftiges Wiedersehen mit Wallenstein äußert, und echte Anteilnahme erkennbar wird, wenn die Krankheit ihn wieder an das Bett fesselte oder ihm Schmerzen in den Beinen bereitete.
Sie hatten eine Tochter, Maria Elisabeth (1624–1662), die 1645 Rudolph von Kaunitz heiratete, und einen im November 1627 frühgeborenen und alsbald verstorbenen Sohn Albrecht Carl. Nach Wallensteins Tod durfte Isabella lediglich das Schloss Nový Zámek und die Herrschaft Böhmisch Leipa behalten.

### Fortsetzung des Krieges
Eigentlich hätte der Krieg 1622 oder 1623 beendet sein können: Die böhmischen Rebellen waren besiegt, der Kriegsunternehmer von Mansfeld war Tilly in der Schlacht bei Wimpfen unterlegen, und Christian von Braunschweig-Wolfenbüttel, genannt der tolle Halberstädter, hatte die Schlacht bei Höchst 1622 und danach die Schlacht bei Stadtlohn Ende Juli 1623 verloren. Die Pfalz war seit Ende 1622 durch Spanien und Bayern besetzt. Der Krieg wäre zu Ende gegangen, sofern nur noch einige wenige Zusatzbedingungen erfüllt gewesen wären. So hätte Friedrich V. sich Ferdinand unterwerfen müssen, und eines der wichtigsten Motive zur Fortsetzung des Krieges wäre entfallen. Ebenso war der Griff Maximilians I. von Bayern nach der pfälzischen Kurwürde, die ihm am 23. Februar 1623 durch Ferdinand verliehen wurde, ein willkommener Grund für die Fortsetzung des Krieges durch die protestantische Partei.
Bereits am 3. Juni 1623 hatte Ferdinand II. Wallenstein zum Generalwachtmeister und General Caraffa zum Oberkommandierenden des kaiserlichen Heeres ernannt. Die meisten böhmischen Regimenter waren im Reich bei den Truppen der katholischen Liga des Generals Tilly, als Ende August 1623 Gábor Bethlen mit 50.000 Mann erneut in Oberungarn einfiel. Gerade einmal 7.500 bis 9.000 schlecht versorgte und ausgerüstete Soldaten konnten seitens des Kaisers gegen ihn aufgebracht werden. Zuvor hielt der Hofkriegsrat Werbungen neuer Truppen nicht für notwendig.
Wallenstein dagegen fing sofort an, auf eigene Faust Truppen zu werben und für sie Ausrüstung und Waffen zu kaufen, nachdem er vom Angriff Bethlens erfahren hatte. Der Kaiser erkannte die Initiative seines Feldherrn in Böhmen dankbar an. Angesichts der Bedrohung durch den Siebenbürger müssten ohnehin alle anderen Dinge zurückstehen. Ein Regiment unter Collalto wurde eilends aus dem Reich wieder nach Böhmen beordert.
Wenige Tage später, am 3. September 1623, wurde Wallenstein von Ferdinand in den ersehnten Reichsfürstenstand erhoben. Ob die Erhöhung in direktem Zusammenhang mit den Truppenwerbungen stand, ist nicht bekannt. Er durfte sich ab sofort Von Gottes Gnaden vor seinen Namen setzen, und ihm kam die Anrede Euer Liebden oder Euer Fürstlichen Gnaden zu. Die alten Fürsten des Reiches, insbesondere die Kurfürsten, waren verärgert ob dieser Standeserhöhung und verweigerten teilweise die dem Fürsten gebührenden Anreden. Wallenstein, empfindlich in solchen Fragen, beklagte sich daraufhin, dass ihm nicht der ihm gebührende Respekt gezollt werde. Neid und Ärger rief die Erhöhung aber auch bei seinen ehemaligen Standesgenossen hervor, so z. B. bei seinem Vetter Adam von Waldstein. Als Wahlspruch wählte Wallenstein: Invita Invidia (Dem Neide zum Trotz).
Im September zog das kleine Heer unter Caraffa von Böhmen in Richtung Preßburg, um Wien zu schützen. Es kam aber aufgrund wiederholter Angriffe der leichten Reiterei Bethlens nicht weiter als bis Göding am rechten Ufer der March. Am 28. Oktober wurde beschlossen, dass Wallenstein sich mit den Fußtruppen in Göding verschanzen und Caraffa zusammen mit Marradas mit der Kavallerie nach Kremsier weiterziehen solle. Die Stellungen Gödings waren zwar günstig gelegen, aber die Versorgungslage blieb schrecklich. Das gesamte Gebiet war durch die Truppen Bethlens bereits verheert und ohne Lebensmittel, so dass eine Versorgung aus dem Land kaum möglich war. Nach Meinung Wallensteins konnte Göding die vortreffliche Stellung nur acht bis zehn Tage halten, bevor der Hunger ihn vertreiben würde. In einem Brief an seinen Schwiegervater schrieb Wallenstein, dass die versprochenen 6.000 Mann aus Polen unbedingt eintreffen müssten.

„[Denn] kommen die Polacken unterdessen, so haben wir’s gewonnen, wo nicht, weiß ich nicht, wie’s gehen wirdt, drumb bitt ich, man feier nicht und wenn Erzbischof Dietrichstein oder sonsten jemand was vorplodert [Unsinn reden], daß man’s nicht glaubt, denn bis dato stehen unsere Sachen gar nicht wohl.“

Die polnischen Truppen aber stießen nicht zu Göding – vermutlich hätte alleine der Train ausgereicht, um die Lage zu stabilisieren. Am 30. Oktober war Göding durch 40.000 Mann komplett eingeschlossen. Allerdings hatte Bethlen keine Artillerie, so dass er versuchte, Göding auszuhungern. Da die Truppen Gábor Bethlens aber genauso Hunger litten und der erhoffte Durchbruch der Truppen unter Christian von Anhalt nach Böhmen und Mähren aufgrund der Niederlage gegen Tilly nicht erfolgte, wurde am 19. November 1623 ein Waffenstillstand mit dem Kaiser geschlossen. Der Kaiser hatte also in Göding Glück gehabt, denn die Wallensteinischen Truppen hatten nur noch für wenige Tage zu essen und fast keine Munition mehr.
In den drängenden Briefen, die Wallenstein während der Belagerung an Harrach, den Hofkriegsrat, schrieb, analysierte Wallenstein die Konsequenzen weiterer Verzögerungen seitens des Hofes und gab detaillierte Vorschläge für Stärke, Bewaffnung und Aufmarschpositionen neu zu werbender Truppen. Immer trieb er dabei zur Eile an und schalt alle Lügner, die die Lage rosiger malten, als sie tatsächlich war. Dabei verlor er allerdings die Leiden seiner Soldaten nie aus den Augen und schilderte diese ebenfalls in den Briefen an den Hofkriegsrat um die Leistungen seiner Soldaten auch außerhalb der Schlachten aufzuzeigen. Diwald urteilt über Wallenstein, er habe in dieser Zeit einen außerordentlichen strategischen Überblick bewiesen und sei in der Lage gewesen, die Situation klar und nüchtern zu beurteilen. Auch wenn Wallenstein die Lage vielleicht düsterer sah, als sie tatsächlich war, hasste er doch die Neigung des kaiserlichen Hofes, das Heer aus finanziellen Gründen verfallen zu lassen, und äußerte dies wenig verklausuliert. Diese Kontroverse zieht sich durch das gesamte Wallensteindrama Schillers und zeigt deutlich die Spannungen zwischen beiden Antipoden.

### Erstes Generalat

#### Ernennung

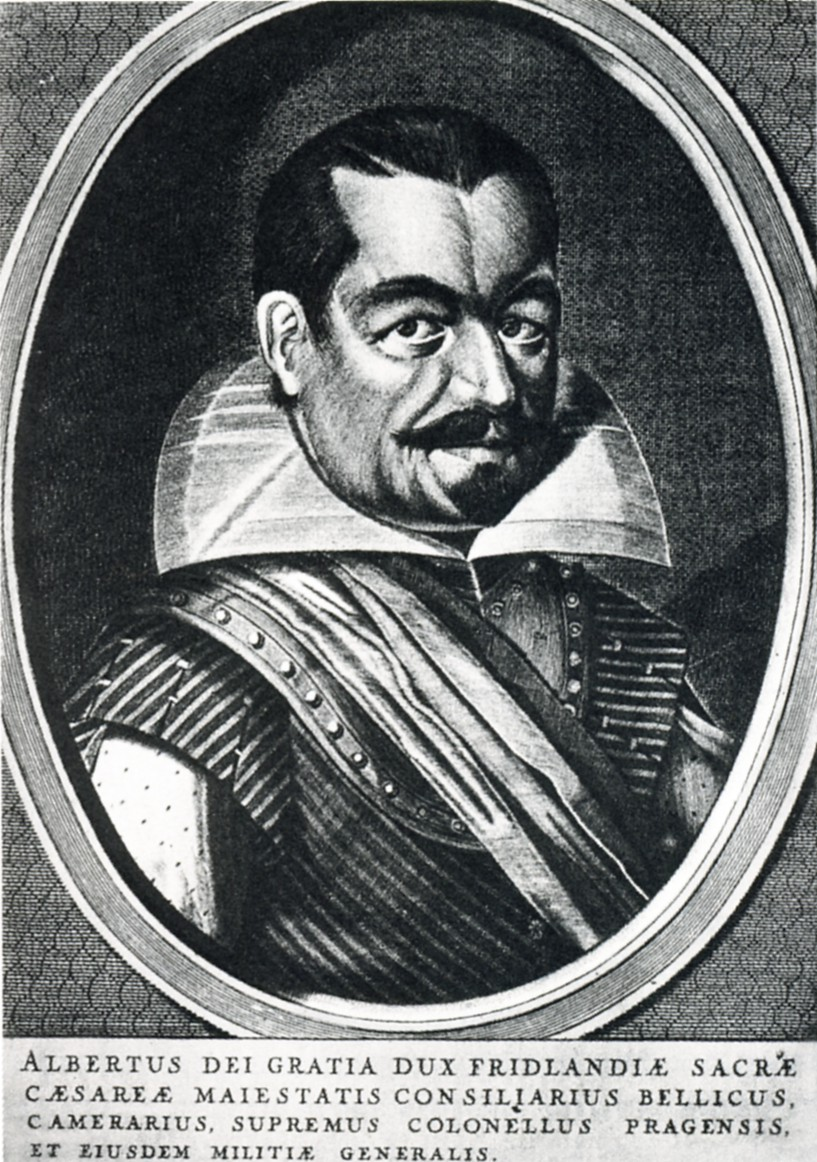
Wallenstein: Herzog von Friedland, kaiserlicher Kriegsrat und Kämmerer, Allerhöchster Obrist von Prag und ebensolcher General. Kupferstich von Hendrik Hondius, 1625/28

Siehe auch: Wallenstein als Landesfürst
1624 konnte sich Wallenstein fast ausschließlich um sein neues Fürstentum kümmern und baute dies innerhalb eines Jahres zu einem leistungsfähigen und blühenden Land aus. Wallenstein entwickelte von seinem Amtssitz Prag aus einen fast hektisch zu nennenden Eifer, in seiner Herrschaft die geplanten Projekte, wie Gründung eines Jesuitenkollegs, einer Schule, einer Universität, ja sogar eines Bistums voranzubringen. Wallenstein entfachte eine gewaltige Bautätigkeit, reorganisierte die Landesverwaltung und die kameralistischen Angelegenheiten, verbesserte die Rechtspflege und gab dem Fürstentum eine neue Landesverfassung. Er interessierte sich für jedes noch so kleine Detail seines Landes. Als Statthalter in Friedland hatte Wallenstein mit Gerhard von Taxis einen Offizier der kaiserlichen Truppen eingesetzt, den er seit 1600 kannte und wegen seines Organisationstalentes schätzte. Am 12. März 1624 erhob Ferdinand den Besitz Wallensteins in den Rang eines selbständigen Fürstentums und eines Erblehens, der Titel war nun also an das Fürstentum gebunden und nicht mehr allein an die Person Wallenstein.
Inzwischen hatte sich im Norden des Reiches eine neue Bedrohung für den Kaiser und die Liga ergeben. Im Laufe des Jahres 1624 wurde eine große Koalition aus Frankreich, England, Dänemark und den Generalstaaten geschlossen, vorgeblich um die deutschen Fürsten gegen den Kaiser in ihre alten Rechte einzusetzen. Hauptsächlich war die Koalition aber gegen Spanien und die Habsburger gerichtet. Außerdem wollte König Christian IV. von Dänemark für seinen Sohn Friedrich die Administration der Bistümer Münster und Halberstadt erreichen. Da Christian als Herzog von Holstein auch gleichzeitig die Reichsstandschaft besaß und Mitglied des Niedersächsischen Reichskreises war, ließ er sich im Frühjahr 1625 auf den vakanten Posten des Kreisobersten wählen. Der Kreistag beschloss auf Drängen Christians trotz des Friedens im Reich zur Verstärkung der allgemeinen Verteidigungsfähigkeit eigene Truppen zu werben. Damit konnten die dänischen Truppen als Kreisarmee ausgegeben werden und in den Reichskreis einmarschieren. Mitte Juni 1625 überquerten Christians Truppen die Elbe und im Juli in Hameln die Weser und marschierten damit in kreisfremdes Gebiet ein. Bei Höxter traf Christian auf Truppen Tillys, der dem Dänenkönig aus seinem Hauptquartier in Hersfeld entgegengezogen war. Zur gleichen Zeit zog Ernst von Mansfeld, diesmal in englischen Diensten, mit 5.000 Mann aus den Niederlanden heran. Der Krieg setzte sich somit nach einer kurzen Atempause als gesamteuropäischer Konflikt fort. Wesentlich ist, dass Frankreich die Protestanten unterstützte, um seinen Nachbarn Deutschland zu schwächen – auch wenn die Hälfte des Landes katholisch war.
Nach monatelangen Verhandlungen in Wien ließ Ferdinand II. am 7. April 1625 ein Ernennungsdekret für Wallenstein ausstellen. In diesem Dekret wurde Wallenstein zum Führer und Haupt (wörtlich Capo) aller kaiserlichen Truppen im Reich ernannt, allerdings ohne das Recht, dieses Heer auch aufzustellen. Nach weiteren Verhandlungen und Gesprächen mit dem weiterhin zögerlichen Hofkriegsrat, insbesondere mit dessen Präsidenten Graf Rambold Collalto, erhielt Wallenstein am 13. Juni die Direktiven für die Kriegsführung. Diese waren insofern von politischer Bedeutung, als Ferdinand dem bayerischen Kurfürsten Maximilian, dem Anführer der katholischen Liga, im Vertrag von 1619 zugestanden hatte, dass eine kaiserliche Armee dem ligistischen Heer nur assistieren werde. Am 25. Juli 1625 erfolgte schließlich die Ernennung zum Generalissimus (wörtlich supremus campi generalis) über die kaiserlichen Truppen (wörtlich Armada), wobei der Kaiser in an Wallenstein gerichteten Briefen diesen anfangs nur als obersten Feldhauptmann titulierte. Wallenstein selbst bezeichnete sich hingegen ab 1626 als General Obristen Veldt Haubtmann, was erst ein kaiserliches Patent vom 21. April 1628 offiziell legitimierte. Bereits im Januar 1628 wurde Wallenstein rückwirkend, ab dem 25. Juli 1625, ein Monatsgehalt von 6.000 Gulden bewilligt; alle übrigen kaiserlichen Befehlshaber hatten bis dahin höchstens 3.000 Gulden bezogen. Die Kompetenzen, die Wallenstein erhielt, und seine Erhöhung zum Herzog von Friedland am gleichen Tag widersprachen aber dem Geist des Vertrages von 1619, denn Wallenstein wurde damit über alle ligistischen Generale erhöht. Und sieht man vom Kurfürstentitel Maximilians ab, stand Wallenstein auch mit diesem in nahezu gleichem Rang. Eine Unterordnung Wallensteins unter die ligistische Führung war damit praktisch ausgeschlossen. Friedrich Schiller in seinem Geschichtswerk Geschichte des 30-jährigen Kriegs über die Zeit von Januar bis Juni 1625:
Im gesamten Jahr 1624 und im ersten Halbjahr 1625 hatte der Kaiser die Anzahl seiner Regimenter aus Geldnot drastisch reduzieren müssen. Die wenigen vorhandenen Regimenter besaßen weit weniger Männer, als ihre Sollstärke auswies. Deshalb appellierte der bayerische Herzog an den Kaiser, neue Werbungen durchzuführen und wenigstens die vorhandenen Regimenter wieder kampffähig zu machen. Aus Geldmangel lehnte Ferdinand das Ansinnen aber ab. Im Februar 1625 waren die Rüstungen des kaiserlichen Hofes auf einem Tiefpunkt angekommen. In dieser Situation erschien Wallenstein im Januar 1625 am Wiener Hof und unterbreitete dem Kaiser das Angebot, innerhalb kürzester Zeit, ohne Verzögerung und auf eigene Kosten eine Armee mit 20.000 Mann aufzustellen, 15.000 Mann zu Fuß und 5.000 zu Pferd. Auf die ungläubige Frage, ob er denn in der Lage sei, 20.000 Mann zu unterhalten, antwortete Wallenstein: 20.000 nicht, wohl aber 50.000.

„Niemand war, der diesen Vorschlag nicht als die schimärische Geburt eines brausenden Kopfes verlachte – aber der Versuch war noch immer reichlich belohnt, wenn auch nur ein Theil des Versprechens erfüllt würde.“

Mit zunehmender Verschlechterung der Kriegslage für die kaiserlichen Truppen und der Bildung einer antihabsburgischen Koalition in Europa sah sich Kaiser Ferdinand II. dazu gezwungen, einen neuen militärischen Kurs einzuschlagen, und kam auf Wallensteins Pläne zurück. Obwohl das Herkommen vorsah, dass der Reichstag Truppenbewilligungen vornahm, ermöglichte Wallenstein mit seinem Angebot, ein eigenständiges Heer aufzustellen, dem Kaiser unabhängige militärische Macht, die sich dem Einfluss der Reichsstände entzog. Ende 1625 hatte Wallenstein als General eine eigene Armee mit circa 40.000 Söldnern aufgestellt. Die finanzielle Basis für das Anwerben der Söldner hatte er seinem umfangreichen Erbe entnommen.
Von diesem Augenblick an steigerte Wallenstein das Tempo der Rüstungen, die er bereits vor seiner offiziellen Ernennung begonnen hatte, auf das Äußerste. Am 27. Juni unterschrieb der Kaiser das Dekret, dass Wallenstein ein Heer von 24.000 Mann aufstellen solle. Darin betonte der Kaiser, die Waffen seien ihm von seinen Gegnern in die Hand gedrückt worden. Er führe sie nur zur

„Wiederbringung des allgemeinen hochnotwendigen Friedens, zur Erhaltung Unserer kaiserlichen Hoheit, Rechte und Gerechtigkeit, Schutz und Defendierung der Reichskonstitutionen, Satzungen und Rechten.“

Ausdrücklich erhielt Wallenstein die Auflage, die protestantischen Stände, die weiterhin kaisertreu seien, zu verschonen. Jeglicher Eindruck, dass aufgrund der Religion zu den Waffen gegriffen wurde, sollte wie schon zuvor vermieden werden. Gegen die halsstarrigen Feinde sollten aber die militärischen Mittel ihr Recht erhalten. Weiterhin solle unter den Soldaten strenge Disziplin gehalten werden, da der Krieg sonst nichts anderes als Räuberei sei. Auch wurde Wallenstein anempfohlen, den guten Rat des ligistischen Generals Tilly zu suchen, wenn Wallenstein dies als vorteilhaft empfinde und es zum Nutzen des Kaisers sei. Wallenstein erhielt damit praktisch einen Freibrief für eigenständige Kriegsführung unabhängig von der Liga. Ferdinand tat dies aber weniger für Wallenstein als für die Autorität und Entscheidungsfreiheit des Kaisers im Reich – also um ein Gegengewicht zur katholischen Liga zu haben.

#### Der Krieg ernährt den Krieg
Wallenstein hatte sicherlich die finanziellen Mittel, um solch eine Armee aufzustellen. Trotzdem stellte sich die Frage, wie diese Armee, erst recht, wenn sie auf 50.000 Mann anwüchse, ernährt und erhalten werden und wie der Sold bezahlt werden sollte. Wallenstein streckte an Mitteln für Werbung und Unterhalt vor, was er selbst aufbringen konnte oder was ihm Hans de Witte im Vertrauen auf kaiserliche Rückzahlungen lieh. Für den regelmäßigen Unterhalt aber forderte Wallenstein, das bisher bekannte System der Kontributionen als Strafzahlungen besetzter Gebiete radikal zu ändern: Ab sofort sollten die Kontributionen als regelmäßige Kriegssteuer von allen Reichsständen, inklusive der Erblande und Reichsstädte, erhoben werden.
Aufgrund der leeren kaiserlichen Kassen wurde sein Vorschlag schnell akzeptiert und im Dekret vom 27. Juni niedergelegt. Die Abgaben sollten aber nur so hoch sein, dass das Heer unterhalten werden könne – sie waren kein Freibrief für Raub und Bereicherung. Wallenstein war sich bewusst, dass sein Kontributionssystem dauerhaft nur funktionieren konnte, wenn eine wirtschaftliche Schwächung der Zahlenden vermieden und man mit Rücksicht vorgehen würde. Voraussetzung war ebenso, dass die Truppenführer, allen voran er selbst, harte Disziplin im Heer hielten und ihren Söldnern Plünderungen streng untersagten.
Die ersten Kontributionen wurden in den kaiserlichen Erblanden erhoben. Hierfür war die kaiserliche Hofkammer zuständig. Wallenstein jedoch sorgte für die Kontributionen aus dem Reich und seinem eigenen Herzogtum. Es war also nicht so, dass Wallenstein sich selbst und seine Lande von diesem System ausnahm.

#### Schlacht bei Dessau
Bis Ende Juli 1625 waren die Werbungen von 14 neuen Regimentern weitestgehend beendet. Hinzu kamen fünf Regimenter in Böhmen und zehn Regimenter, die von Ungarn bis ins Elsass verstreut waren und ebenfalls dem Oberbefehl Wallensteins unterstellt wurden. Die Hauptaufgaben bei der Musterung übernahm der Oberst-Muster-Zahlungs- und Quartiercommissarius Johann von Aldringen. Aldringen legte die Musterungsreviere und -plätze fest, meist Reichsstädte, die sich nur mit hohen Zahlungen von der lästigen Pflicht loskaufen konnten, und sorgte dafür, dass in nur vier Monaten bis Juli 1625 ein komplettes Heer mit über 50.000 Mann bei Eger zur Verfügung stand. Im August begann Wallenstein mit seiner neuen Armee ins Reich zu ziehen. Bis Ende September gelangten sie nach Göttingen, und Wallenstein traf sich am 13. Oktober südlich von Hannover mit Tilly, der die Monate zuvor den Dänenkönig Christian wieder in den niedersächsischen Reichskreis zurückdrängen konnte. Eine Belagerung der Stadt Nienburg an der Weser misslang Tilly jedoch, so dass er Wallenstein entgegenzog. Hier einigte man sich, dass Wallenstein Winterquartier in den Bistümern Magdeburg und Halberstadt nehmen und Tilly in der Gegend von Hildesheim und Braunschweig bleiben sollte. Dem Vorrücken Christians zu den Bistümern, die er für seinen Sohn gewinnen wollte, war damit vorerst Einhalt geboten worden. Der Norden des Reiches blieb aber immer noch kaiserlicher Kontrolle entzogen.
Im Herbst 1625 und Winter 1625/26 wurden Verhandlungen zwischen den niedersächsischen Ständen und den kaiserlichen Generalen geführt, während Christian mit englischer und niederländischer Hilfe sein Heer auf 38.000 Mann aufstocken konnte. Nach vier Monaten brach Christian die ergebnislosen Verhandlungen am 8. März 1626 ab. Indessen blieb der Kriegsschauplatz frei von größeren Scharmützeln – lediglich einzelne Regimenter nutzten die Zeit, um sich in eine strategisch bessere Position zu bringen. Die meisten Truppen harrten jedoch in ihren sicheren Winterquartieren aus, zumal eine Versorgung durch kaiserliche Zahlungseingänge sichergestellt war.
Bereits im Januar 1626 hatten Wallensteins Truppen starke Positionen an der Mittelelbe bezogen. Zwei Regimenter unter Aldringen und Collalto waren in Anhalt eingerückt und hatten Dessau und die Elbbrücke bei Roßlau besetzt, die mit starken Befestigungen versehen wurde. Wallenstein selbst verblieb in seinem Hauptquartier in Aschersleben und leitete die Werbungen, die ihm vom Kaiser genehmigt worden waren, um die Größe des Heeres auf 60.000 Mann zu verdoppeln.

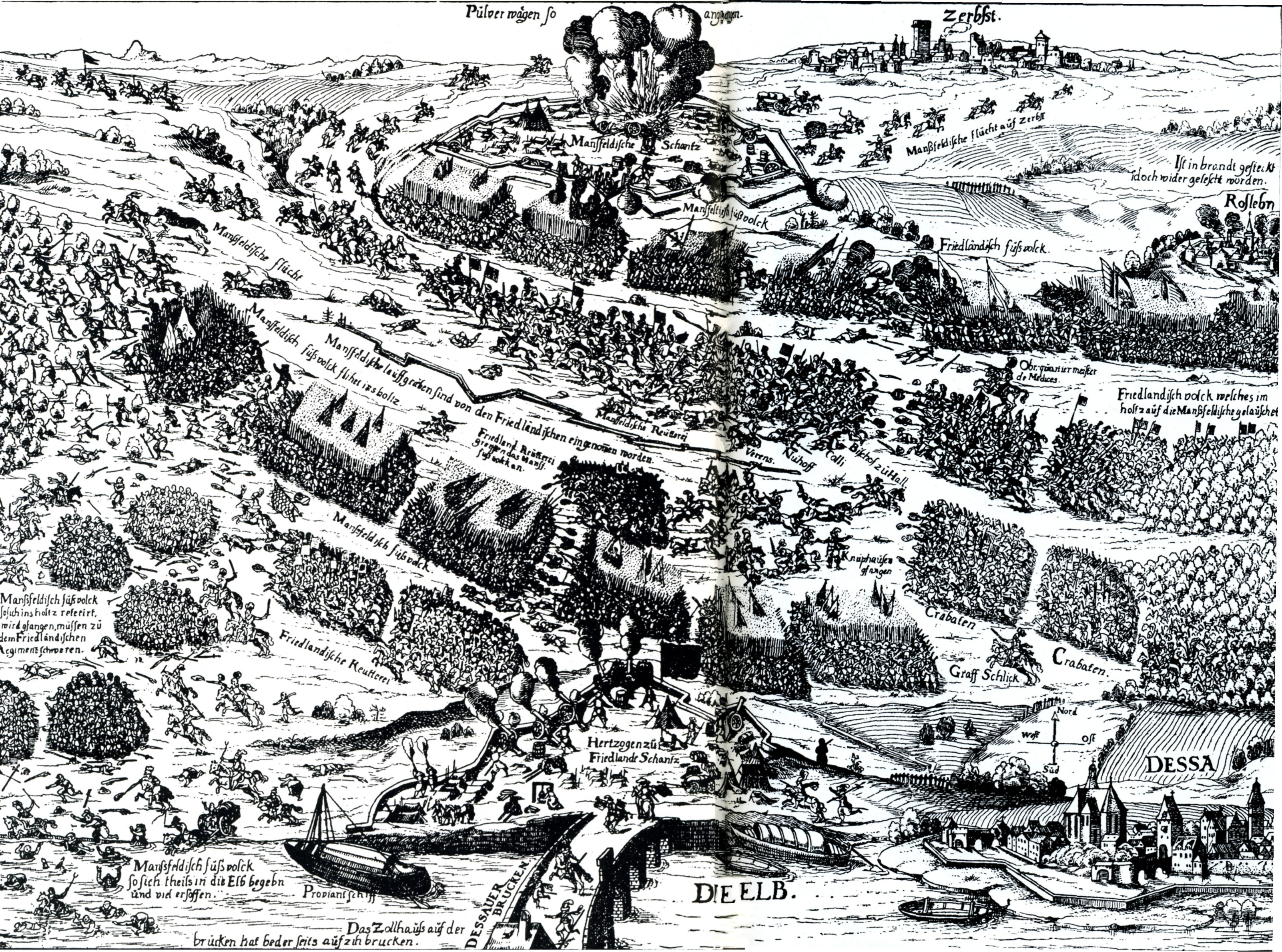
Darstellung der Schlacht an der Dessauer Brücke auf dem Kupferstich eines Einblattdruckes von 1626

Nach dem Abbruch der Verhandlungen begann Mansfeld, mit seinen Truppen in Richtung Süden zu ziehen, um nach Schlesien zu gelangen. Dort wollte er sich mit Gábor Bethlen vereinigen, der erneut in Oberungarn eingefallen war. Die Truppen unter dem dänischen General Fuchss, die das Mansfeldische Heer unterstützten sollten, wurden am Anfang April von Wallenstein in zwei Reitergefechten geschlagen, so dass sich Fuchss zurückziehen musste. Mansfeld, der mittlerweile Burg bei Magdeburg besetzt hatte, war nun ohne dänische Unterstützung und wollte den Übergang über die Elbe erzwingen. Nachdem er mehrere Tage vergeblich versucht hatte, den von Aldringens Truppen gehaltenen Brückenkopf zu erobern, wurde er am 25. April 1626 in der Schlacht an der Dessauer Brücke durch die herbeigeeilten Truppen Wallensteins vernichtend geschlagen. Die von Mansfeld eroberten Städte wurden besetzt und teilweise geplündert. Die Flucht des Grafen endete erst in Brandenburg. Doch Wallenstein folgte ihm nicht. Warum das unterlassen wurde, ist unklar – eine Partei sieht eine Verlängerung des Kriegsmandates als Grund und den Erhalt der kaiserlichen Privilegien, Wallenstein führte laut Golo Mann die Versorgungsschwierigkeiten in Brandenburg an.
Der Sieg über Mansfeld war der erste militärisch wichtige Erfolg Wallensteins und fiel in eine Phase verstärkter Spannungen mit dem Wiener Hof. Der Sieg festigte vorübergehend die Stellung Wallensteins und seiner Anhänger, auch wenn heftige Kritik geübt wurde, dass er Mansfeld nicht bis zur endgültigen Vernichtung verfolgt hatte.

#### Zug nach Ungarn
Wallenstein beobachtete die Wiederaufrüstung Mansfelds, konzentrierte sich aber zunächst auf die Abwehr eines vermuteten Angriffs des Hauptheeres des dänischen Königs, ergriff jedoch seinerseits keine offensiven Aktionen. Dies begründete er mit einem Mangel an Verpflegung und Geld für die Besoldung. Die ausstehenden Gelder in Höhe von 100.000 Gulden waren auch die Hauptursache für die Spannungen mit dem Wiener Hof. Schiller kleidet das in den markigen Satz: „Und sein Sold muß dem Soldaten werden, darnach heißt er!!“ (Die Piccolomini 2.Akt VII.Szene)
Schon im Herbst des Vorjahres trafen die versprochenen Soldzahlungen meist unpünktlich und nicht in ausreichender Höhe bei Wallenstein ein, hinzu kamen ausbleibende Lieferungen von Lebensmitteln. Im Herbst und Winter hatte Wallenstein aus eigener Tasche Sold vorgeschossen und aus seinem Herzogtum für die Verpflegung der Truppe gesorgt. Persönliche Spannungen mit Collalto verschärften die Lage und führten zu einer langanhaltenden Feindschaft.
Im Juni 1626 vereinbarte Wallenstein mit Tilly, dass sie ihre Heere vereinigen und die Elbe entlang nach Norden ziehen sollten, um Christian anzugreifen. Doch Wallenstein wartete vergebens auf Tilly, der die Vereinbarung brach und stattdessen Göttingen belagerte. Im Juli wurde die finanzielle Situation des Heeres so dramatisch, dass Wallenstein sogar erwog, seinen Befehl niederzulegen.
Die Nachricht, dass Mansfeld mit seinen erholten und neu geworbenen Truppen nach Schlesien aufbrechen wollte, um sich dort mit Gábor Bethlen zu vereinigen, überraschte Wallenstein nicht, da er mehrfach beim brandenburgischen Kurfürsten Georg Wilhelm energisch insistiert hatte, dass dieser die Neuformierung der Mansfeldischen Truppen nicht zulassen möge. Außerdem war er durch seine Spione genau über die Absichten Mansfelds informiert. Dementsprechend reagierte Wallenstein sehr schnell auf die neue Bedrohung der 20.000 Mann unter Mansfelds Kommando. Noch am 13. Juli wartete Wallenstein auf Tilly für den gemeinsamen Zug nach Norden und bereits am 16. Juli war er entschlossen, Mansfeld zu verfolgen.
Am 21. Juli hatte Mansfeld Schlesien erreicht, und ein Wallensteinisches Kroatisches Reiterkorps von 6.000 Mann traf kurz darauf dort ein. Nur der Abmarsch der Hauptstreitmacht Wallensteins, die in der Lage gewesen wäre, Mansfeld zu schlagen, verzögerte sich durch Bedenken Tillys und des bayerischen Kurfürsten. Zudem forderten sie, Wallenstein solle einen großen Teil seiner Truppen zur Unterstützung der ligistischen Truppen zurücklassen. Wallenstein stand vor einem Dilemma, blieb er in Norddeutschland, setzte er die Erblande einer großen Gefahr aus. Eilte er hingegen hinter Mansfeld her, könnte Christian nach Süden tief ins Reich vorrücken. Der kaiserliche Hofrat half bei der Entscheidung nicht und wälzte die gesamte Verantwortung auf Wallenstein ab. Zudem führte das Verlangen des Hofrates, dass Wallenstein Mansfeld im Reich schlagen solle, obwohl dieser längst in Schlesien stand, bei Wallenstein zu einem Tobsuchtsanfall.
Am 27. Juli entschloss sich Wallenstein zur Verfolgung Mansfelds, der mittlerweile Glogau erreicht hatte, und setzte sein Heer am 8. August in Marsch. Kurz zuvor hatte sich der Kaiser doch dazu entschlossen die Verfolgung Mansfelds zu billigen. Mit nur 14.000 Mann eilte Wallenstein – er hatte sein Heer geteilt und Truppen unter Herzog Georg von Lüneburg zurückgelassen – in für die Zeit einmaliger Geschwindigkeit in Richtung Schlesien und Ungarn und überschritt bereits am 6. September die ungarisch-mährische Grenze. In nur 30 Tagen hatte sein Heer eine Strecke von mehr als 800 Kilometern zurückgelegt. Wallenstein in einem Brief an Harrach während des Marsches:

„Ich versichere ihn, daß keine Armee nie so stark marschiert hat als diese.“

Mansfeld war unterdessen auch in Richtung Ungarn weitergezogen, da sich Gabor mit seinen türkischen Hilfstruppen den Berichten nach noch in Siebenbürgen aufhalten sollte und eine Vereinigung der Heere in Schlesien damit aussichtslos geworden war. Mansfeld sah daraufhin keine Chance mehr, die beiden Heere zu vereinigen, und unternahm auch keinerlei Versuche dazu. Wallenstein schlug am 9. September in der westlichen Slowakei bei Neuhäusel ein Lager auf, um den ermüdeten und stark dezimierten Truppen eine Erholungspause zu ermöglichen. Unterwegs waren von Wallensteins Truppen 3.000 Mann durch Krankheit, Erschöpfung und Hunger gestorben. Am Rastort gab es, trotz der Zusage des Hofkriegsrates, keinerlei Lebensmittel und Vorräte für das Heer, so dass Wallenstein eine Meuterei befürchtete und dies auch wutentbrannt nach Wien meldete. Um wenigstens die notwendigste Versorgung seiner Truppen aufrechtzuerhalten, ließ Wallenstein in seinem eigenen Herzogtum alle rückständigen Zahlungen einziehen und bestellte 31.000 Sack Getreide bei seinem Landeshauptmann. Ebenso ließ er Ausrüstung und Munition auf eigene Kosten heranschaffen.
Am 18. September brach Wallenstein wieder auf und marschierte auf das belagerte Neograd zu, worauf sich die Belagerer sofort zurückzogen. Am 30. September trafen die Wallensteinische und die siebenbürgische Armee aufeinander. Bethlen bot sofort einen Waffenstillstand an und zog sich in der darauffolgenden Nacht heimlich zurück, ohne sich auf eine Schlacht mit Wallenstein einzulassen.
Auf Anraten seines Kriegsrates verfolgte Wallenstein das Heer Gábor Bethlens nicht, sondern kehrte ins Lager bei Neuhäusel zurück. In den folgenden Wochen begnügten sich beide Seiten mit Truppenverschiebungen, Besetzungen und Belagerungen befestigter Orte, ohne dass es zu einer entscheidenden Schlacht kam. Währenddessen wurde die Versorgungslage immer dramatischer. Das Heer Wallensteins ernährte sich mangels Brot von unreifen Feldfrüchten, was zu einer ruhrähnlichen Epidemie führte. Für Wallenstein bestätigte sich seine ursprüngliche Auffassung, dass ein ungarischer Feldzug unsinnig sei, solange die Macht des Kaisers im Reich nicht entscheidend gefestigt worden war.
Mansfeld, der nicht mehr entscheidend eingreifen konnte und ebenfalls durch Hunger und Erschöpfung einen großen Teil seiner Männer eingebüßt hatte, überließ die Reste seiner Truppen gegen eine Abfindung Gábor Bethlen und versuchte sich nach Venedig durchzuschlagen, um dort neue Truppen zu werben. Am 5. November 1626 brach der erschöpfte, ausgemergelte und kranke Graf von Gran aus mit einer kleinen Einheit Soldaten auf und starb am 30. November in der Nähe Sarajevos. Der Legende nach soll Mansfeld auf sein Schwert gestützt und von seinen Gefährten unter den Achseln gehalten im Stehen gestorben sein.
Am 20. Dezember 1626 schlossen Gábor Bethlen und der Kaiser den Frieden von Preßburg. Einen Tag zuvor war die kaiserliche Armee ins Winterquartier aufgebrochen. Bis dahin hatte sich der Zustand des Heeres weiter verschlimmert. Und weiterhin bewiesen der kaiserliche Hof und die ungarischen Behörden ihre Unfähigkeit, die Versorgung der Armee zu sichern. Auf dem Weg in die Quartiere starben nochmals 2.000 Soldaten an Erschöpfung oder erfroren. In den Wochen bis zum Friedensvertrag verschlechterten sich Wallensteins Beziehungen zum Hof rapide und er resümierte den Feldzug bitter:

„Diese Armee denkt man nicht, daß sie noch einmal nach Ungarn wird zu bringen sein, denn dieses Schelmenland ist nicht wert, daß so viele ehrliche Leute malamente dahie aus Not haben sterben müssen.“

Wallenstein war während dieses seltsamen Feldzuges nach Ungarn klar geworden, dass die Zusammenarbeit mit dem Hofkriegsrat keine ausreichende Basis für eine effiziente Kriegsführung war. Er hatte zwar schon zuvor versucht, die Reden und das Geschwätz am Wiener Hof zu ignorieren, da dies jedem geschehe, der eine kaiserliche Armee kommandiere. Trotzdem war er fest entschlossen, sein Kommando niederzulegen.

#### Brucker Konferenz
Sein Schwiegervater Harrach versuchte Wallenstein zu beschwichtigen und bat ihn, die Entscheidung bis zu einer mündlichen Unterredung aufzuschieben. Diese fand am 25. und 26. November 1626 in Bruck an der Leitha auf dem Harrach'schen Schloss Prugg statt. Harrach wurde von Fürst Eggenberg nach Bruck begleitet. Die Unterredungen zwischen Wallenstein und den Hofräten fanden in einer Situation statt, in der die kaiserliche Macht im Reich fast auf ihrem Höhepunkt war. Die von Wallenstein für Tilly bereitgestellten Truppen hatten entscheidend dazu beigetragen, dass dem dänischen König in der Schlacht bei Lutter am 27. August 1626 eine wichtige Niederlage beigebracht worden war. Und im Südosten war das Heer Mansfelds zerstreut worden. Dessen Führer war tot und der siebenbürgische Fürst hatte sich zurückziehen müssen.
Von der Konferenz existiert kein offizielles Dokument, das die besprochenen Punkte festhält. Ein Bericht in italienischer Sprache, der später auch in Deutsch publiziert wurde, war anonym verfasst worden und für Kurfürst Maximilian von Bayern bestimmt. Golo Mann und Hellmut Diwald vermuten, dass der Verfasser aus dem unmittelbaren Umfeld Harrachs, Eggenbergs oder des Wiener Hofes stammen müsse. Moriz Ritter und später Golo Mann meinen den Sekretär Harrachs, den Kapuziner Valerian von Magnis, als Verfasser identifizieren zu können. Dieser Bericht brachte den Kurfürsten und die katholische Liga zum Schäumen, da offenbar nur die Vereinbarungen erwähnt wurden, die Wallenstein als Feind der Liga und der Reichsfürsten erscheinen lassen mussten. So sollte dem Bericht zufolge der Krieg von den kaiserlichen Erbländern ferngehalten werden. In das Reich aber sollte ein so großes Heer gelegt werden, daß es der Schrecken von ganz Europa wäre. Auch sollten nun ebenfalls die katholischen Länder zu Kontributionen, wenigstens aber zur Quartierpflicht herangezogen werden. Der Bericht schildert die Aufgabe der Armee Wallensteins als reine Defensivarmee, die nur die Reichsstände bedrücken und diesen durch Drangsalierung jede Kriegslust nehmen sollte. Maximilian fand seine schlimmsten Befürchtungen über Wallenstein bestätigt. Auf einem Ligatag am 21. Februar 1627 war dieser Bericht der Haupttagesordnungspunkt, und die Teilnehmer verfassten eine Protestnote an den Kaiser. Erklärtes Ziel der versammelten Fürsten war es seitdem, Wallenstein abzusetzen und sein Heer abzurüsten oder mit dem ligistischen zu vereinen.
Die Verhandlungen drehten sich aber vorrangig um die Bedingungen, unter denen Wallenstein bereit war, sein Kommando aufrechtzuerhalten. Einige der mündlichen Absprachen wurden erst im April 1628 durch den Kaiser schriftlich niedergelegt, auch wenn Wallenstein die betreffenden Rechte bereits seit der Konferenz wahrnahm. Folgende Punkte wurden vereinbart:
1. Einräumung des Quartiersrechts in den habsburgischen Erblanden zur Erneuerung der Armee
2. Zumessung der Kontributionen aus Böhmen direkt an Wallenstein ohne Einschaltung der kaiserlichen Finanzverwaltung, da sonst zu viele Gelder versickern würden. Wallenstein würde im Gegenzug, wie bisher auch, jeden einzelnen Heller und Pfennig direkt gegenüber dem Reichshofrat abrechnen.
3. Vergrößerung der Armee auf 70.000 Mann.

Der letzte Punkt der Vereinbarung war Wallensteins größter Erfolg bei den Verhandlungen, da er durch die Reichsstände insbesondere im Hinblick auf die Größe seine Armee heftigst angefeindet worden war, dass er die Armee bereits über die tatsächliche Notwendigkeit vergrößert habe und nur die teutsche Liberalität unterdrücken wolle. Weiterhin stellte Wallenstein seine Kriegsziele für das Jahr 1627 vor. Demnach sollte Schlesien befreit werden und der Krieg in den Norden verlagert werden, um den dänischen König zu vertreiben. Außerdem gelang es Wallenstein, zusätzliche Rechte bei der Ernennung seiner Offiziere zu erlangen.

#### Niedersächsisch-Dänischer Krieg
Nach der Niederlage in der Schlacht bei Lutter war der dänische König Christian eifrig bemüht, seine Truppen wieder in eine kampffähige Stärke zu bringen. Dies gelang ihm erst im April 1627, als sein Heer auch durch französische und englische Hilfe wieder auf 13.000 Mann angewachsen war. Ebenso war auch Wallenstein bemüht, das kaiserliche Heer wiederherzustellen. Er war im Januar 1627 mit seiner Frau Isabella und seiner im Mai oder Anfang Juni geborenen Tochter nach Jitschin zurückgekehrt und organisierte von dort aus den Neuaufbau des Heeres.
In dieser Zeit musste Wallenstein aber auch gegen die ligistischen Proteste ankämpfen, die ihm die vom Kaiser genehmigten Neuwerbungen vorwarfen und ihn beschuldigten, er wolle die Kurfürsten ihres Vorranges und ihrer Macht berauben. Im Frühjahr des Jahres 1627 liefen in Wien Klagen über vermeintliche oder tatsächliche Vergehen der kaiserlichen Truppen und über die Last der Kontributionen ein. Wallenstein versuchte zwar zu beschwichtigen, hatte aber insbesondere bei den mährischen Ständen und bei Maximilian von Bayern wenig Erfolg damit. Eine Einladung zu einer vom Kaiser einberufenen Konferenz vor den Feldzügen des Sommers nahm Wallenstein auch nur widerwillig an, über die Ergebnisse konnte er aber zufrieden sein, da ihm abermals die Zustimmung des Kaisers zum Aufbau einer großen Streitmacht gegeben wurde.
Zuerst wollte Wallenstein die dänische Besetzung Schlesiens beenden. In den Städten befanden sich Besatzungen, die während des Durchzugs von Mansfeld zurückgelassen wurden, und im Januar stießen Reste der Mansfeldischen Armee dazu. Durch Neuwerbungen aufgefüllt, standen etwa 14.000 Mann unter dänischem Kommando in Schlesien. Trotzdem befand sich die kleine Armee im Juni 1627 in einer hoffnungslosen Lage, Bethlen konnte nicht mehr helfen, und auch der dänische König war nicht in der Lage, Entsatz zu schicken, da seine Truppen durch Tilly im Reich gebunden waren, zog die Truppen aus Schlesien aber auch nicht ab.
Am 10. Juni 1627 traf Wallenstein mit großem Pomp und prunkvoller Begleitung in Neiße ein, wo 40.000 Mann seiner 100.000 Köpfe zählenden Armee zusammengezogen worden waren. Der Feldzug begann am 19. Juni. Da er sich nicht mit langen Belagerungen aufhalten wollte, zog er vor eine Stadt und schlug der Besatzung vor, sich zu ergeben und unter freiem Geleit abzurücken. Nur wenige Städte leisteten gegen die riesige Übermacht Widerstand, so dass bis Ende Juli Schlesien von den dänischen Truppen befreit war. Am 2. August trat das Heer den Rückmarsch nach Neiße an. Der Jubel in Wien war angesichts des raschen Sieges so groß wie schon seit langem nicht mehr.
Am 7. August brach das Wallensteinische Heer, in zwei Marschsäulen getrennt, nach Norden auf. Etwa 14.000 Mann befehligte Wallenstein selbst, zehn Regimenter Reiterei wurden von Feldmarschall Graf Schlick kommandiert. Bereits während des Feldzuges in Schlesien war eine Vorausabteilung unter Hans Georg von Arnim, einem protestantischen Obristen, der bereits in schwedischen, polnischen und Mansfeldischen Diensten gestanden hatte, in die Mark Brandenburg aufgebrochen. Arnim passierte am 13. August die Grenze nach Mecklenburg-Güstrow und drang weiter in Richtung Neubrandenburg vor. Dorthin hatte sich das dänische Hauptkontingent unter dem badischen Markgrafen Georg Friedrich zurückgezogen, lag nun aber untätig auf der Insel Poel.
Auch Wallenstein kam rasch voran, am 21. August erreichte er Cottbus, am 28. August Perleberg, am 29. August wurde die mecklenburgische Grenzfeste Dömitz genommen, und am 1. September traf er in Tillys Hauptquartier in Lauenburg an der Elbe mit diesem zusammen. Tilly war in der Zwischenzeit ebenfalls weit vorgerückt, da sich auch die anderen dänischen Verbände unter dem böhmischen Graf Heinrich Matthias von Thurn seltsam passiv verhielten und sich nach Holstein zurückgezogen hatten. Ein Friedensangebot von Tilly und Wallenstein vom 2. September an den dänischen König wurde von diesem wie erwartet aufgrund der unannehmbaren Bedingungen abgelehnt.
Auch wenn das hohe Marschtempo wie im letzten Jahr zu großen Verlusten unter den Fußsoldaten Wallensteins geführt hatte, brachen bereits am 6. September die Heere Wallensteins und Tillys nach Norden auf, um Christian endgültig zu besiegen. In kurzer Folge fielen Trittau, Pinneberg, Oldesloe, Segeberg, Rendsburg, Elmshorn und Itzehoe. Nach einer Verletzung Tillys übernahm Wallenstein den Oberbefehl über beide Heere, was insbesondere den bayerischen Kurfürsten wurmte. Die Armeen drangen schnell nach Dänemark vor, und bereits am 18. Oktober waren alle dänischen Truppen auf dem Festland vernichtet, was Wallenstein stolz dem Kaiser meldete. Christian selbst konnte sich mit einigen Begleitern auf die Insel Seeland retten. Über den atemberaubenden Sieg in nur sechs Wochen schrieb der Hofkammerpräsident am Wiener Hof:

„Der Herren Kriegsprozeß ist, sonderlich in so kurzer Zeit, so groß, daß jedermänniglich darüber stutzt und sagt: Quid est hoc?“

#### Belagerung Stralsunds
Nach dem Sieg über den dänischen König gab es Hoffnungen auf einen allgemeinen Frieden im Reich. Wallenstein warnte jedoch eindringlich davor, unannehmbare Forderungen zu stellen. Vielmehr solle ein gerechter und konstruktiver Frieden geschlossen werden, der Christian helfen würde, das Gesicht zu wahren. Zusätzlich sei dies die einmalige Chance, die vorhandene Armee gegen die Türken zu wenden und Österreich, das Reich, ja ganz Europa gegen den islamischen „Erbfeind“ zu verteidigen. Wallenstein bedrängte den Kaiser, er solle schnellstens den Frieden mit Dänemark suchen. Die Richtigkeit der Überlegungen Wallensteins, dass die Schwerpunkte der habsburgischen Politik im Südosten liegen müssten, wurde mit den Türkenkriegen des späten 17. und frühen 18. Jahrhunderts bitter bestätigt.
Am 19. November 1627 trafen der Kaiser Ferdinand II. und Wallenstein in Brandeis bei Prag zusammen, um über die weiteren Schritte zu beraten. Wallenstein wurden Ehren zuteil, die sonst nur den höchsten Fürsten des Reiches zukamen. Ferdinand bot Wallenstein sogar den dänischen Thron an, den dieser aber ablehnte. Wallenstein schrieb darüber an von Arnim:

„aber ich habe mich gar schön bedankt, denn ich könnte mich nicht darmit manutenieren. Will unterdessen mit dem andern fürlieb nehmen, denn dies ist sicherer.“

Das Andere war das Herzogtum Mecklenburg, das Wallenstein, als Ausgleich für die Gelder, die er dem Kaiser vorgeschossen oder geliehen hatte, als Lehen erhalten sollte.
Die Kurfürsten schickten einen Beschwerdebrief an den Kaiser, in welchem Änderungen in der kaiserlichen Heeresführung verlangt wurden, da Wallenstein alleine für die Verwüstungen und Plünderungen des kaiserlichen Heeres verantwortlich sei. In einem geheimen Gutachten an Maximilian, das Wallenstein erneut scharf angriff, wurde dieser zudem des Hochverrats beschuldigt, da er sich der Kaiserkrone bemächtigen und das Reich in absolute Monarchie umwandeln wolle.
Ferdinand beantwortete das Schreiben der Kurfürsten kühl und knapp, dass man für bessere Disziplin im Heer sorgen werde. Noch war Ferdinand unempfindlich gegenüber den hasserfüllten Anschuldigen der Reichsfürsten gegen den Mann, der ihm alle seine Hoffnungen und Wünsche erfüllt hatte. Wallenstein selbst verwies auf drakonische Strafen gegenüber Plünderern und Mördern, als Ausdruck seines Willens, auf Disziplin zu achten. Er ließ sogar adlige Offiziere hinrichten, die es zu sehr auf die Spitze getrieben hatten, erinnerte den Kaiser aber daran, dass sein Heer nur durch pünktliche Soldzahlungen im Zaum gehalten werden könne, denn die Zahlungsrückstände der Hofkammer waren zu diesem Zeitpunkt bereits in astronomische Höhen angestiegen.
Am 1. Februar 1628 wurde Wallenstein mit Mecklenburg belehnt und zwei Wochen später zum General des Ozeanischen und Baltischen Meeres sowie zum Herzog von Sagan erhoben. Christian versuchte nochmals, die drohende Niederlage abzuwenden, und unternahm Angriffe von See aus auf das Festland, verlor beim Angriff auf Wolgast allerdings seine letzten Truppen.

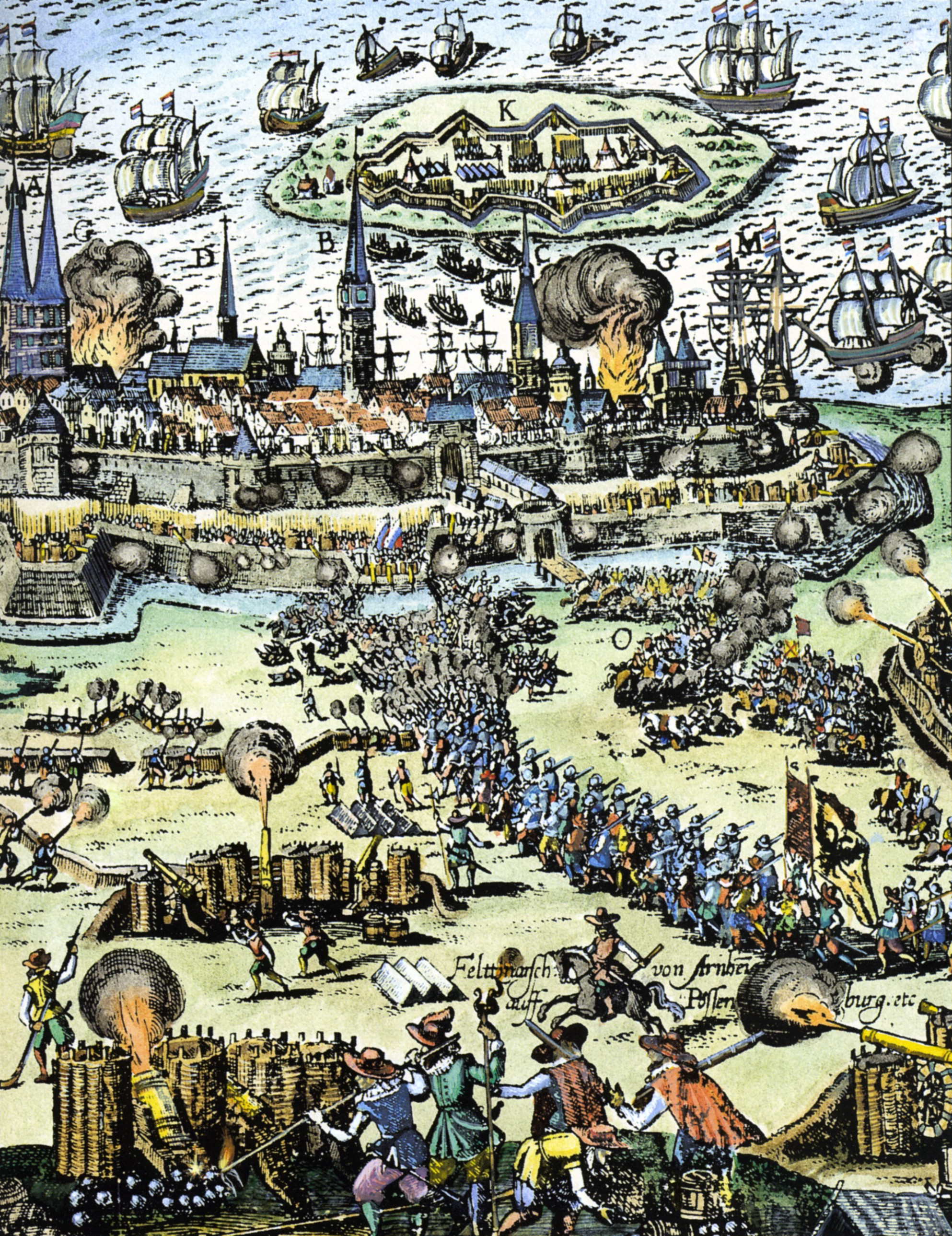
Darstellung der Belagerung Stralsunds auf einem kolorierten Kupferstich aus den Hogenbergschen Geschichtsblättern

Währenddessen spitzte sich die Lage um die Stadt Stralsund zu, die offiziell zum Herzogtum Pommern gehörte, als selbstbewusste Hansestadt jedoch eine gewisse Selbständigkeit erlangt hatte. Noch im Herbst 1627 unternahm Wallenstein den Versuch, den Rat friedlich davon zu überzeugen, die kaiserliche Obergewalt anzuerkennen und eine kaiserliche Garnison in die Stadt zu lassen. Wallenstein war auf eine gütliche Einigung aus und wollte die Freiheiten der Stadt überhaupt nicht antasten. Denn sein Ziel war es, die norddeutschen Städte, insbesondere die der Hanse, zu einer wohlwollenden Neutralität ihm gegenüber zu bewegen. Wallenstein wusste, dass er die Finanz- und Wirtschaftskraft der norddeutschen Städte im weiteren Kriegsverlauf dringend brauchen würde. Deshalb ging Wallenstein ihnen gegenüber verhältnismäßig vorsichtig vor. Trotzdem lehnte der Rat das Ansinnen Wallensteins ab.
Daraufhin zog im Frühjahr 1628 Oberst von Arnim Truppen rund um die Stadt zusammen, um Druck auf die Bevölkerung und den Rat auszuüben. Weitere Kompromissvorschläge von Seiten Wallensteins und von Arnims wurden allerdings vom Stadtrat abgelehnt, so dass Wallenstein Anfang Mai 1628 zusätzlich 15 Regimenter nach Stralsund entsandte, um die Stadt militärisch zur Anerkennung der kaiserlichen Macht zu zwingen. Von Arnim beschoss ab Mitte Mai die gut zu verteidigende Stadt, die von drei Seiten durch die Ostsee und Sümpfe vor den Belagerern geschützt war. Der Rat der Stadt ersuchte nunmehr beim dänischen und beim schwedischen König um Beistand gegen die kaiserlichen Truppen. Mit Schweden schloss Stralsund sogar einen zwanzig Jahre geltenden Allianzvertrag. Am 13. Mai standen 1.000 geworbene Söldner und 1.500 Mann Bürgerwehr gegen 8.000 Mann unter von Arnim. Am 28. Mai trafen dänische Hilfstruppen ein, die sofort das Kommando in der Stadt übernahmen und erste Angriffe von Arnims abwehrten, der die Stadt erobern wollte, bevor Wallenstein mit der Verstärkung vor der Stadt erschien.
Nachdem am 7. Juli Wallenstein, von Jitschin kommend, vor der Stadt eingetroffen war, wurde der ernsthaftere Versuch zur Eroberung unternommen, der aber erneut abgewiesen wurde. Der Legende nach war Wallenstein wütend und ließ die Mauern der Stadt ununterbrochen berennen. Und er soll geschworen haben:

„Stralsund muss herunter, und wenn es mit Ketten an den Himmel gefesselt wäre.“

Tatsächlich ist dies aber eine Erfindung aus einer späteren Flugschrift. Und auch die angeblich verbissene Belagerung fand nicht statt. Fast ununterbrochen wurde zwischen Wallenstein und dem Rat verhandelt, der am 14. Juli auch die Kapitulation annahm, aber durch die Bürgerschaft überstimmt wurde. Nachdem ihm der pommersche Herzog Bogislaw XIV. versicherte, dass Stralsund dem Kaiser gegenüber loyal bleiben und alle Bedingungen Wallensteins erfüllen werde, entschloss sich Wallenstein zum Rückzug. Die Eroberung der Stadt hätte die Entblößung der Ostseeküste und damit den fast ungehinderten Zugang der schwedischen und dänischen Truppen zum Reich nicht aufgewogen. Drei Tage nachdem Christian mit 100 Schiffen und 8.000 Mann an Bord bei Rügen erschienen war, zog Wallenstein ab.
Spät, aber nicht zu spät hatte Wallenstein die Konsequenzen aus einem missglückten Abenteuer gezogen. Nach dem Abzug wurden die dänischen Truppen durch schwedische ausgetauscht, und aus dem Bündnisvertrag wurde die vollständige Inkorporierung der Stadt in das schwedische Königreich. Die stolze Hansestadt wurde zu einem schwedischen Provinzstädtchen: Stralsund verblieb bis 1814 unter schwedischer Herrschaft.
Eine Niederlage war der Rückzug aber nicht, wie die spottende und jubelnde protestantische Propaganda und die spätere Geschichtsschreibung glauben machen wollte. Wie richtig der Entschluss Wallensteins zum Rückzug war, zeigte sich kurze Zeit später, als er den Landungsversuch Christians auf Rügen zurückschlagen konnte und am 2. September 1628 die kurzzeitig vom dänischen König eroberte Stadt Wolgast wieder in seine Gewalt zu bringen vermochte. Christian war nun endgültig geschlagen und zog sich nach Kopenhagen zurück.

#### Mecklenburg

Großes Wappen Wallensteins, Herzogs von Friedland, Mecklenburg, Sagan und Glogau usw., in der Form ab 1632, mit Herzogshut und Collane des Ordens vom Goldenen Vlies

Wallenstein erhielt das Herzogtum Mecklenburg 1628 zunächst als Pfandbesitz in Abgeltung seiner enormen privaten Auslagen für das kaiserliche Heer, das in erheblichem Umfang aus dem Herzogtum Friedland beliefert und versorgt wurde, dann als förmliches Reichslehen. Die beiden Herzöge Adolf Friedrich I. von Mecklenburg und Johann Albrecht II. von Mecklenburg hatten sich 1625 trotz kaiserlicher Abmahnungen mit Braunschweig, Pommern, Brandenburg, den freien Reichsstädten und Holstein unter Führung des Königs Christian IV. von Dänemark zu einem Defensivbündnis zusammengeschlossen. Obwohl sich beide Herzöge unmittelbar nach der Schlacht bei Lutter 1626 vom Dänenkönig losgesagt hatten, wurden sie 1628 durch Kaiser Ferdinand II. geächtet und abgesetzt und durch Wallenstein als Herzog ersetzt.
Wallenstein wählte das neu erbaute Schloss Güstrow als Residenz, ließ es prächtig möblieren und verbrachte dort ab Juli 1628 ein Jahr; von dort aus reformierte er in seiner kurzen Amtszeit (1628 bis 1630) das Staatssystem des Landes. Zwar ließ er die alte landständische Verfassung und deren Vertretung bestehen, formte das übrige Staatssystem aber weitreichend um. Zum ersten Mal in der Geschichte Mecklenburgs trennte er Justiz und Verwaltung (sog. „Kammer“) voneinander. Er errichtete eine „Kabinetts-Regierung“, an deren Spitze er selbst stand. Diese bestand aus jeweils einem Kabinett für Kriegs-, Reichs- und Haus-Angelegenheiten und einer Regierungs-Kanzlei für die Oberleitung der Regierung. Er erließ eine Armenversorgungs-Ordnung und führte gleiche Maße und Gewichte ein.

#### Friede von Lübeck

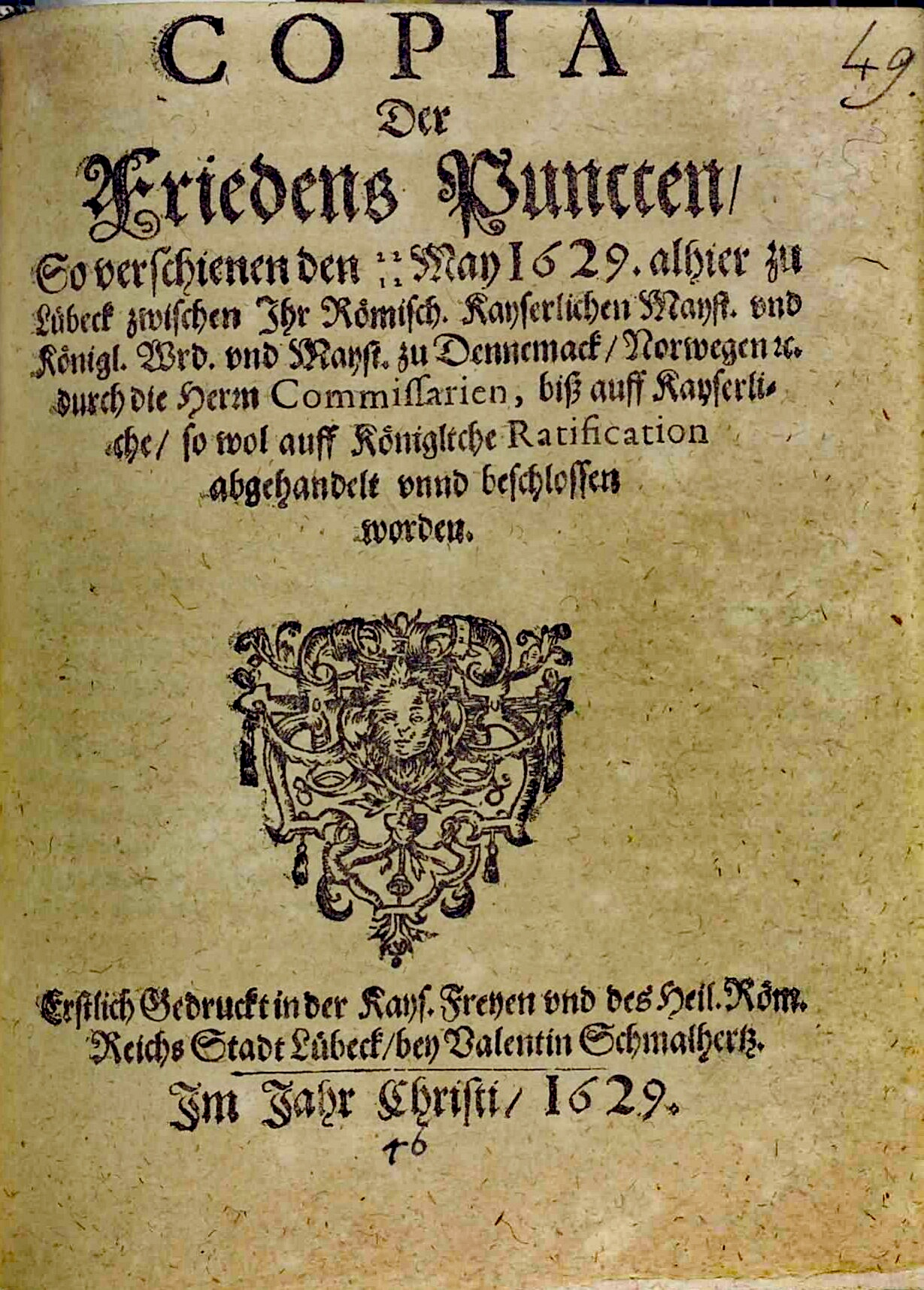
Titelblatt eines Druckes mit dem Inhalt des Lübecker Friedens

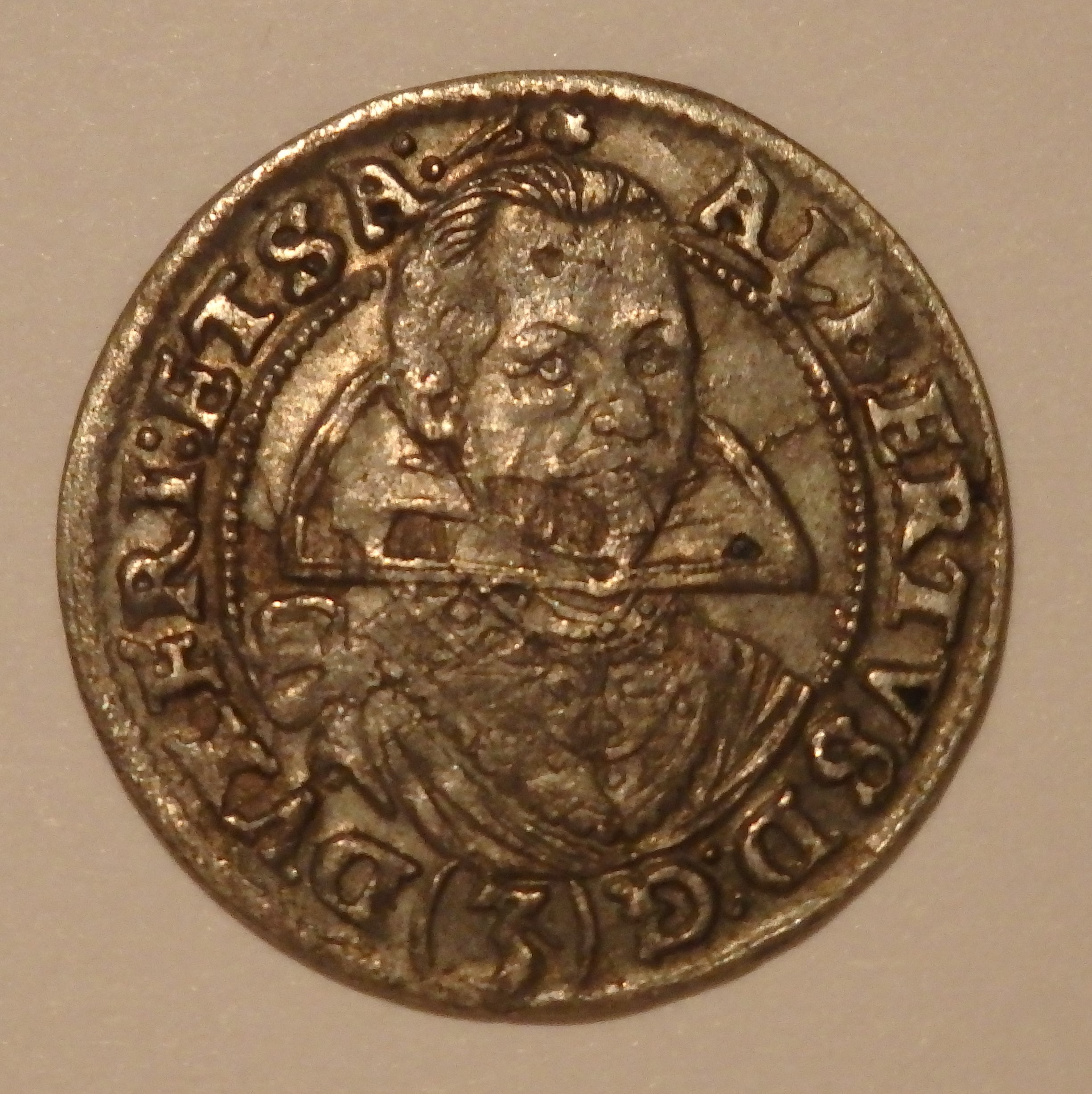
Drei-Groschen-Münze mit Wallensteins Porträt aus dem Jahr 1629

Am 24. Januar 1629 begannen in Lübeck die ersten Vorgespräche zwischen dänischen und kaiserlich-ligistischen Abgesandten. Und wieder gab es gegensätzliche Interessen zwischen Wallenstein, der Liga – speziell Maximilian – und dem Kaiser. Der Kaiser sann auf einen Rachefrieden mit großen territorialen Zugeständnissen des dänischen Königs, während Maximilian es gern gesehen hätte, wenn sich die kaiserlichen Truppen weiterhin im Norden hätten engagieren müssen. Hinzu kamen der schwedische König Gustav Adolf, der Christian unbedingt im Krieg gegen den Kaiser halten wollte, und der französische Kardinal Richelieu, der erste diplomatische Kontakte zu den Kriegsgegnern des Kaisers knüpfte, während er gleichzeitig die ligistische Partei unterstützte.
Wallenstein nahm die Bedingungen, die der Wiener Hof durchzusetzen hoffte, nicht ernst. Im Gegenteil: Er wandte sich am 26. Februar in einem Gutachten an den Kaiser, in dem er seine Ansichten zum Friedensschluss erklärte. Danach sei Dänemark nicht geschlagen, sondern zur See immer noch eine Macht. Auch werde Christian niemals in einen Frieden einwilligen, der die Abtretung Schleswig-Holsteins und Jütlands enthalte. Zumal er von allen Seiten gedrängt werde, den Krieg fortzusetzen. In Wien verstand man Wallenstein nicht und weigerte sich, seiner Verhandlungslinie zuzustimmen.
Da sich die offiziellen Verhandlungen hinzogen, entschloss sich Wallenstein zu Geheimverhandlungen mit Hilfe von Vermittlern. Auch Tilly, der anfangs noch wesentlich härtere Friedensbedingungen befürwortete, konnte von Wallenstein schnell überzeugt werden. Vermutet wird hier, dass dies nicht nur der Persönlichkeit Wallensteins zuzuschreiben war: Tilly und Pappenheim sollten nämlich zunächst das Herzogtum Braunschweig erhalten, dessen Herzog Friedrich Ulrich sich an dem Feldzug Christians beteiligt hatte. Daraus wurde allerdings nichts, denn der bayrische Kurfürst Maximilian intervenierte erfolgreich zugunsten des Herzogs gegen dessen Enteignung.
Am 19. Juni setzten Tilly und Wallenstein ihre Unterschriften unter ein Gutachten, das Wallensteins Plan befürwortete. In Kopenhagen und nun auch in Wien war man damit einverstanden. Wallenstein gelang es, die schwedischen Emissäre, die das Ausbrechen Christians aus der antikaiserlichen Koalition verhindern wollten, von den Verhandlungen fernzuhalten. Außerdem scheiterte ein französischer Plan, einen Separatfrieden zwischen der Liga und Dänemark auszuhandeln und damit einen Frieden zwischen Dänemark und dem Reich zu verhindern. Am 22. Mai wurde der Lübecker Frieden geschlossen, am 5. Juni tauschte man die Urkunden aus und am 30. Juni traf die kaiserliche Ratifikation des Vertrages in Lübeck ein. Im Wesentlichen enthielt der Friedensvertrag folgende Festlegungen:
- Der dänische König mischt sich in Angelegenheiten des Reiches nur ein, soweit sie ihn als Herzog von Holstein und Reichsfürst betreffen.
- Beide Seiten verzichten auf Schadensersatz und Christian IV. erhält seine Herzogtümer in Norddeutschland zurück.
- Die Gefangenen beider Seiten sind unverzüglich freizulassen.

Der Friede von Lübeck ist der maßvollste Vertrag des Dreißigjährigen Krieges. Hellmut Diwald nennt ihn sogar die einzige staatsmännische Leistung, zu der es diese Epoche gebracht hat. Die Hoffnungen Wallensteins erfüllten sich: Christian wurde unerschütterlicher Parteigänger des Kaisers und griff 1643 sogar auf dessen Seite in den Krieg gegen Frankreich und Schweden ein. Wallenstein war die nächsten anderthalb Jahre ein General ohne Feind.

#### Entlassung
Die Belehnung mit Mecklenburg hatte unter den alteingesessenen Reichsfürsten für Unmut gesorgt, nicht nur bei den Protestanten. Ferdinand hatte die beiden Herzöge als Brecher des Landfriedens enteignet und das Herzogtum an Wallenstein, den Kriegsunternehmer, der die kaiserliche Armee vorfinanzierte, den „Emporkömmling“ und vermeintlichen Zerstörer der teutschen Libertät, zu Lehen gegeben. Für die Kurfürsten, zuallererst Maximilian, bestätigten sich die alten Befürchtungen gegen Wallenstein. Wenn er die Absetzung der mecklenburgischen Herzöge erreichen konnte, war es nicht mehr weit zur Entmachtung der Kurfürsten und der anderen Reichsfürsten. Wallenstein war nach ihrer Meinung bereits der wahre Herrscher des Reiches. Sie hatten insofern recht, als Wallenstein mit seiner riesigen Armee den wichtigsten Machtfaktor im Reich darstellte. Die katholischen Reichsfürsten der Liga, deren Armee bis 1624 fast allein den Krieg gegen protestantische Fürsten, selbst in den kaiserlichen Erblanden Böhmen, Mähren, Schlesien und Österreich, geführt hatte, waren über den großen kaiserlichen Machtzuwachs in Norddeutschland beunruhigt. Sie versuchten, ebenso wie einige Berater Ferdinands in Wien, den konfessionell wenig gebundenen und ehrgeizigen Feldherrn als für die katholischen Ziele unzuverlässig hinzustellen.
Auf die Macht der kaiserlichen Armee in Norddeutschland hoffte sich Ferdinand stützen zu können, als er noch während der Verhandlungen zum Frieden von Lübeck am 6. März 1629 am Kulminationspunkt seiner Herrschaft das Restitutionsedikt erließ, womit er auch Wünschen der katholischen Parteigänger nachkam. Insbesondere sollten alle von den Protestanten seit 1552 eingezogenen Kirchengüter und Bistümer den Katholiken zurückgegeben werden. Wallenstein selbst lehnte das Restitutionsedikt als politisch unvernünftig ab, weil es die Gefahr gegnerischer protestantischer Koalitionen verstärkte. Kaiser Ferdinand und seine spanischen Verwandten verärgerte er durch seine Ablehnung eines umfangreichen Engagements im Spanisch-Niederländischen Krieg und im Mantuanischen Erbfolgekrieg, weil er sich auf die zu erwartende schwedische Landung an der Ostseeküste konzentrieren wollte. In die Niederlande schickte er nur widerwillig einzelne Regimenter. Von Mantua versprach er sich anfangs die Aussicht auf reiche Beute und ein italienisches Fürstentum, wollte aber keine dauerhafte Verwicklung seiner Truppen riskieren. Trotzdem konnte er nicht verhindern, dass der Kaiser nach dem Lübecker Frieden 20.000 Mann unter Gallas und Aldringen nach Italien beorderte. Während im Reich Frieden herrschte, zerstreute sich Wallensteins Armee in alle Richtungen auf benachbarte Kriegsschauplätze. Die Niederlande und Frankreich befürchteten eben dieses Engagement der kaiserlichen Armee unter Wallenstein und unterstützten die protestantischen bzw. katholischen Reichsfürsten und Kurfürsten in ihren diplomatischen Protesten gegen Wallensteins Oberkommando.
Auf dem Regensburger Kurfürstentag im Sommer 1630 zwangen die Kurfürsten (unterstützt von einer französischen Delegation mit Père Joseph) den Kaiser, Wallenstein, der ihnen zu mächtig geworden war, zu entlassen und die eigenen Truppen zu vermindern. Durch dieses Zugeständnis hoffte der Kaiser erfolglos, die Königswahl seines Sohnes Ferdinand durch die Kurfürsten und (ebenfalls erfolglos) ein militärisches Engagement der ligistischen Armee unter Tilly gegen die Niederlande und in Mantua zu erreichen. Die Absetzungsmitteilung wurde Wallenstein in seinem Kriegslager im Fuggerbau der Stadt Memmingen am 6. September 1630 überreicht. Befürchtungen in Regensburg, er werde sich der Entlassung womöglich gewaltsam widersetzen, bewahrheiteten sich nicht.

### Eingreifen Gustav Adolfs
Hauptartikel (Unterkapitel) Gustav II. Adolf (Eingreifen in den Dreißigjährigen Krieg)
Für den Kaiser aber kam es noch schlimmer: Im Frühsommer 1630 landete Gustav II. Adolf auf der Insel Usedom und griff so aktiv in den Krieg ein. Er besetzte im Herbst 1630 weite Teile Mecklenburgs, bis auf die befestigten Hafenstädte Rostock und Wismar. Die beiden abgesetzten Herzöge Adolf Friedrich I. und Johann Albrecht II. kehrten in seinem Gefolge im Triumph zurück. Tilly, der Wallenstein im Oberkommando der Kaiserlichen abgelöst hatte, zog den Schweden im Januar 1631 bis Neubrandenburg entgegen. Solange es ging, bezog Wallenstein aus den nicht besetzten Teilen Mecklenburgs noch Steuern und Einkünfte und ließ sie sich nach Prag überweisen.
1631 fügte Gustav Adolf den kaiserlichen Truppen zahlreiche Niederlagen zu. Tilly verstand es nicht, aus seiner Zerstörung Magdeburgs im Mai 1631 strategische Vorteile zu ziehen. Gegen den Willen des Kaisers und Kurfürst Maximilians fiel er in das bis dahin neutrale Kursachsen ein, nahm Merseburg und Leipzig und bewirkte damit ein schwedisch-sächsisches Bündnis, dem er bereits am 17. September 1631 in der Schlacht bei Breitenfeld unterlag, wobei er seine gesamte Artillerie verlor. Die Schweden zogen über Thüringen weiter nach Franken und Bayern, die Sachsen fielen in Böhmen ein – unter dem Kommando von Wallensteins einstigem Truppenführer und Vertrautem Arnim. In dieser nahezu aussichtslosen Lage schien einzig Wallenstein das Blatt noch einmal zu Gunsten des Kaisers wenden zu können. Wallenstein hatte sich seit seiner Absetzung zwar als Privatmann in sein Herzogtum Friedland zurückgezogen und aus dem Kriegsgeschehen völlig herausgehalten, doch ließ er seine Verhandlungsbereitschaft erkennen. Auch war er stets gut informiert, da er Berichte nicht nur von kaiserlichen Generälen erhielt, sondern auch mit Führern der Gegenseite korrespondierte. Sein Schwager Trčka hatte über den Emigrantenanführer Thurn sogar einen teils brieflichen, teils über Mittelsmänner laufenden Kontakt zu Gustav Adolf hergestellt, in der Hoffnung, Wallenstein auf die schwedische Seite zu ziehen. Da sich der König aber auf der Siegesstraße befand, hatte er nicht allzu viel Interesse an Wallenstein; diesem dürfte es eher um eine Rückversicherung wegen Friedland gegangen sein, in das sächsische Truppen eingedrungen waren und in ihrem Gefolge enteignete Emigranten. In kaiserlichem Auftrag traf sich Wallenstein aber am 30. November 1631 mit Arnim auf dem Schloss Kaunitz, um einen Separatfrieden mit Kursachsen zu sondieren.

### Zweites Generalat
Unter dem Druck der Niederlagen des Jahres 1631 wurde Wallenstein aus Wien gedrängt, das Generalat erneut zu übernehmen. Der Weg zum zweiten Generalat erfolgte in zwei Stufen: Am 15. Dezember 1631 ernannte Ferdinand II. Wallenstein zum General-Capo über die kaiserliche Armee mit dem Auftrag, ein schlagkräftiges Heer aufzustellen. Die Ernennung war befristet bis Ende März 1632 und war das Ergebnis von Verhandlungen, die Wallenstein mit dem kaiserlichen Minister Hans Ulrich von Eggenberg in Znaim geführt hatte. Die unbefristete Ernennung Wallensteins erfolgte erst mit der am 13. April 1632 abgeschlossenen, erneut mit Fürst Eggenberg ausgehandelten, Göllersdorfer Vereinbarung. Wallenstein wurde zum Generalissimus mit weitergehenden Vollmachten bestellt: er erhielt die uneingeschränkte Kommandoführung über die Armee, die unbegrenzte Befugnis, Offiziere zu ernennen, das Recht, Konfiskationen vorzunehmen, und die Entscheidungsgewalt in Sachen Waffenstillstand und Friedensschluss. Wallensteins Position nach der Göllersdorfer Vereinbarung wurde zeitgenössisch als directorium absolutum bezeichnet. Die Frage, wie weit Wallenstein seine Vollmachten ohne Absprache mit dem Kaiserlichen Hof ausnutzen durfte, gab schließlich dem Kaiser die formale Möglichkeit zum Vorwurf des Landesverrates gegen ihn und zu seiner Ermordung.
Zu Beginn seines zweiten Generalats vertrieb die kaiserliche Armee Wallensteins die in Nordböhmen eingefallenen sächsischen Truppen unter dem Kommando Hans Georg von Arnims wieder nach Sachsen.

#### Heerlager bei Nürnberg
Nach seiner Neuberufung sah sich Wallenstein mit der militärischen Lage konfrontiert, dass König Gustav Adolf große Teile Bayerns und im Mai 1632 auch München besetzt hatte. Als Meister der Defensivstrategie entschloss er sich, mit seinem in Böhmen neu aufgestellten Heer dem weit im Süden stehenden schwedischen Heer, das auch im kommenden Winter versorgt werden musste, in Böhmen und Franken die Rückzugswege abzuschneiden. Dazu vertrieb er zunächst die mit den Schweden verbündeten Sachsen aus Böhmen und begann mit ihnen Waffenstillstandsverhandlungen, durch die König Gustav Adolf das Vertrauen zu seinen Verbündeten verlor. Dann entschloss sich Wallenstein, den Schweden den Weg in Franken zu verstellen. Für sein neues, sehr gut ausgerüstetes und versorgtes Heer ließ er im Westen von Nürnberg ein riesiges Feldlager für über 50.000 Landsknechte nebst Tross aufbauen, in dem das Heer wochenlang lagern konnte. Das war für die seit dem 31. März 1632 mit König Gustav Adolf eng verbündete Stadt Nürnberg eine starke Bedrohung, blockierte die Stadt als Nachschubzentrum für das Schwedische Heer in Bayern und führte später in Nürnberg selbst und in der Umgebung zu großen Versorgungsschwierigkeiten. Durch den Aufbau und die Auswirkungen des Heerlagers von Wallenstein bei Nürnberg wurde Gustav Adolf und das schwedische Heer gezwungen, die verbündete Stadt Nürnberg zu entlasten und zu schützen und von Bayern ebenfalls in die Nähe von Nürnberg zu ziehen und dort ein Lager aufzubauen. So geschah es, wobei sich für die Schweden sehr bald zeigte, dass sie mit erheblichen Versorgungsschwierigkeiten zu kämpfen hatten und tausende von Pferden und Soldaten durch Hunger und Krankheit verloren.
Von Juli bis September 1632 standen sich Gustav Adolfs Söldner bei Nürnberg und Wallensteins Söldner bei der Burgruine Alte Veste in Zirndorf, nahe der Nachbarstadt Fürth, direkt gegenüber.
Der zweimonatige Stellungskrieg verwüstete die Region um Nürnberg und löste in der durch Flüchtlinge und Soldaten überfüllten Stadt durch Hunger und Seuchen ein Massensterben aus. Der Höhenzug rund um die Alte Veste wurde dann im September 1632 für einige Tage Schauplatz einer verheerenden Schlacht zwischen den kaisertreuen katholischen Truppen unter Wallenstein und den schwedischen Truppen unter König Gustav II. Adolf (Schlacht an der Alten Veste):
Die schwedischen Truppen, die in Nürnberg lagerten, griffen die Stellungen der katholischen Liga in Zirndorf und Umgebung aus dem Osten an. Nach zwei Tagen schweren Gefechts und Tausenden von Toten auf beiden Seiten wurde die Schlacht durch die Schweden abgebrochen. Nach Ansicht der Historiker hat Wallenstein in der Schlacht die Oberhand behalten, da die bislang siegreichen Schweden sie nicht gewinnen konnten und schließlich aufgaben. Von den dortigen blutigen Gefechten geschwächt, räumten die Schweden das Feld. Damit zeichnete sich jetzt ab, dass der letzte Kampf des Schwedenkönigs wieder in Sachsen ausgefochten werden würde.

#### Schlacht bei Lützen

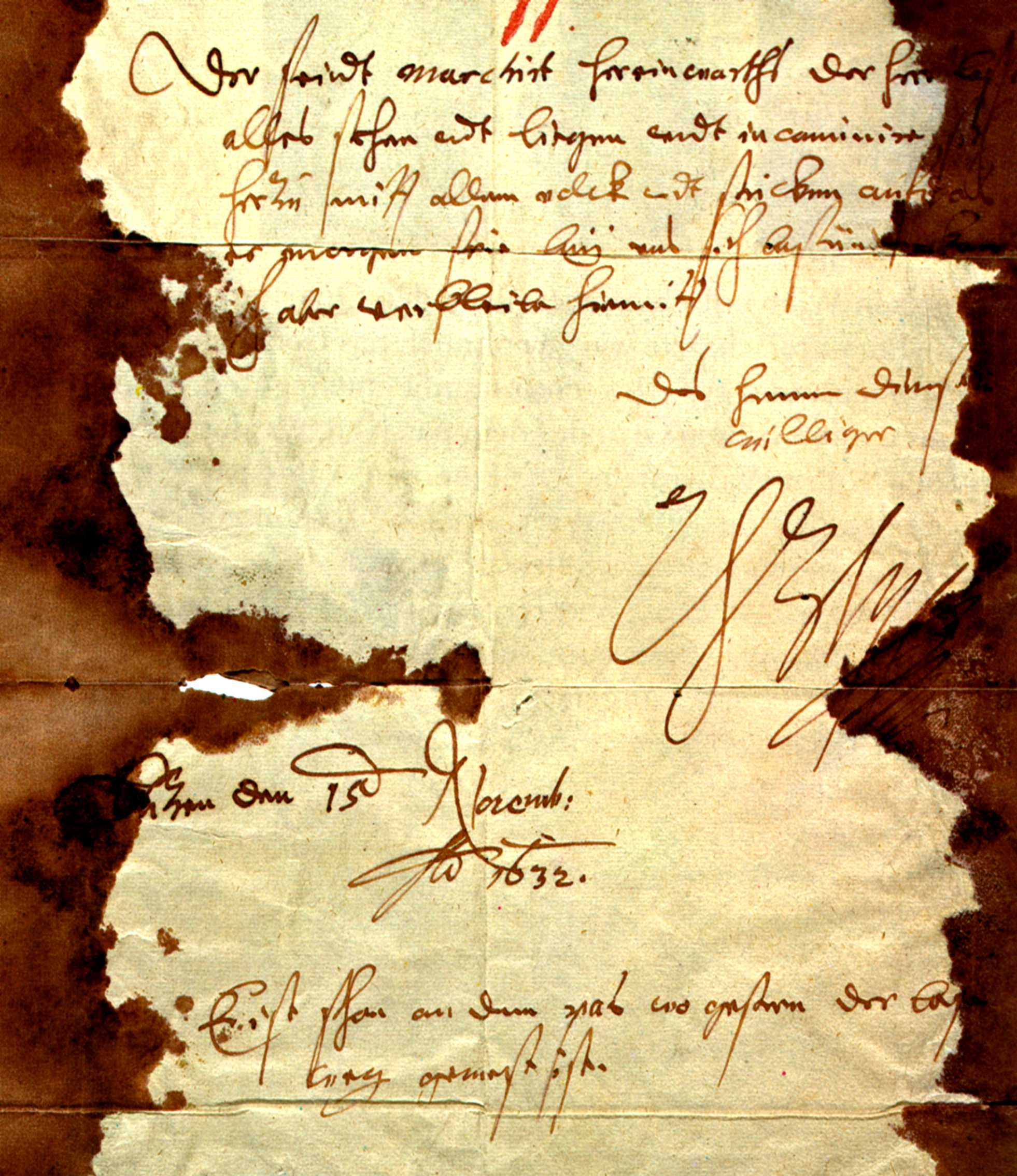
Hilfegesuch Wallensteins an Pappenheim vom 15. November 1632, sofort umzukehren, nachdem er ihn am Vortag nach Halle geschickt hatte. Der gefaltete Befehl ist außen von Pappenheims Blut verfärbt.

Nachdem der Schwedenkönig Gustav Adolf von Nürnberg nach Südwesten und Süden gezogen war, dachte man zunächst, dass er versuchen werde, Württemberg und Bayern erneut zu erobern und dort zu überwintern, weshalb die Armee der katholischen Liga, nach Tillys Tod kurzzeitig unter dem Kommando Maximilians von Bayern, ihm folgte, um Bayern zu verteidigen. Wallenstein verweigerte Maximilians Bitten, die kaiserliche Armee ebenfalls nach Süden zu beordern, und wollte sich stattdessen mit den beiden zuletzt an der Weser und in Westsachsen operierenden kaiserlichen Heeresgruppen unter Gottfried Heinrich zu Pappenheim und Heinrich von Holk vereinigen (Vereinigung der Heere am 6. November 1632), um das Kurfürstentum Sachsen anzugreifen und es zu zwingen, das Bündnis mit Schweden zu verlassen und so die schwedischen Nachschub- und Rückzugswege zur Ostsee zu unterbrechen.
Schneller als Wallenstein erwartet hatte, war Gustav Adolf gezwungen, ihn nach Sachsen zu verfolgen, um diesen Plan zu verhindern. Wallenstein, der die Nähe der schwedischen Hauptarmee nicht ahnte, teilte seine Armee am 14. November bei Weißenfels auf und schickte Pappenheims Reiter nach Halle zur Überwinterung. Danach erfuhr er von einem Spähtrupp, dass sich überraschenderweise Gustav Adolf in seiner Nähe befand, woraufhin er Pappenheim befahl, möglichst rasch wieder zu ihm zu stoßen. Tatsächlich hatte der Schwedenkönig bei der Verfolgung Wallensteins zuvor in Naumburg ein Lager bezogen und wollte in Sachsen vordringen, um Kurfürst Johann Georg zu unterstützen. Die Schweden hatten sofort ihre Chance erkannt, Wallensteins durch den Abzug Pappenheims geschwächte Armee bei Lützen zu besiegen. Aber auch Wallenstein hatte schnell reagiert, Pappenheim zurückbeordert und Schanzen bauen lassen.
Am nächsten Tag, am 6. Novemberjul. / 16. November 1632greg., begann die Schlacht nach vergeblichen schwedischen Angriffen auf die Schanzen wegen Nebels und Rauchs erst mittags, da Wallenstein Teile von Lützen hatte anzünden lassen, um den Bodennebel im Rippachtal zu verstärken und den Schlachtbeginn zu verzögern. Bald nach Beginn verstärkte Pappenheim durch sein schnelles Eintreffen die defensiv aufgestellte kaiserliche Armee am linken Flügel und konnte die für Wallenstein schon kritisch gewordene Lage stabilisieren. Jedoch wurde Pappenheim tödlich verletzt, ebenso wie bald darauf König Gustav Adolf getötet wurde, dessen Platz als Kommandeur der schwedischen Seite Bernhard von Weimar einnahm. Am Ende des Tages waren beide Seiten erschöpft, und Wallenstein, der sich trotz starker Gicht-Schmerzen zu Pferd in der Schlacht hervorgetan hatte, weigerte sich, mit frisch eingetroffenen Truppen einen neuen Angriff zu unternehmen. Er räumte das Feld und zog sich nach Böhmen zurück.
So konnten die Schweden behaupten, die Schlacht gewonnen zu haben. In Wahrheit war die Schlacht bei Lützen ein propagandistischer Sieg für den Kaiser, da die Moral der Protestanten durch den Tod Gustav Adolfs sehr geschwächt war. Wallenstein erhielt Glückwunschbotschaften aus Wien und war als Generalissimus vollauf akzeptiert. De facto hatte auch Wallenstein durch den Tod des loyalen und sowohl bei einfachen Söldnern als auch bei Offizieren sehr bewunderten Pappenheim einen schweren Verlust erlitten. Als Wallenstein dann in Prag auch noch 13 Offiziere wegen Feigheit und Flucht in der Schlacht bei Lützen hinrichten ließ, verlor er das Vertrauen vieler seiner Offiziere.

#### Friedensbemühungen
Im Frühjahr 1633 ließ Wallenstein das Kurfürstentum Sachsen noch einmal durch Holk angreifen, widmete sich danach aber Friedensverhandlungen mit Sachsen, um es gegen den vom schwedischen Kanzler Axel Oxenstierna gegründeten Heilbronner Bund west- und südwestdeutscher protestantischer Fürsten und Städte in Stellung zu bringen. In dieser Zeit, vom Herbst 1632 bis Frühjahr 1634, lag die kaiserliche Armee nahezu untätig in Nordwestböhmen, was sich für die Region zu einer Belastung entwickelte. Dringende Bitten Kaiser Ferdinands II., wieder in die Offensive zu gehen, lehnte Wallenstein ab. Nur noch einmal, am 11. Oktober 1633, gelang Wallenstein ein militärischer Erfolg: Bei Steinau an der Oder kam es zu einem Gefecht mit einem schwedischen Korps unter Heinrich Matthias von Thurn, welches die Waffen streckte. Thurn wurde gefangen genommen, nach der Herausgabe sämtlicher von den böhmischen Vertriebenen gehaltenen Städte in Schlesien von Wallenstein jedoch wieder freigelassen. In Wien, wo man über die Gefangennahme des „Erzrebellen“ und militärischen Anführers des böhmischen Aufstandes von 1618 hocherfreut war, brachte dessen baldige Freilassung Wallenstein erneut in Misskredit. Die übrige Zeit widmete sich Wallenstein seinen zunehmend undurchsichtigen Verhandlungen.
Wallenstein und sein Heerführer Matthias Gallas hatten weitreichende geheime Kontakte zu ihren Gegnern, den kursächsischen Heerführern Hans Georg von Arnim und – seit Ende 1632 – Franz Albrecht von Sachsen-Lauenburg, um Möglichkeiten für einen Friedensschluss auszuloten. Beide hatten am Anfang des Krieges zeitweise unter Wallensteins Kommando gedient. Eine weitere prominente Kontaktperson auf protestantischer Seite war der Böhme Wilhelm Graf Kinsky, der nach der Schlacht am Weißen Berge nach Dresden gegangen war, aber von dort mit Genehmigung der Behörden Ferdinands II. lange Zeit frei zwischen Dresden und Prag pendelte, bevor er zuletzt ganz in Wallensteins Lager wechselte. In diesen Geheimkontakten versuchte jeder, die andere Seite auf die eigene hinüberzuziehen. Wallenstein versuchte offenbar, die Schweden und die Sachsen für seine eigenen Friedenspläne zu gewinnen. Oxenstierna verlangte von Wallenstein eine kaiserliche Vollmacht zu Verhandlungen. Als diese ausblieb, bot er ihm über Kinsky im Mai 1633 die böhmische Krone an, versuchte also ihn zum Verrat am Kaiser zu bewegen, unterstützt vom französischen Botschafter Manassès de Pas. Dieses Angebot zum Hochverrat ließ Wallenstein über Monate unbeantwortet, weshalb umstritten ist, ob er wirklich vorhatte, wie er einmal sagte, „die Maskara fallen zu lassen“ und sich gegen den Kaiser zu wenden. Auch ein spanisches Angebot, in den Krieg gegen die Niederlande einzusteigen und ihn zum Herzog von Westfriesland zu ernennen, ließ er unbeantwortet. Schließlich machte er sich Spanien und den Kaisersohn Ferdinand, der Ambitionen auf das Oberkommando der kaiserlichen Armee entwickelte, zum Feind, als er Hilfegesuche für die spanischen Nachschubwege von Norditalien in die Niederlande, die am Oberrhein durch protestantische Truppen unter Bernhard von Sachsen-Weimar und schwedische Truppen unter Gustaf Horn gefährdet waren, brüsk ablehnte. Zu allem Überfluss verhandelte er auch mit Bernhard von Sachsen-Weimar.
Die kaiserlichen Zweifel an Wallensteins Loyalität und Fähigkeiten nahmen durch die Vorwürfe des bayerischen Kurfürsten Maximilian zu, der sich in vielen Briefen an Wallenstein und an den kaiserlichen Hof beklagte, dass Wallenstein nichts unternehme, um den sich im Laufe des Jahres 1633 abzeichnenden schwedischen Vormarsch vom Oberrhein nach Bayern und vielleicht bis Wien zu stoppen. Für Wallenstein war der angeblich drohende Vorstoß der Schweden nach Wien nur ein untergeordnetes, militärisch durch eine Blockade bei Passau leicht lösbares Problem. Im November 1633 wurde Regensburg von den Schweden erobert. Nach einer langen Zeit des Abwartens und hinhaltender Antworten entschloss sich Wallenstein zu spät zu einer Hilfsaktion und kehrte, als er in Furth im Wald Nachricht von der Einnahme Regensburgs durch die Schweden erhielt, nach Pilsen zurück. Der folgenden zweiten schwedischen Verwüstung Bayerns von November bis Ende Dezember 1633 sah Wallenstein tatenlos zu und argumentierte, die Liga-Armee, inzwischen unter seinem ehemaligen Unterbefehlshaber Johann von Aldringen, solle die Verteidigung Bayerns übernehmen. Hilfegesuche Maximilians und Kaiser Ferdinands lehnte er ab. Damit endete die Geduld des Kaisers mit dem Generalissimus, am 31. Dezember 1633 fiel am Wiener Hof der geheime Beschluss, Wallenstein als Oberbefehlshaber loszuwerden.
Die Frage nach den Hintergründen und Zielen dieses riskanten und passiven Verhaltens ist die umstrittenste Frage der Wallenstein-Forschung.

#### Ermordung
Nachdem auch seine eigenmächtigen und geheimen Friedensbemühungen trotz monatelanger Dauer zu keinem Ergebnis geführt hatten und inzwischen in Wien kompromittierende Einzelheiten bekannt geworden waren, verurteilte ihn – hauptsächlich auf Betreiben der spanischen Habsburger – ein Geheimgericht wegen Verrats. Wallenstein wurde vom Kaiser für abgesetzt erklärt, was am 24. Januar 1634 beurkundet wurde. Ein Nachfolger, des Kaisers eigener Sohn, der spätere Ferdinand III., stand schon bereit. Die drei wallensteinschen Generäle Aldringen, Gallas und Piccolomini wurden unter der Hand vor der Absetzung instruiert und beauftragt, den abgesetzten Generalissimus tot oder lebendig auszuliefern. Eine Zeitlang unternahmen die genannten Offiziere aber nichts Konkretes, vermutlich weil die Anhängerschaft Wallensteins unter seinen Militärs noch zu groß war. Wallensteins engste Vertraute waren der böhmische Diplomat Wilhelm Graf Kinsky, der Feldmarschall Christian von Ilow, der Feldmarschallleutnant Adam Erdmann Trčka von Lípa sowie des letzteren Adjutant, der Rittmeister Heinrich Niemann (Neumann).
Wallenstein selbst hatte sich im Dezember 1633 nach Pilsen zurückgezogen, wo er von seiner Absetzung erfuhr. Nun überstürzten sich die Ereignisse. Am 18. Februar 1634 wurde in Prag öffentlich eine Hochverratsanklage angeschlagen. Eine bereits zuvor auf Ilows Betreiben erfolgte Ergebenheitsadresse der Truppenführer Wallensteins, der sogenannte erste Pilsener Schluss vom 12. Januar, ein zweiter erfolgte dann am 19. Februar, ursprünglich als Unterstützung Wallensteins dem Kaiser gegenüber gedacht, wurde nun für seine Gegner Grund zum beschleunigten Handeln, als sie bemerkten, dass sie nicht mehr in der ursprünglichen Form erneuert werden konnte, da Wallenstein inzwischen das Vertrauen seiner Armee mehr und mehr verloren hatte.
Der erste Pilsener Schluss war ein von Wallenstein durch Inaussichtstellung seines Rücktritts initiiertes Treuegelöbnis „bis zum Tode“ seiner Offiziere ihm gegenüber, der zweite eine halbherzige Relativierung, die jedoch den Verdacht des Hochverrats gegen den Kaiser nicht mehr entschärfen konnte.

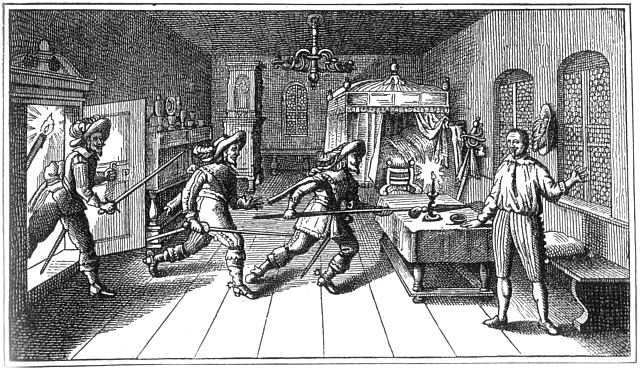
Wallensteins Ermordung in Eger, zeitgenössische Radierung

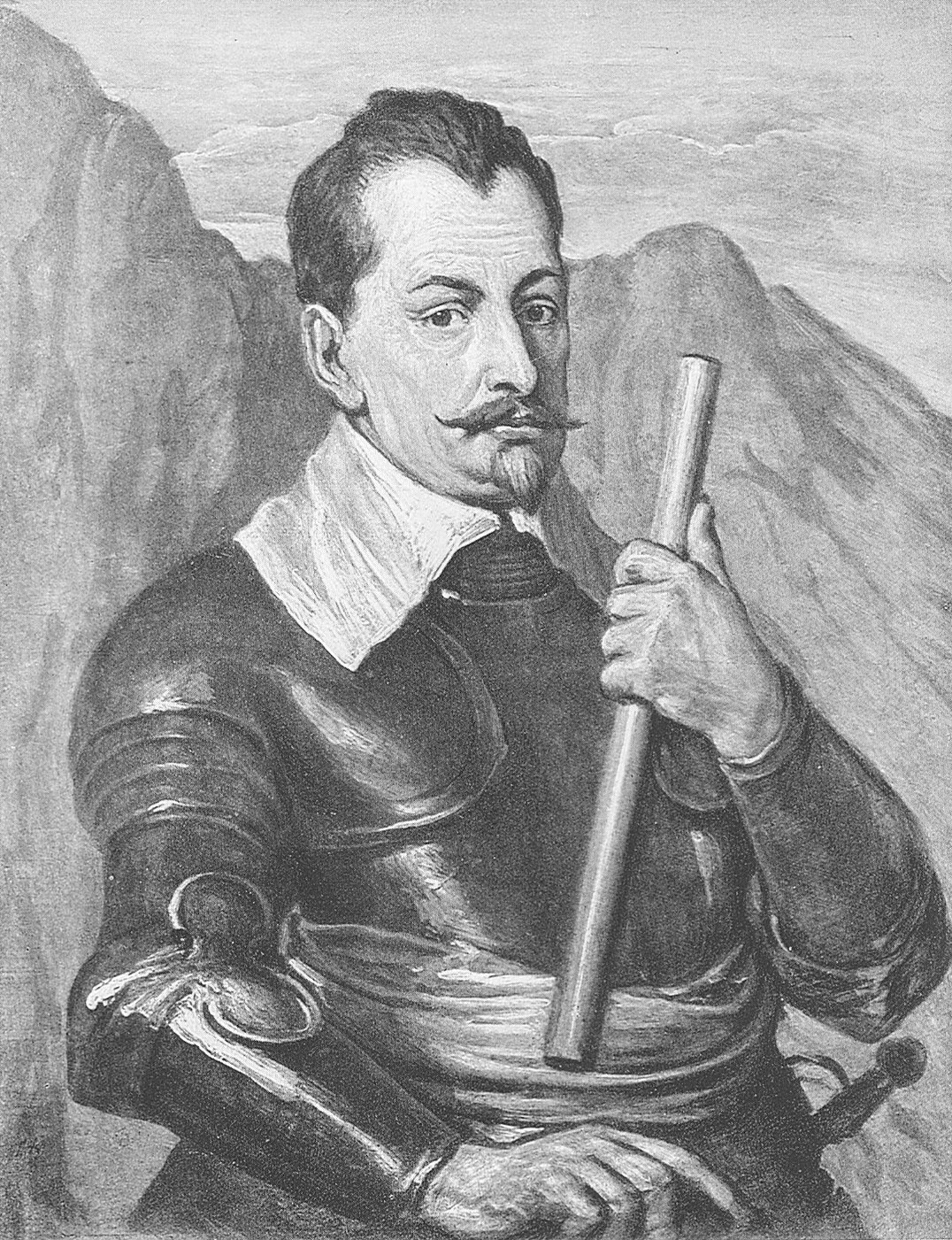
Wallenstein, von Anthonis van Dyck († 1641), München Bayerische Staatsgemäldesammlungen. Vorlage für einen seitenverkehrten Kupferstich von Pieter de Jode dem Jüngeren

Wallenstein erkannte – sehr spät – die unmittelbar drohende Gefahr und zog sich am 23. Februar von Pilsen nach Eger zurück, auf rechtzeitiges Eintreffen der Schweden hoffend. In Eger wurden zunächst die engsten Vertrauten Wallensteins Ilow, Trčka, Kinsky und Niemann vom Stadtkommandanten Gordon, der in das Mordkomplott eingeweiht war, am Abend des 25. Februar zu einem Festbankett in den Speisesaal der Burg eingeladen, wo sie gemeinsam mit drei Dienern von einer Gruppe von Soldaten unter dem Kommando der Hauptleute Geraldin und Walter Deveroux ermordet wurden. Wallenstein selbst befand sich zu dieser Zeit im Haus des Stadtkommandanten, dem heutigen Pachelbel-Haus am Unteren Marktplatz 492. Hier wurde er am späten Abend des 25. Februar von einer Gruppe irischer bzw. schottischer Offiziere des Regiments Walter Butler, die unter dem Kommando von Deveroux standen, mit einer Partisane in den Magen gestochen, kurz darauf starb er. Wallensteins Gegner einschließlich der Mörder wurden mit Wallensteins und Trčkas Vermögen ruhig gestellt, welches auf diese Weise schnell aufgebraucht war. Zu einer nachträglichen Untersuchung kam es nicht.
Wallensteins Witwe Isabella und sein einziges überlebendes Kind, die Tochter Maria Elisabeth (1624–1662), verloren sämtlichen Besitz und alle Titel. Isabellas Forderungen zum Trotz wurden ihr erst Jahre später „aus christlicher Milde“ die Herrschaften Neuschloss und Böhmisch-Leipa, die ihr Wallenstein einst geschenkt hatte, zuerkannt. Die Vormundschaft für Maria Elisabeth übernahm Isabellas Bruder, der Kardinal Ernst Adalbert von Harrach. Maria Elisabeth heiratete 1645 Rudolph von Kaunitz (1628–1664) und hatte mit ihm die drei Söhne Ernst Franz (1646–1680), Ferdinand (1655–1687) und Johann Wilhelm (1656–1721). Der als Wallensteins Universalerbe vorhergesehene entfernte Vetter Maximilian von Waldstein hatte sich als gewandter Höfling mit Vertrauensverhältnis zum Kaisersohn Ferdinand unbeschadet aus Sturz und Beseitigung des Generalissimus herausziehen können. Aus der Erbmasse erhielt er später aber nur das Prager Palais Waldstein.

### Grablege

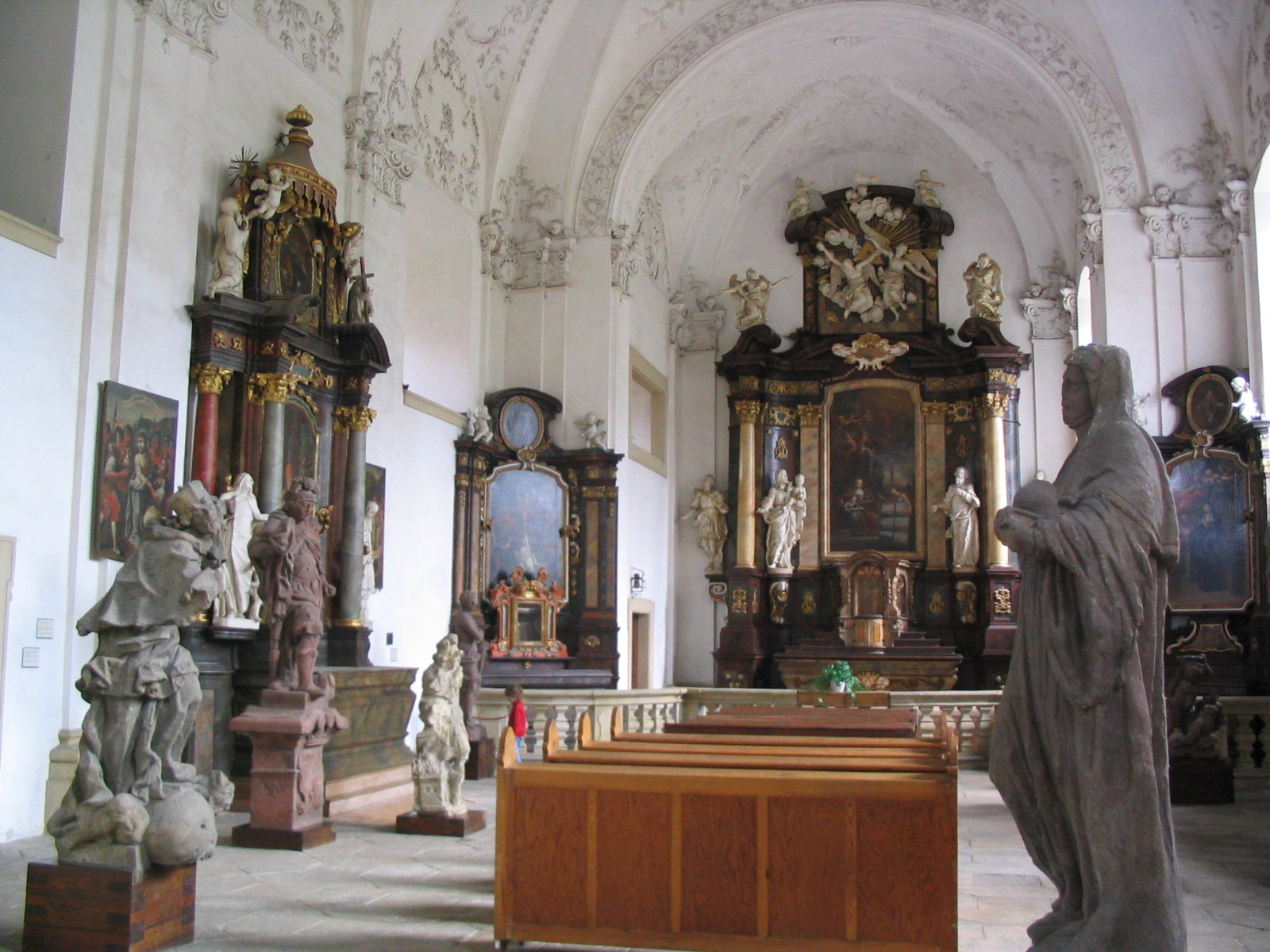
Grablege von Wallenstein. Sein Grabmal trägt die Inschrift: „Quid lucidius sole? Et hic deficiet“ („Was leuchtet heller als die Sonne? Und auch sie weicht der Finsternis.“).

Eine erste Ruhestätte fand Wallenstein im Minoritenkloster St. Maria-Magdalena in Mies bei Eger, wo sein Sarg vom 1. März 1634 bis 27. Mai 1636 aufgebahrt wurde. Die Quellen nennen unterschiedliche Aufbahrungsorte, einerseits die Minoritenkirche, andererseits das Konventsgebäude.
Erst 1636 erhielt Maximilian von Waldstein die Erlaubnis, den Sarg seines Vetters in die Krypta der Klosterkirche Karthaus Walditz bei Jitschin in Nordböhmen überführen zu dürfen, die Wallenstein als Grablege für seine erste Frau gestiftet hatte. Im Zuge der Josephinischen Reformen wurde 1782 das Kloster Karthaus aufgelöst; die Familie Waldstein ließ im selben Jahre die Gebeine Albrechts und Lukrezias von Waldstein in ihre Herrschaft Münchengrätz überführen, wo sie in der St.-Anna-Kapelle ihre letzte Ruhestätte fanden.
Die mit Wallenstein ermordeten Offiziere Freiherr Christian von Ilow und Graf Adam Erdmann Trčka sowie Graf Wilhelm von Kinsky wurden in Mies am alten Friedhof beim Trauerberg beerdigt. Dagegen wurde Rittmeister Neumann, Trčkas Adjutant, am Galgenberg in Mies begraben. Dieses Grab mit der sogenannten Neumannsäule war noch 1946 vorhanden. Danach, seit dem Ausbau des Truppenübungsplatzes, ist die Säule an der Millikauer Straße verschwunden.

## Zur Person

### Wallenstein als Landesfürst

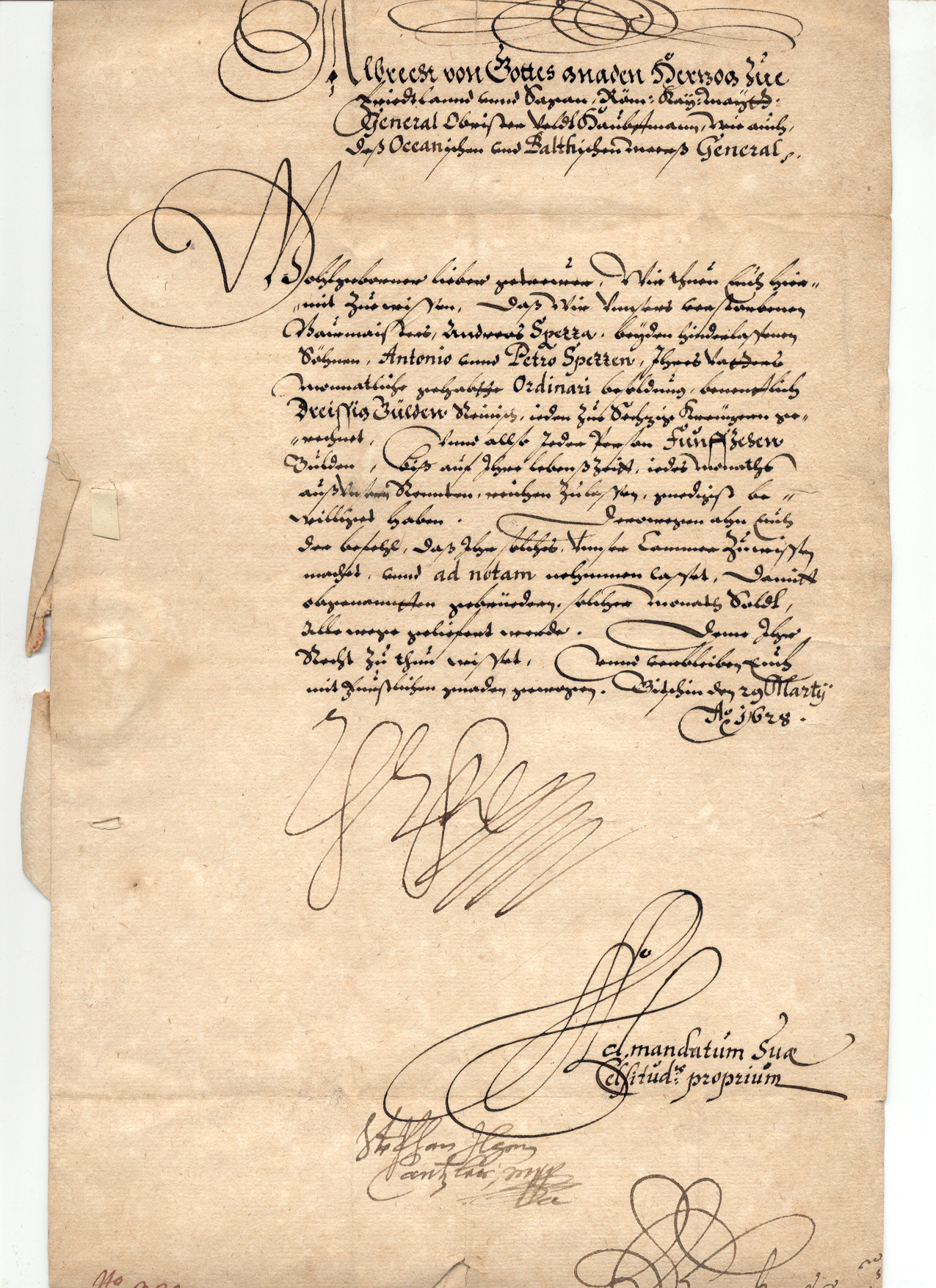
Brief Wallensteins an den Landeshauptmann von Friedland, in dem er die anteilige Fortzahlung der Besoldung seines gestorbenen Baumeisters Andrea Spezza an dessen Söhne auf deren Lebenszeit verfügt. Der Briefkopf des vom 29. März 1628 datierten Schreibens nennt Wallensteins wichtigste fürstliche und militärische Titel.

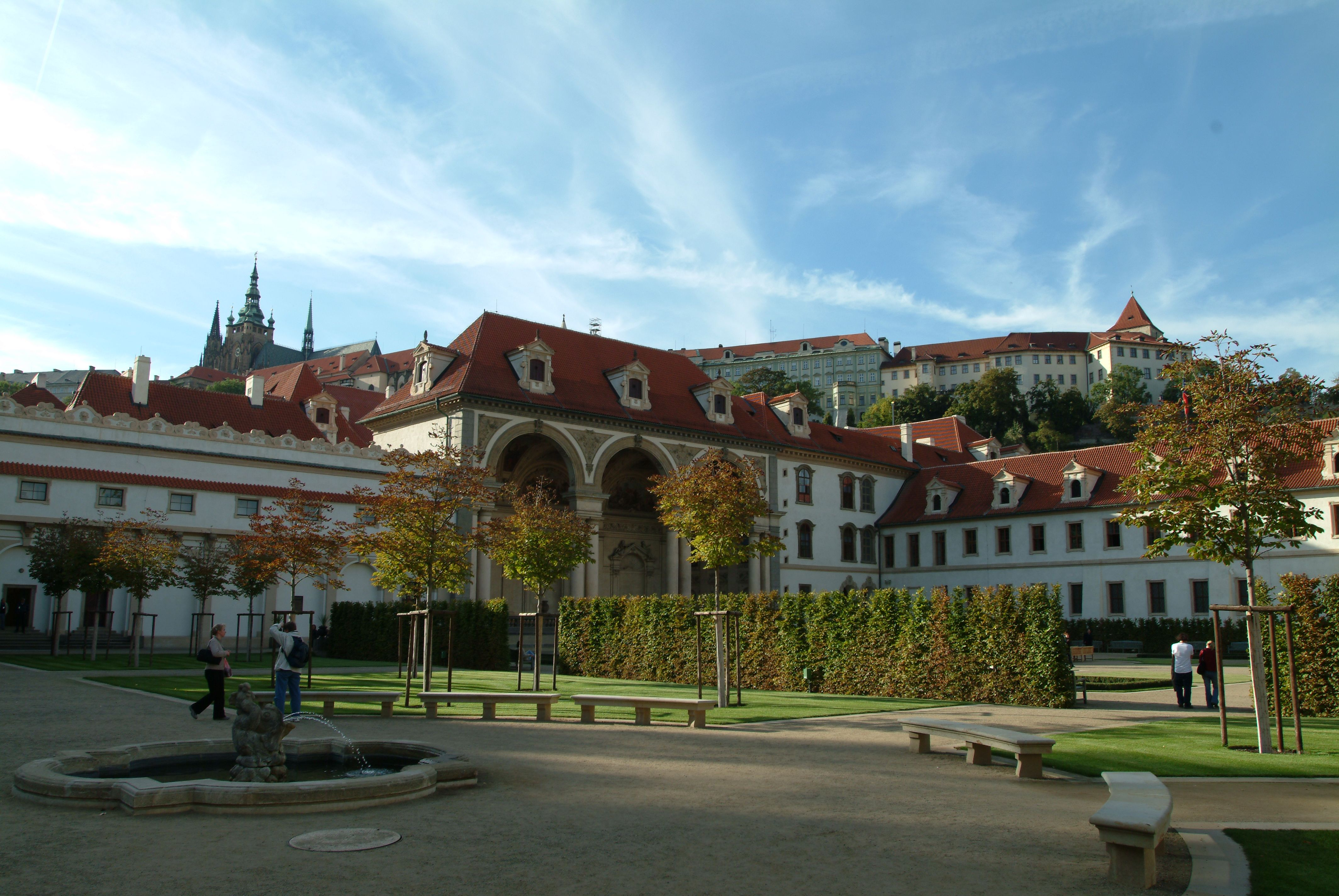
Salla terrena und Gartenanlage des Wallenstein-Palais in Prag. Im Hintergrund die Prager Burg mit dem St.-Veits-Dom.

Bereits der Autor des Artikels zu Wallenstein in der Allgemeinen Deutschen Biographie urteilte folgendermaßen:

„Wallenstein’s Fürstenberuf an sich ist zweifellos und steht, sowol auf dem Gebiete rationeller Staatsverwaltung als in cultureller Beziehung, fast ohne Beispiel in seiner trüben Zeit da.“

Dass er seine Pflichten als Fürst ernst nahm, davon zeugt der nebenstehende Brief. Auch seine Repräsentanz in Prag war fürstlich, wie man darunter sehen kann.

### Wallenstein als Feldherr
Als Feldherr war Wallenstein ein vorsichtiger Mann. Die meisten seiner Schlachten schlug er in defensiver Stellung seiner Armee (Lützen). Eine Ausnahme bildete eigentlich die Schlacht bei Wolgast, wo der Feind sich siegessicher glaubte und Wallensteins Truppen das Moor im Sturm durchquerten, welches der Gegner für unüberwindbar gehalten hatte. Belagerungen vollzog Wallenstein nicht gerne. Er scheiterte mit großen Verlusten vor Stralsund, beendete die Belagerung von Magdeburg 1629 nach drei Monaten, formierte allerdings die Belagerung Nürnbergs recht gelungen.
Einen besonderen militärstrategischen Wert maß Wallenstein aufgrund seiner flexiblen und mobilen Kriegführung der Kavallerie bei, deren Zahl unter seinem Kommando deutlich zunahm. Innerhalb der Kavallerie erfuhr gerade die leichte Reiterei unter seiner Ägide einen Aufschwung, wobei er insbesondere die Kroatische Reiterei unter Isolani schätzte, deren Anwerbung er selbst forcierte und die er vor allem für den Kleinen Krieg einsetzte.

### Name und Nationalität
Das böhmische Adelsgeschlecht, aus dem Wallenstein stammte, hieß auf Tschechisch z Valdštejna oder Valdštejnové. Unter demselben Namen, zu deutsch „Waldstein“, existiert es noch heute. Der Name leitet sich von der Burg Valdštejn, der Stammburg des Geschlechts ab, die im 13. Jahrhundert von deutschen Baumeistern erbaut wurde und von diesen auch ihren Namen erhielt. Der Name übertrug sich auf die Adelsfamilie. Er deutet also nicht auf eine deutsche Abstammung hin. Vielmehr waren sowohl Wallensteins väterliche als auch mütterliche Vorfahren – die Smiřický – tschechische Adlige.
Wallenstein selbst sprach und schrieb bis zu seinem 15. Lebensjahr Tschechisch und nur sehr unvollkommen Deutsch. Später aber verwendete er fast ausschließlich die deutsche Sprache.
Die bekannte Namensform Wallenstein für den Herzog von Friedland setzte sich erst nach Friedrich Schiller durch und ist fast ausschließlich sein Verdienst. Jedoch unterschrieb Wallenstein selbst gelegentlich mit dieser Namensform und schon zu seinen Lebenszeiten wurde er als der Wallensteiner bezeichnet und seine Truppen als die Wallensteiner.

### Chronische Krankheit
Zu den ersten Symptomen gehörte 1620 die Gelenksentzündung in den Füßen. Wallenstein nannte „Podagra“ als Ursache, eine Krankheit, deren Symptome mit Gicht übereinstimmen. Sein Zustand verschlechterte sich rapide.

„Anno 1620 im Julio bin ich auf den Tod krank gewesen, und die Krankheit, vermein ich, dass ich mirs mit Trinken causiert hab.“

Im November 1629 erkrankte er so schwer, dass er wochenlang darniederlag. Im März 1630 reiste er nach Karlsbad, um Linderung zu suchen. Das Gehen fiel ihm schwer. Bei der Schlacht von Lützen im November 1632 bestieg er sein Pferd unter heftigsten Schmerzen. Ein halbes Jahr später war ihm Reiten nicht mehr möglich. Auf seiner Flucht nach Eger 1634 musste er in der Sänfte liegend transportiert werden. Sein Skelett zeigt krankhafte Veränderungen, die Syphilis im Endstadium nahelegen.

### Mythos
Neben dem Nimbus der Unbesiegbarkeit galt Wallenstein im soldatischen Aberglauben als unverwundbarer „Gefrorener“.

## Rezeption

### Zeitgenossen
Bereits kurze Zeit nach der Ermordung Wallensteins erschienen mehrere Theaterstücke, Dichtungen und Zeitungen und eine Vielzahl von Flugschriften, die den Lebenslauf und den Tod schilderten. Die meisten dieser frühen Verarbeitungen sind heute völlig unbekannt und oftmals auch verschollen.

### Schillers Wallenstein

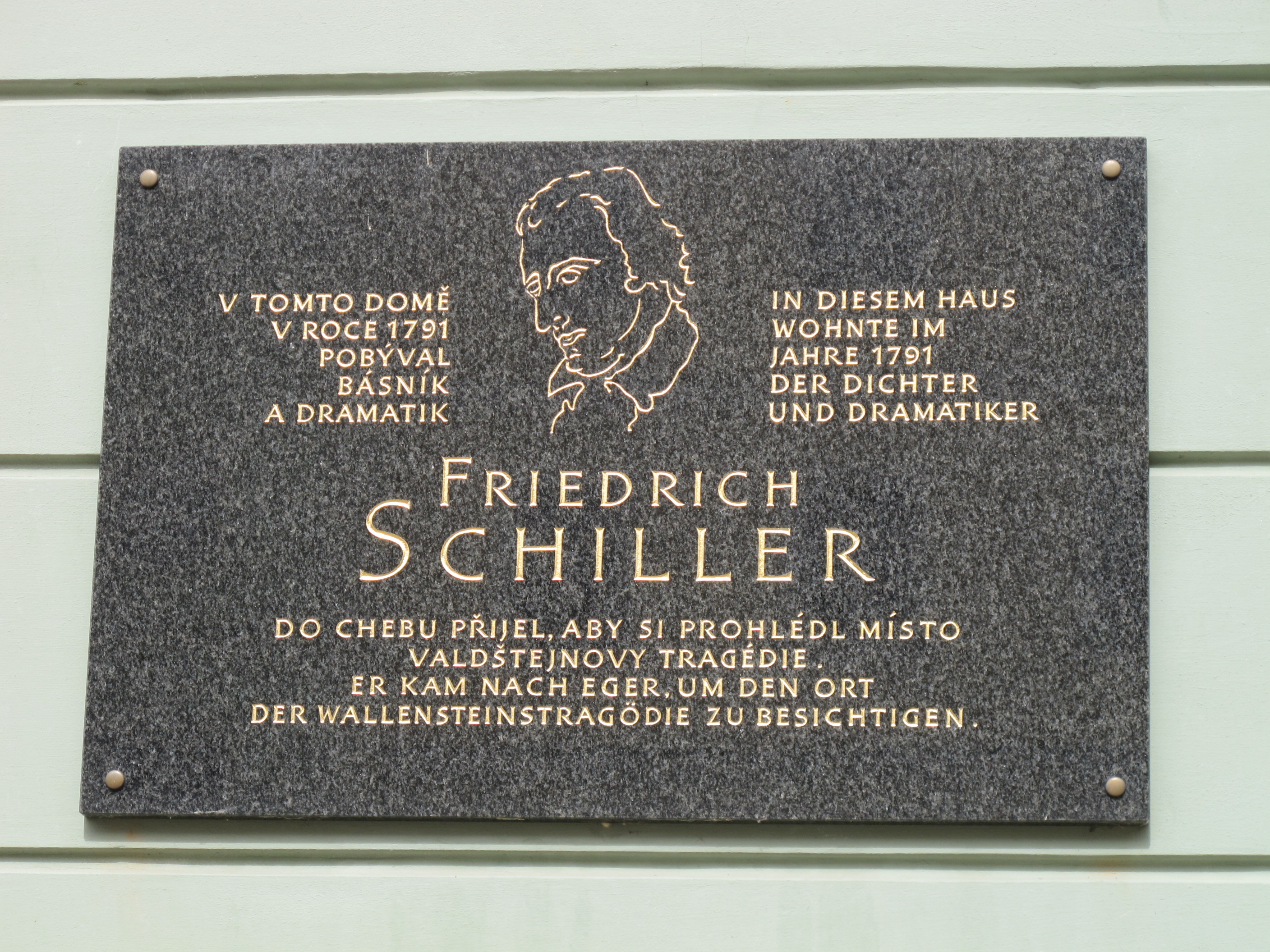
Gedenktafel am Schillerhaus in Cheb

Schiller setzte Wallenstein zunächst als Historiker ein Denkmal in seiner umfangreichen Geschichte des 30-jährigen Kriegs. Literarisch konzentrierte er sich in seiner 1799 vollendeten Dramentrilogie auf die letzte Lebenszeit Wallensteins (Pilsen und Eger). Die literarische Darstellung entspricht weitgehend den historischen Fakten. Nur das obligate Liebespaar der Dramentrilogie – Ottavio Piccolominis fiktiver Sohn Max und Wallensteins Tochter Thekla – bildet eine Ausnahme. Wallenstein hatte zwar eine Tochter Maria Elisabeth, die bei seinem Tod jedoch erst zehn Jahre alt war, und Piccolominis Adoptivsohn Joseph Silvio Max Piccolomini war nur ein Jahr älter.

### Alfred Döblins expressionistischer Roman
Der Titel des Romans von Alfred Döblin, erschienen im Jahre 1920, täuscht, denn in ihm steht nicht Wallenstein im Mittelpunkt, sondern der Kaiser Ferdinand II., den Döblin konsequent Ferdinand den Anderen nennt. Auch sind die Abschnitte des Buches oft irreführend benannt. So heißt das erste Buch beispielsweise Maximilian von Bayern, obwohl fast ausschließlich der Kaiser und seine Handlungen beschrieben werden. Der vermeintliche Protagonist dieses Teils wird nur am Rande erwähnt.
Anfangs schildert Döblin den Kaiser den historischen Tatsachen entsprechend, reichert diese Schilderungen aber mit fiktionalen Elementen an. Die Beschreibung des letzten Lebensabschnitts und des Todes Ferdinands haben dann nichts mehr mit der historischen Realität zu tun, sondern sind vollständig ein Resultat der künstlerischen Freiheit Döblins: Ferdinand, der sich bereits früh von der Außenwelt und besonders von seiner Machtposition innerlich entfernt hat und auch nicht mehr der anfänglichen Faszination des Feldherrn unterliegt, flüchtet sich in einen Wald, schließt sich einer Räuberbande an und wird schließlich von einem verwilderten Waldmenschen ermordet. Ferdinands Flucht in die vermeintlich friedliche Natur wird von Döblin damit also als Alternative zur brutalen Realität des Krieges abgelehnt.
Im zweiten Buch des Romans wird Wallenstein eher am Rande eingeführt. Erst mit den Ereignissen während seines Wirkens innerhalb des böhmischen Münzkonsortiums wird er präsent. Dies entspricht der Deutung Wallensteins durch Döblin in dem Roman insgesamt. Für Döblin überwiegt das Wirtschaftsgenie Wallenstein; Schlachten werden nur geschlagen, wenn sie sich nicht vermeiden lassen, denn Wallenstein wird von Döblin in der Hauptsache als moderner Manager langfristiger Kriegsplanungen dargestellt. Religiösen Fragen steht Wallenstein indifferent gegenüber und zwingt seine Partner und Gegenspieler damit, sich eine Lüge einzugestehen, derer sie sich nicht mal bewusst waren. Denn genauso wie Wallenstein streben diese nach Macht und Reichtum, verstecken dieses Streben aber hinter ihren religiösen Überzeugungen und Friedensbeteuerungen. Döblins Wallenstein hat keine politische Vision, und noch viel weniger möchte er das Reich reformieren. Für ihn zählen nur Reichtum und Macht. Döblins Urteil über Wallenstein steht damit der marxistischen Geschichtsschreibung nahe, die jegliches Handeln als Resultat von wirtschaftlichen Motiven ansieht.

### Die Biographien Hellmut Diwalds und Golo Manns
Hellmut Diwald näherte sich der Biografie Wallensteins 1967 mit der Herausgabe von Leopold von Rankes „Geschichte Wallensteins“, die er mit einer hundert Seiten umfassenden Einleitung versah. Zwei Jahre später erschien seine eigene Wallenstein-Darstellung, die bald schon als neues Standardwerk galt.
Golo Mann muss dies – zwei Jahre vor dem Erscheinen seiner Biografie Wallenstein. Sein Leben erzählt von Golo Mann – verärgert haben, „vor dem apologetischen Hellmut Diwald ekelt es ihn nachgerade“ (Klaus-Dietmar Henke). Der Herausgeber der Zeitschrift Der Spiegel, Rudolf Augstein, beurteilte das Werk Manns als eine sich objektiv gebende, höchst subjektive Darstellungskunst.

### Volksfeste und Festspiele
In Memmingen finden alle vier Jahre zur Erinnerung an Wallensteins Aufenthalt in der Stadt 1630 Wallensteinfestspiele statt. In Altdorf bei Nürnberg werden seit 1894 bis heute im dreijährlichen Rhythmus die Wallenstein-Festspiele gefeiert. Dabei werden die Theaterstücke Wallenstein in Altdorf und eine Bearbeitung von Schillers Wallenstein-Trilogie aufgeführt. In der Hansestadt Stralsund findet mit den Wallensteintagen jedes Jahr das größte historische Volksfest in Norddeutschland statt und erinnert an die Befreiung der Hansestadt Stralsund von der Belagerung durch Wallenstein im Jahre 1628.

Porträt Wallenstein von Ludwig Ferdinand Schnorr von Carolsfeld, 1823 (HGM)

### Museale Rezeption
Durch die kaiserliche Entschließung von Franz Joseph I. vom 28. Februar 1863 wurde Wallenstein in die Liste der „berühmtesten, zur immerwährenden Nacheiferung würdiger Kriegsfürsten und Feldherren Österreichs“ aufgenommen und eine lebensgroße Statue in der Feldherrenhalle des damals neu errichteten k.k. Hofwaffenmuseums, dem heutigen Heeresgeschichtliches Museum Wien, errichtet. Die Statue wurde 1877 vom Bildhauer Ludwig Schimek (1837–1886) aus Carrara-Marmor geschaffen.
Einen Einblick in das Leben des Generalissimus bietet eine Besichtigung des Waldsteinpalais, das der Feldherr zwischen 1623 und 1630 auf der Prager Kleinseite erbauen ließ.
Das Regionalmuseum der Stadt Eger (Cheb) widmet Wallenstein eine Dauerausstellung. Neben Porträts und Gemälden sind dort sein ausgestopftes Pferd, das Zimmer seines Mordes und die Mordwaffe, die Partisane, zu besichtigen.
Im Museum im Schloss Lützen wird Wallenstein als Feldherr im Dreißigjährigen Krieg und in der Schlacht bei Lützen dargestellt.